# Feigen
Die Feigen (Ficus) sind die einzige Gattung der Tribus Ficeae innerhalb der Pflanzenfamilie der Maulbeergewächse (Moraceae). Die wohl bekannteste Art ist die Echte Feige (Ficus carica), deren Früchte als Feigen bekannt sind. Die große Gattung („Großgattung“) besteht aus 750 bis 1000 Arten immergrüner und laubabwerfender Bäume, Sträucher oder Kletterpflanzen, die weltweit in den tropischen und subtropischen Regionen beheimatet sind. In frostfreien Gebieten werden einige Arten wegen ihrer dekorativen Blätter oder als Schattenspender in Parks und Gärten angepflanzt. Einige Arten und ihre Sorten sind beliebte Zimmerpflanzen.

## Beschreibung

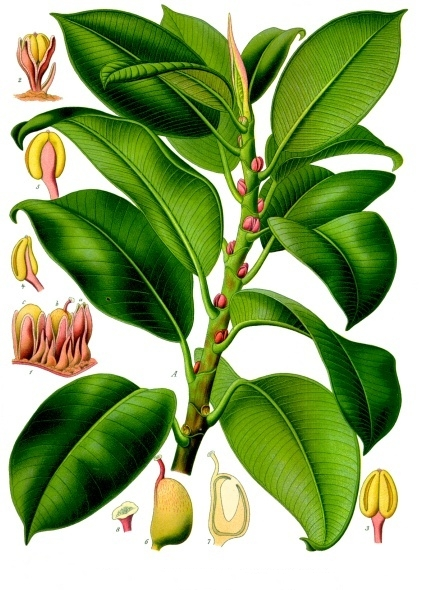
Illustration eines Gummibaumes (Ficus elastica): aus Koehler 1887

### Vegetative Merkmale
Alle Ficus-Arten sind verholzende Pflanzen: immergrüne und laubabwerfende Bäume, Sträucher und Kletterpflanzen. In den Pflanzen befindet sich weißer Milchsaft.
Die meist wechselständigen Laubblätter sind meistens einfach. Es ist ein Nebenblatt zu erkennen, das aus zwei verwachsenen Nebenblättern entsteht. Nur selten sind diese nicht verwachsen. Das Nebenblatt schützt die Blattknospe und fällt beim Entfalten des Laubblattes ab.

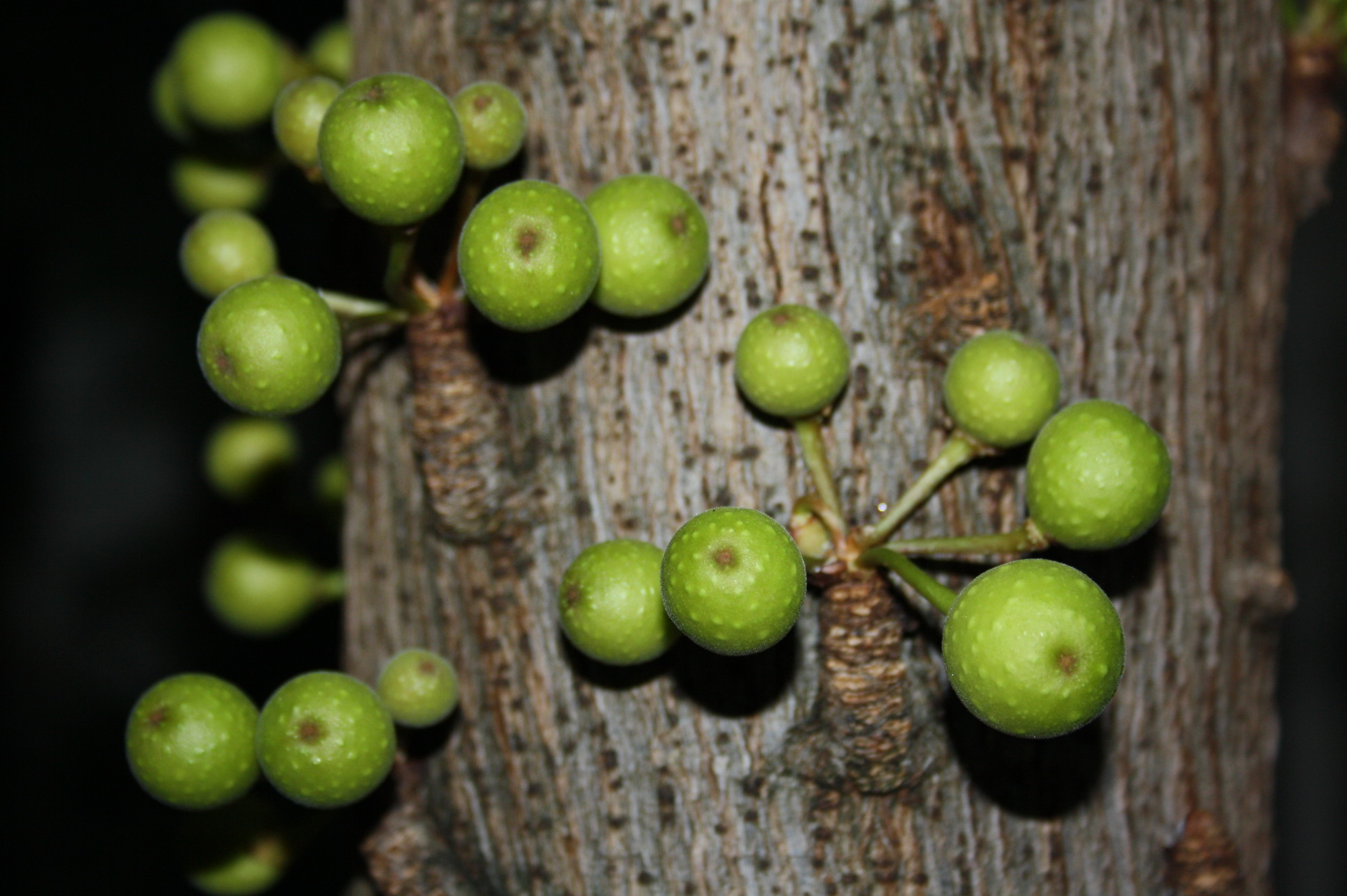
Fruchtstände von Ficus gilletii mit etwa 1 Zentimeter Durchmesser

### Generative Merkmale
Die Blüten sind immer eingeschlechtig und apetal (ohne Kronblätter). Es gibt einhäusige (monözisch) und gynodiözische aber funktionell diözische, zweihäusig getrenntgeschlechtige Arten mit zwittrigen Blüten, die als männliche funktionieren. Jeweils viele Blüten sind in einem Blütenstand, einem krugförmigen, ausgehöhlten Achsengewebe, eingesenkt. Nur eine kleine, durch Schuppen- und Hochblätter verengte, distale Öffnung (Ostiolum) bleibt als Verbindung ins Freie. In einem Blütenstand können drei Blütentypen vorkommen: männliche und fertile weibliche Blüten (langer Griffel, kleineres Ovar, Narbenpapillen) und sterile weibliche (Gallblüten, kurzer Griffel, größeres Ovar, keine Narbenpapillen). Die männlichen Blüten besitzen zwei bis sechs Kelchblätter und meist ein bis drei (selten mehr) Staubblätter. Die fertilen weiblichen Blüten besitzen keine bis sechs Kelchblätter und einen freien Fruchtknoten mit einem oder zwei ungleichen Griffeln.
Die Früchte sind samenähnliche Achänen, gewöhnlich im vergrößerten, hohlen Blütenboden eingeschlossen oder von einem fleischigen Perianth umgeben. Es ist ein Fruchtverband (Achänenfruchtverband), genauer ein Sykonium, Hypanthodium (Scheinfrucht; Pseudocarp), da die vielen weiblichen Blüten sich zu Achänen entwickeln und in den fleischigen, krugförmigen Blütenboden integriert sind.
Die Chromosomengrundzahl beträgt x = 13. Bei den meisten Arten liegt Diploidie vor, mit einer Chromosomenzahl von 2n = 26.

## Ökologie

### Bestäubung
Die Bestäubung aller Feigenarten erfolgt durch Feigenwespen (Agaonidae). Viele Feigenarten können nur von einer ganz bestimmten Feigenwespenart bestäubt werden. Die Feigenwespen dringen durch die distale Öffnung, das Ostiolum, in den Blütenstand ein. Sie bestäuben manche Feigenblüten und legen ihre Eier in weiteren ab. Die Larven schlüpfen und ernähren sich von Bestandteilen des Fruchtstandes, bis sie sich zur Imago entwickeln. Danach schlüpfen die flugfähigen adulten Erzwespen aus der Öffnung des Fruchtstandes, suchen sich einen Geschlechtspartner und der Zyklus beginnt von Neuem.
In Europa nördlich der Alpen kommen Feigenwespen nur in Ausnahmefällen vor. Die hier angebauten Feigenarten sind daher in der Regel partenokarp (jungfernfrüchtig) und benötigen keine Bestäubung, um reife Früchte auszubilden.

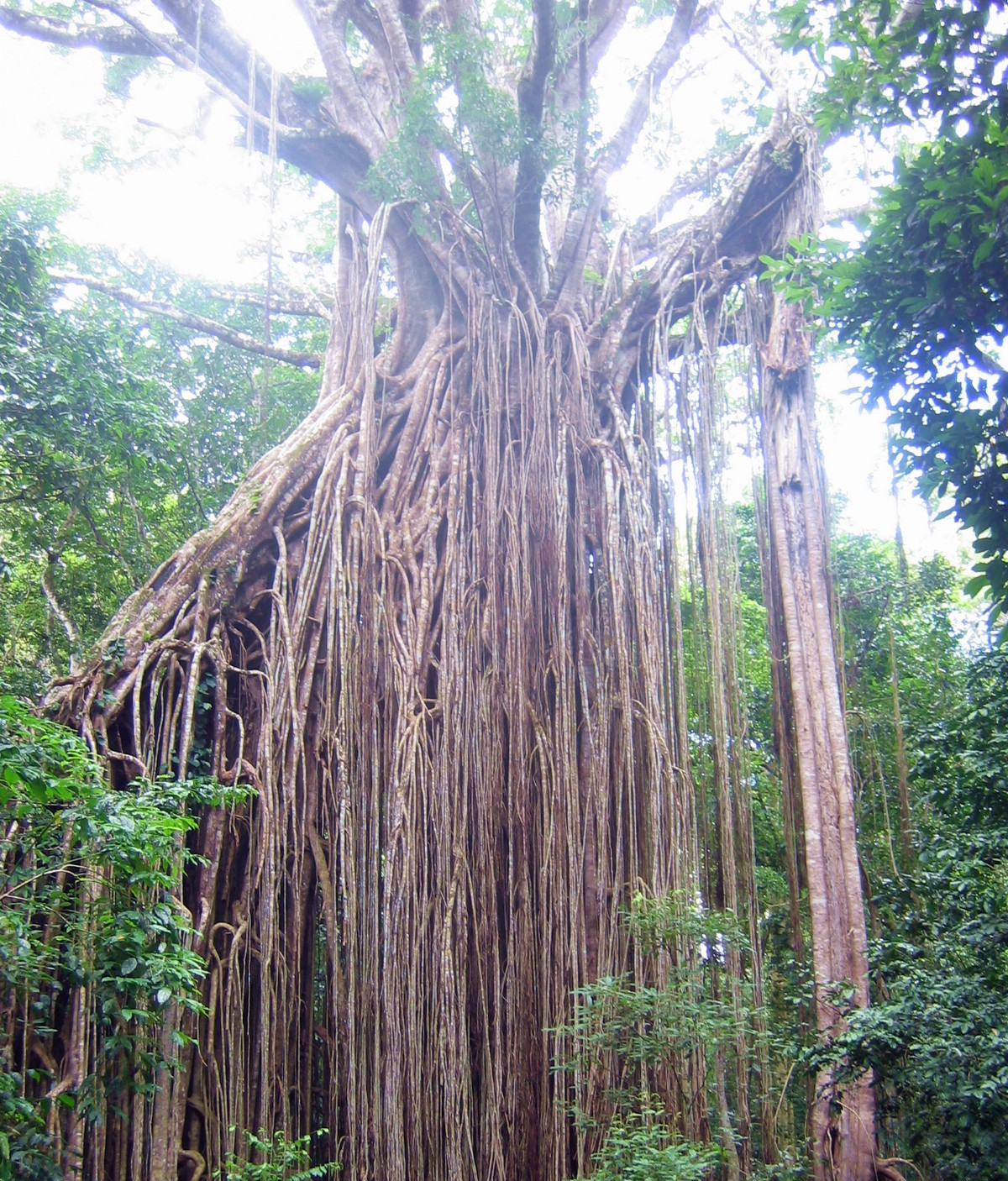
Luftwurzeln einer Feigenart

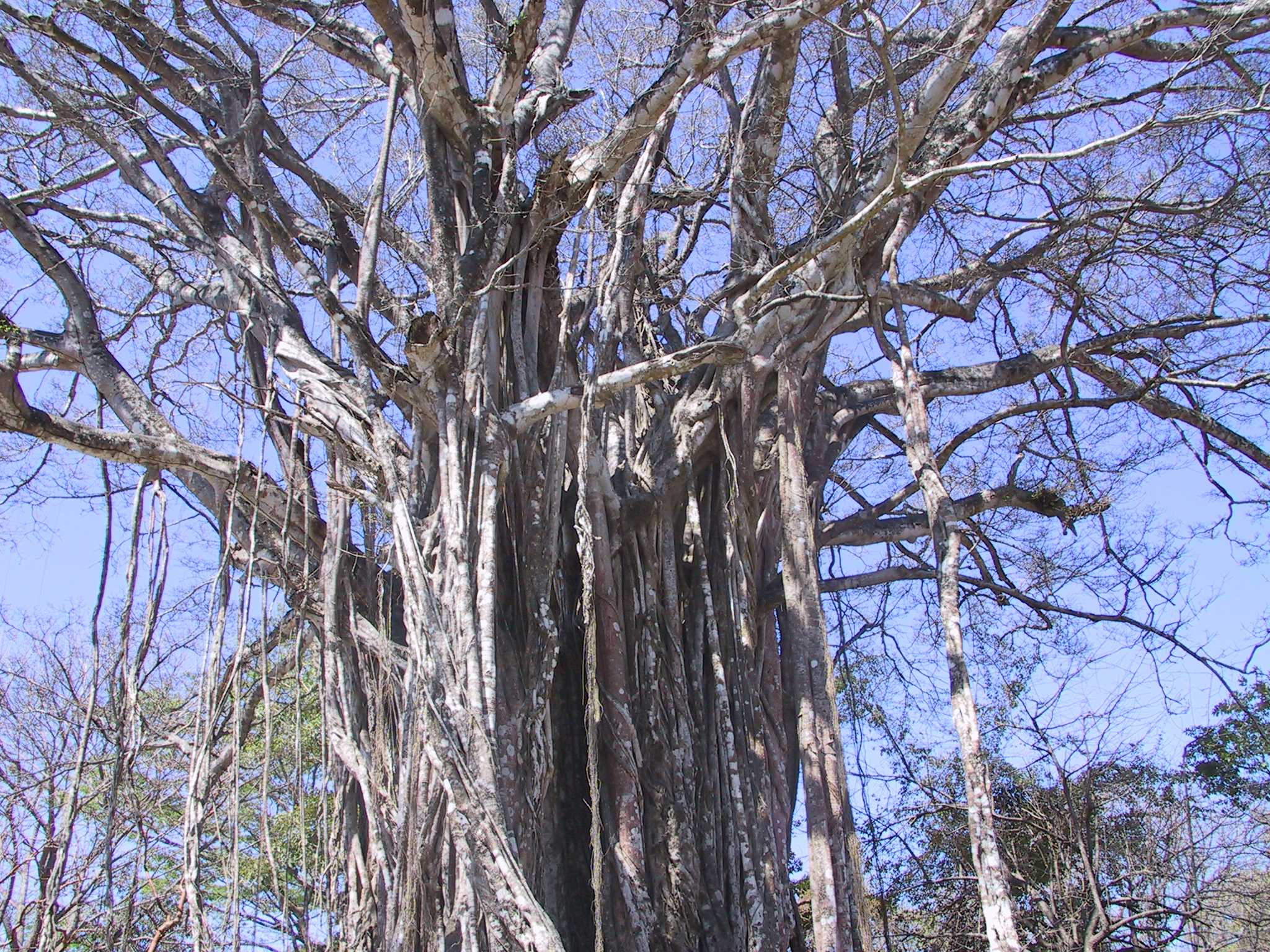
Würgefeige in der Trockenzeit im ausgewachsenen Stadium

### Würgefeigen
Einige Ficus-Arten sind Würgefeigen. Die Samen werden von Vögeln gefressen und passieren unbeschädigt den Verdauungstrakt. Wenn sie im Kot der Vögel auf den Ast eines Baumes ausgeschieden werden und dort dank der mistelähnlich schleimigen Samenhülle kleben bleiben, keimen die Samen auf dem Ast. Die Feigenpflanzen wachsen direkt dort; es handelt sich also zunächst um Epiphyten. Doch deren Luftwurzeln wachsen zum Boden hinab. Erreichen die Wurzeln den Boden, beginnen die Feigen ein schnelleres Wachstum und bilden von nun an viel mehr Luftwurzeln. Sie umschließen allmählich ihren Trag- oder Wirtsbaum, der schließlich abstirbt, wodurch sich im Inneren der Würgefeige ein Hohlraum bildet. Die Würgefeige profitiert zusätzlich von den bei der Zersetzung des abgestorbenen Tragbaumes freiwerdenden Nährstoffen.
Einige der zahlreichen Arten von Würgefeigen sind:
- Hohe Feige (Ficus altissima Blume)
- Ficus aurea Nutt., in Amerika bekannt als Florida strangler fig (Florida-Würgefeige)
- Ficus barbata Wall., Bartfeige oder bearded fig
- Ficus benghalensis L.
- Ficus burtt-davyi Hutch.
- Ficus citrifolia Mill., ebenfalls Bartfeige genannt
- Ficus craterostoma Warb. ex Mildbr. & Burret
- Ficus macrophylla Pers.
- Ficus obliqua G.Forst.
- Ficus tinctoria G.Forst.
- Ficus virens Aiton
- Ficus watkinsiana F.M.Bailey: Von diesem Endemiten sind nur drei Populationen in Queensland bekannt.

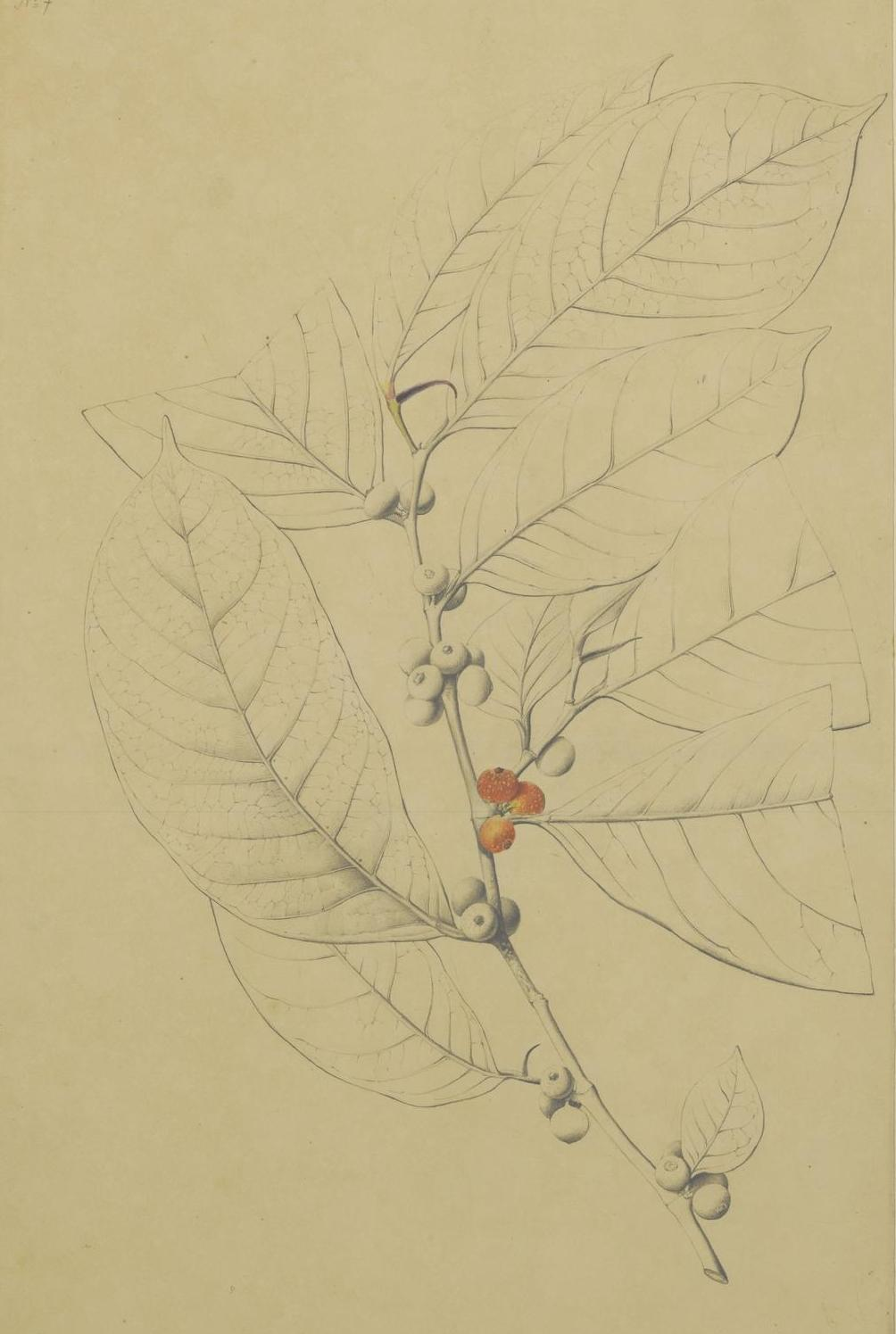
Illustration von Ficus subulata

### Nahrung für Tiere
Da die meisten Ficus-Arten sehr viele Früchte ausbilden, sind sie für viele Tierarten, darunter Fledertiere, Primaten und Vögel und außerdem für fruchtfressende Käfer wie den Großen Rosenkäfer eine wichtige Nahrungsquelle.

## Systematik und Verbreitung

### Äußere Gliederung

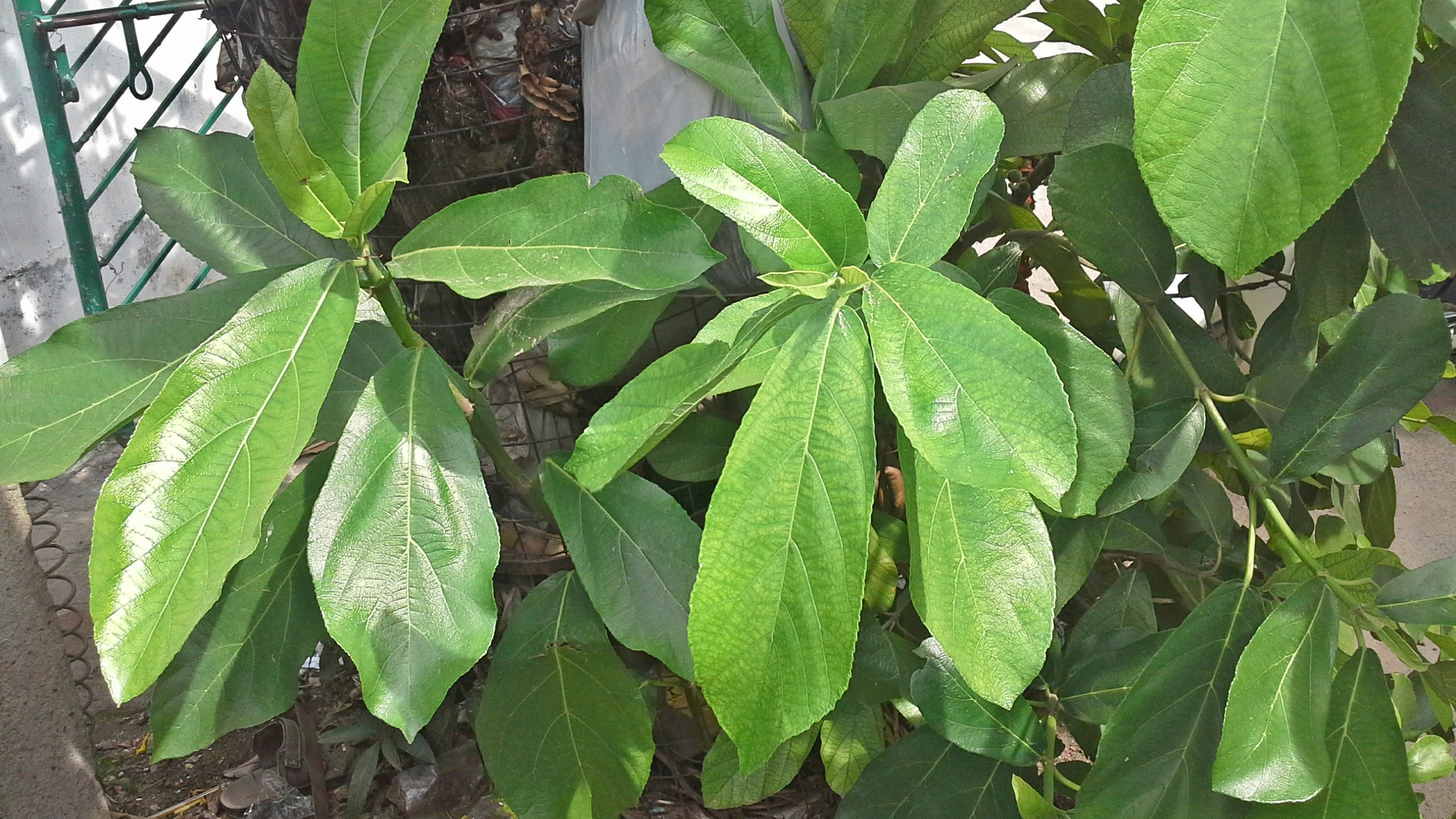
Laubblätter von Ficus hispida

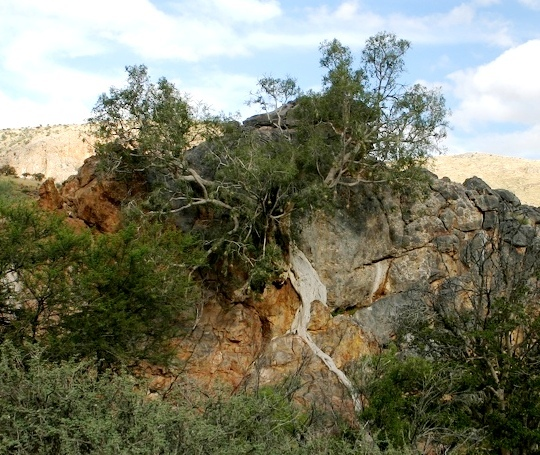
Habitus von Ficus ilicina im Habitat

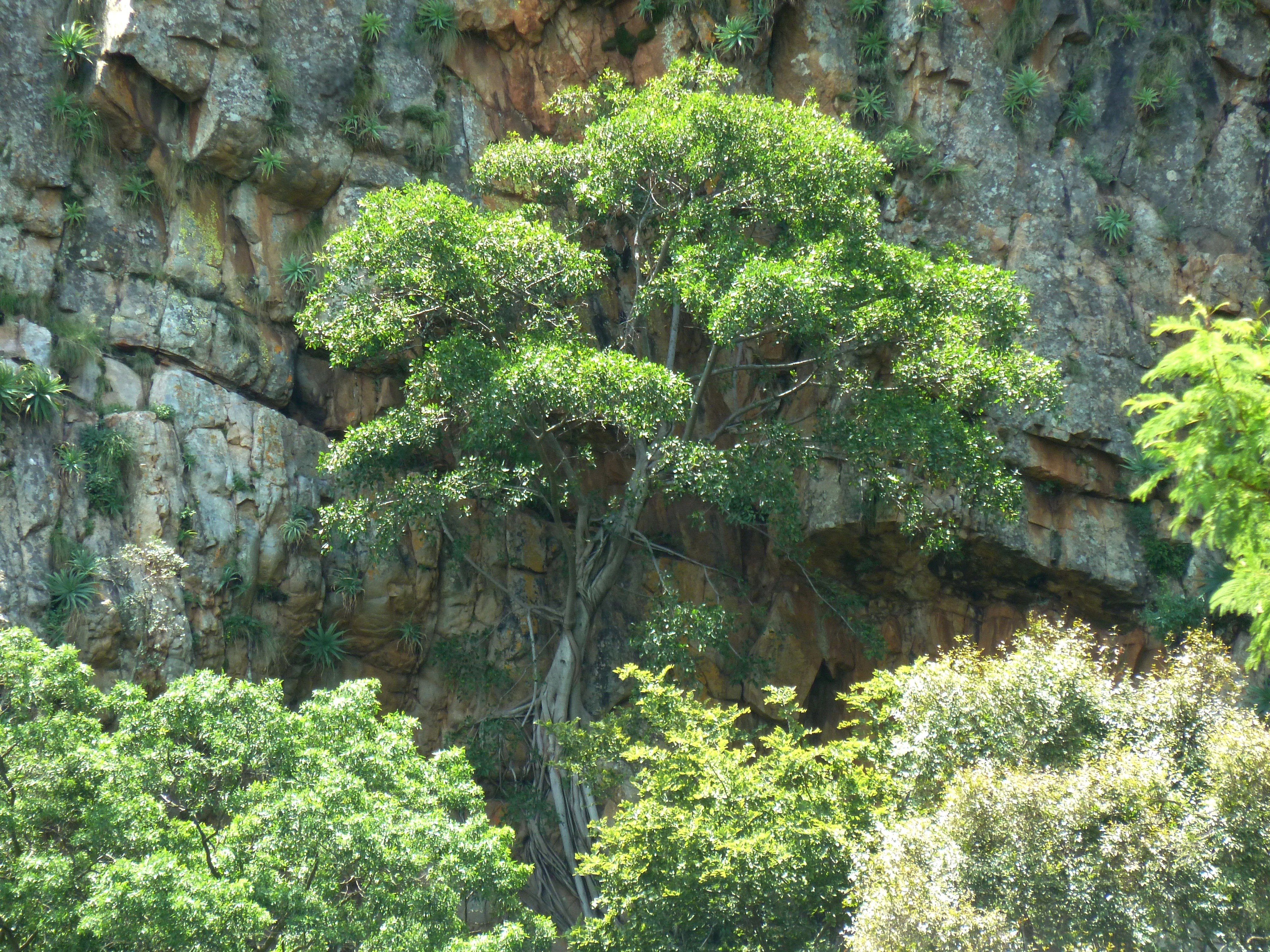
Habitus von Ficus ingens im Habitat

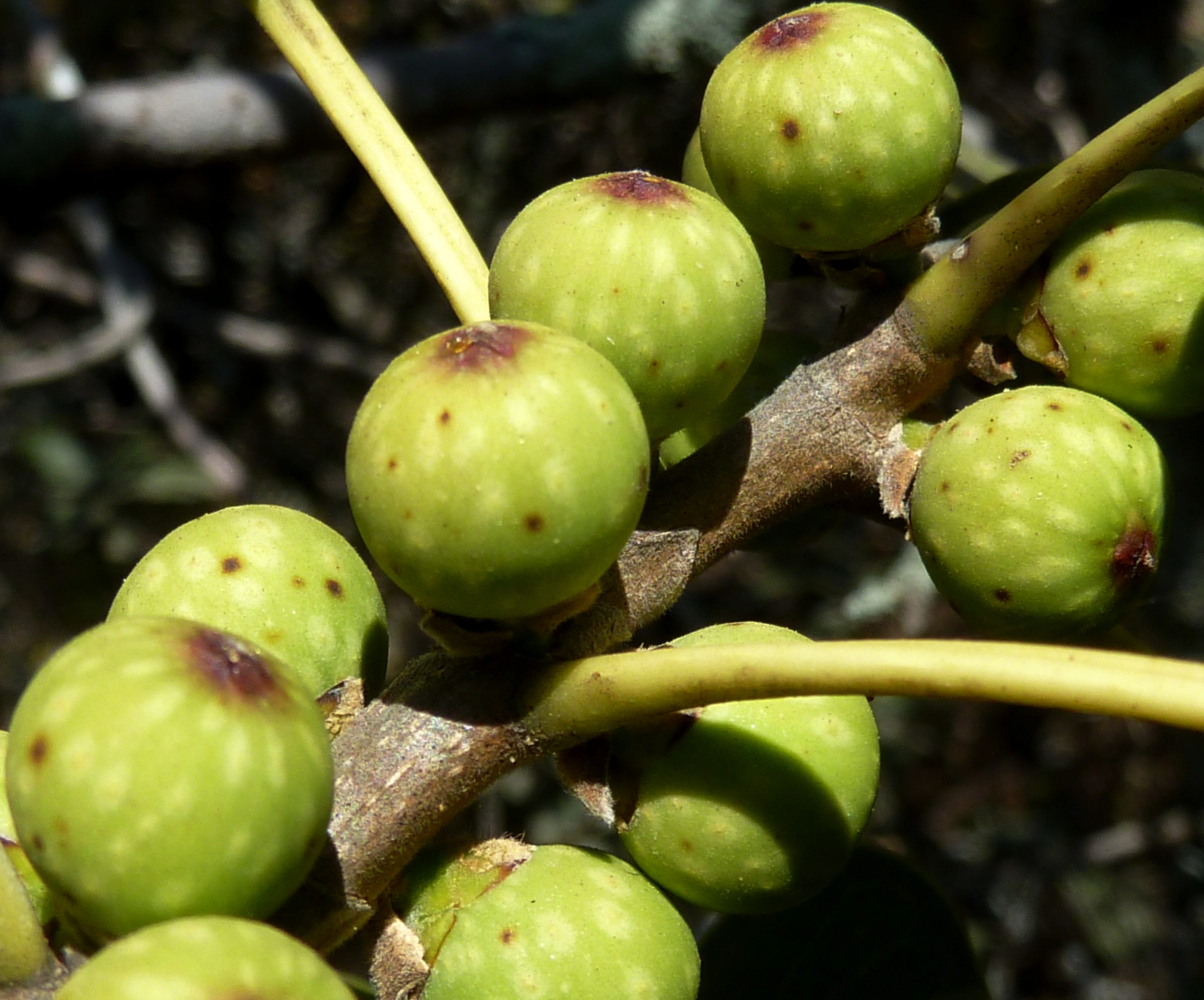
Zweige mit Feigen von Ficus ingens

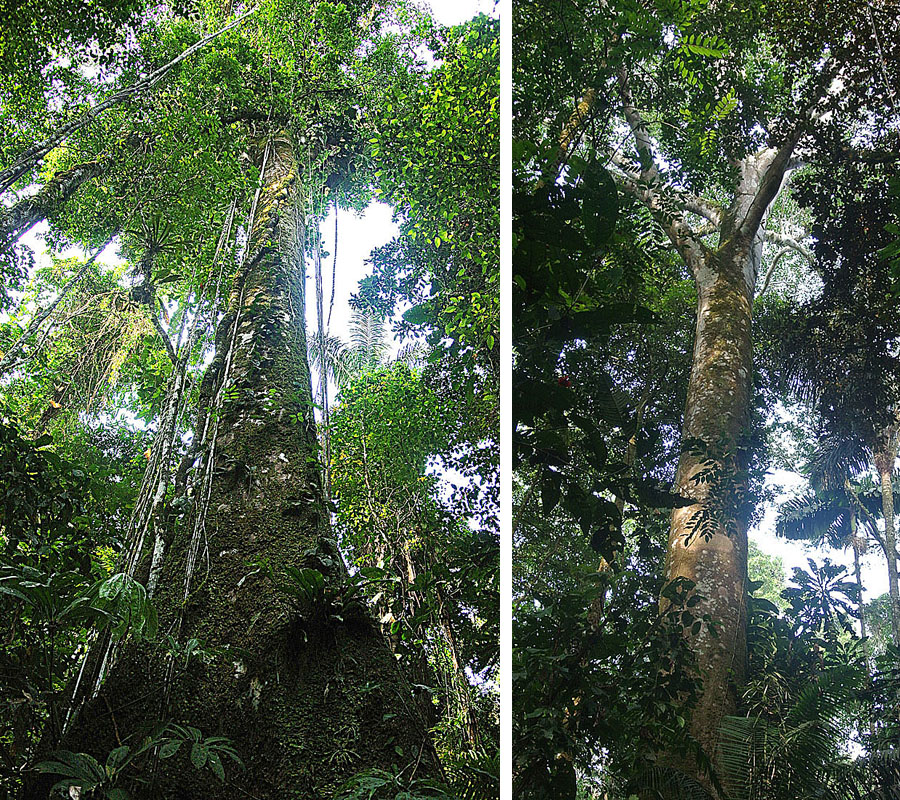
Habitus von Ficus insipida

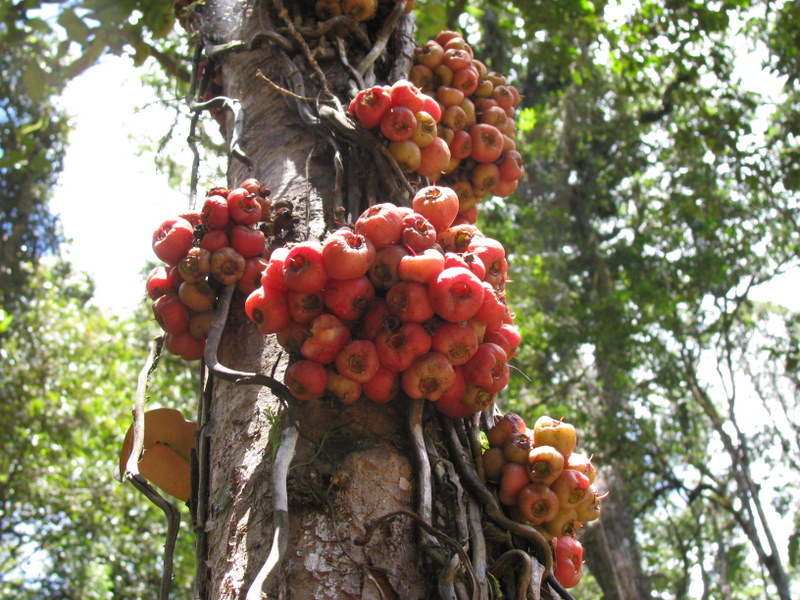
Reife Feigen bei der kaulifloren Art Ficus itoana

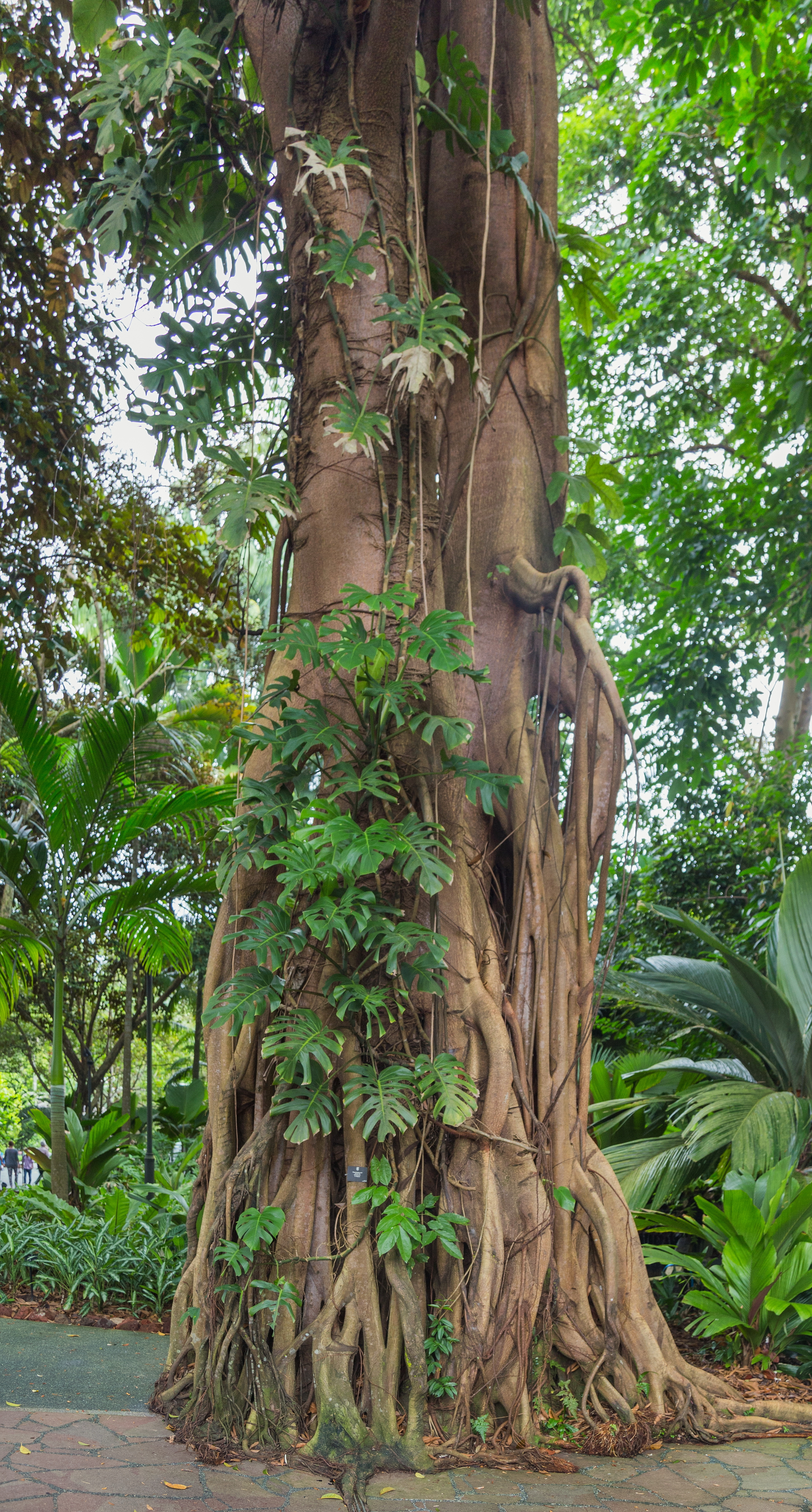
Habitus von Ficus kerkhovenii

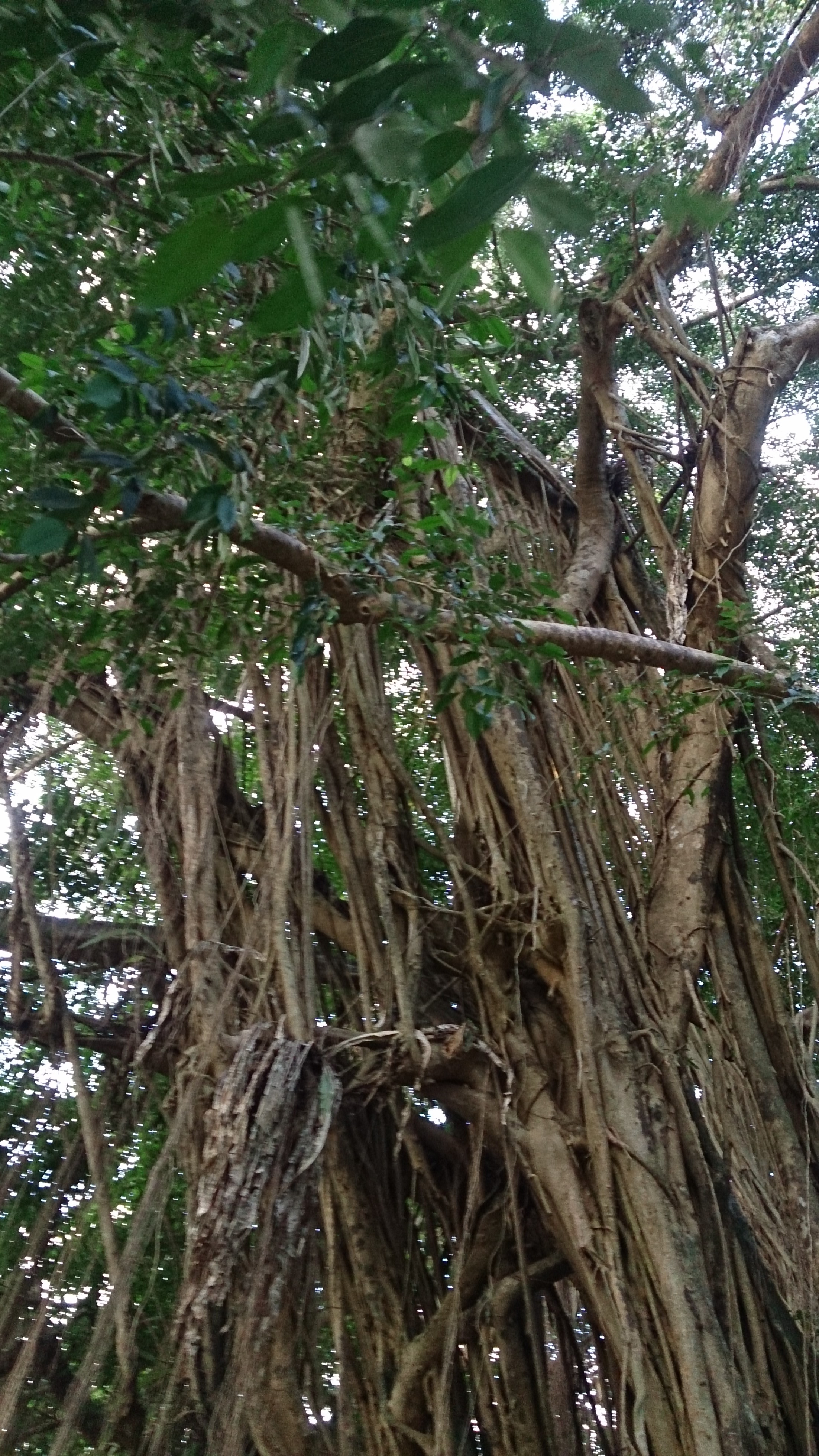
Habitus von Ficus kurzii

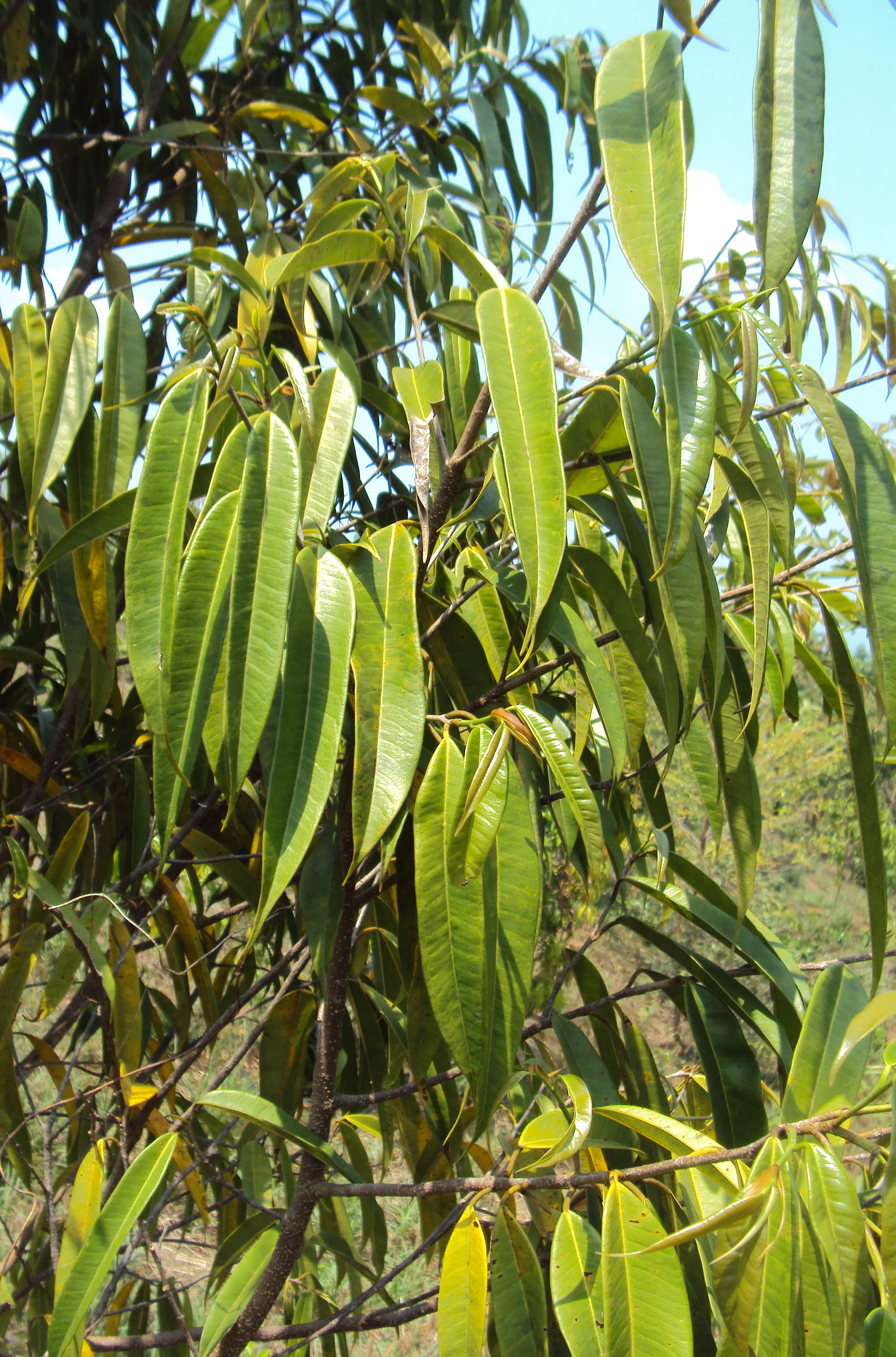
Laubblätter von Ficus longifolia

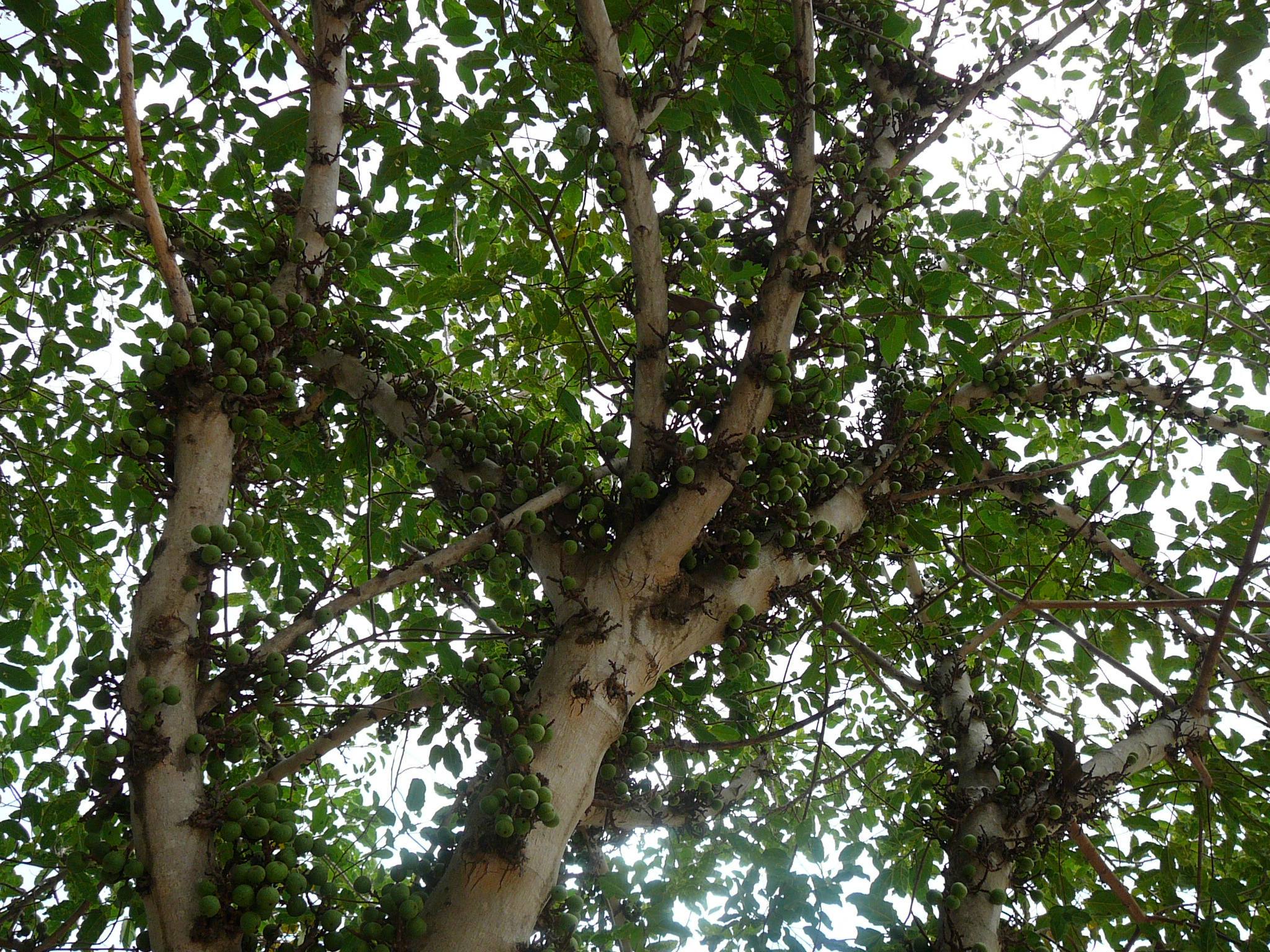
Die kauliflore Art Ficus lutea

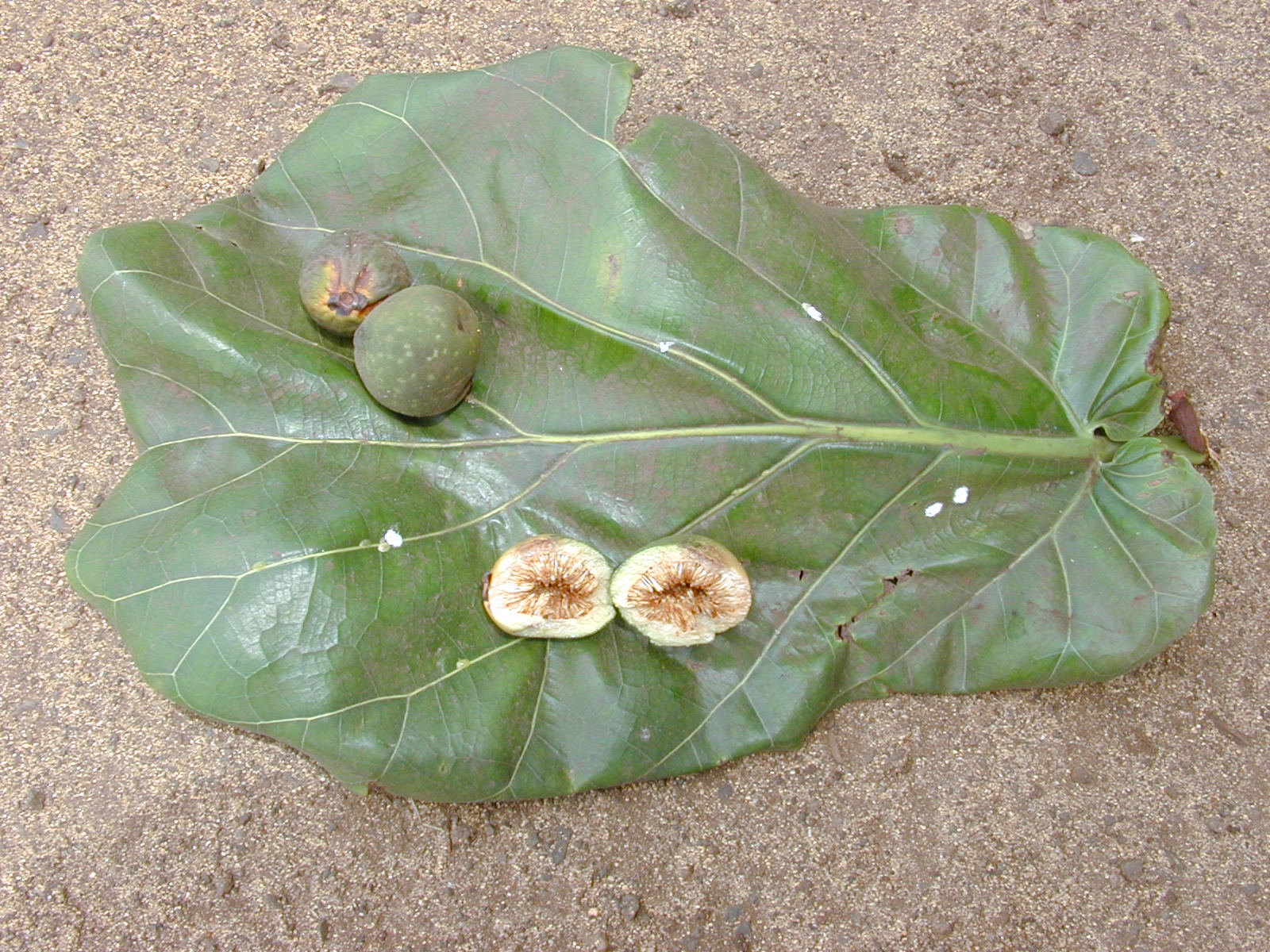
Laubblatt und darauf Feigen der Geigen-Feige (Ficus lyrata)

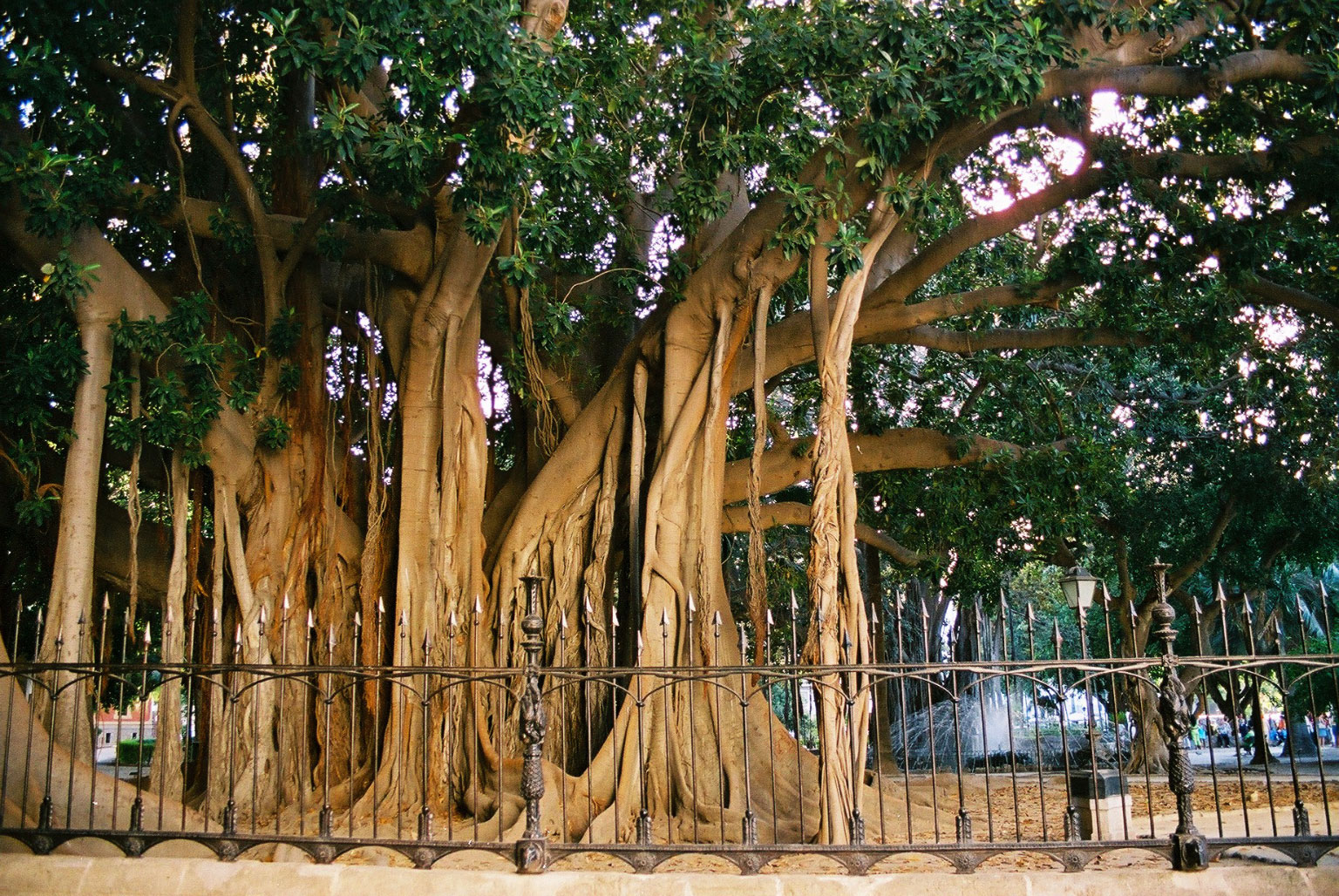
Großblättrige Feige (Ficus macrophylla)

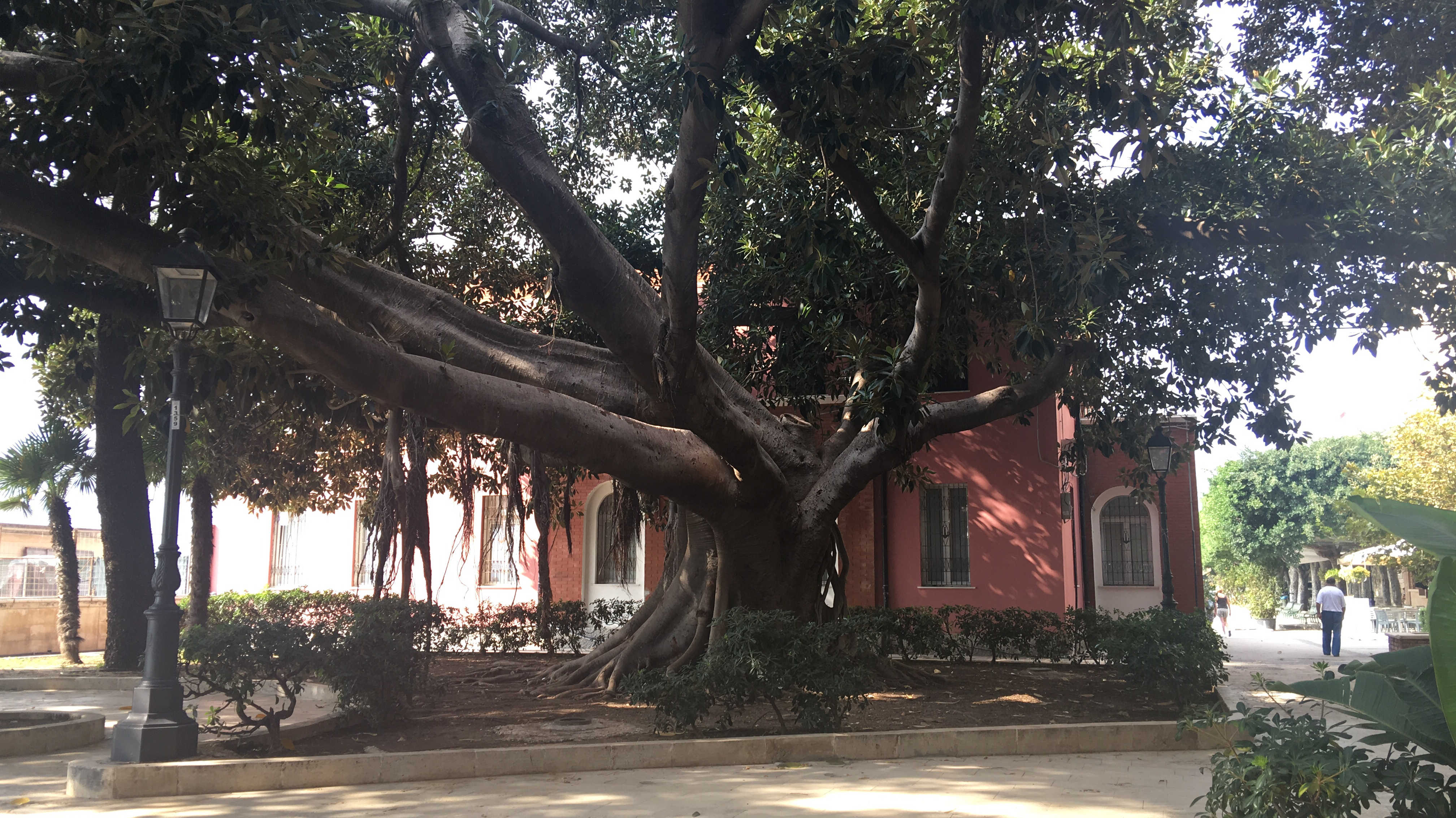
Habitus von Ficus magnoliifolia

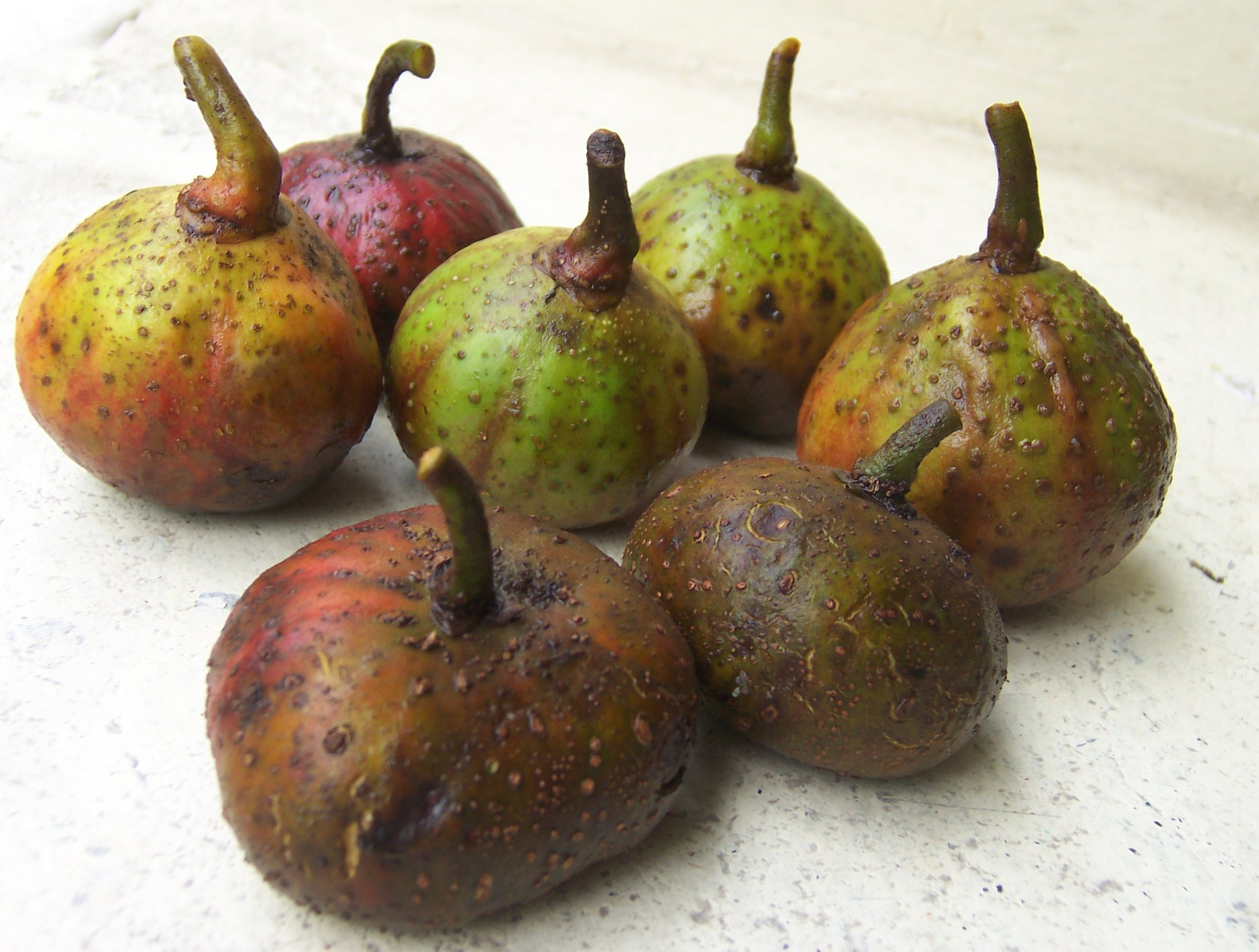
Feigen von Ficus mauritiana

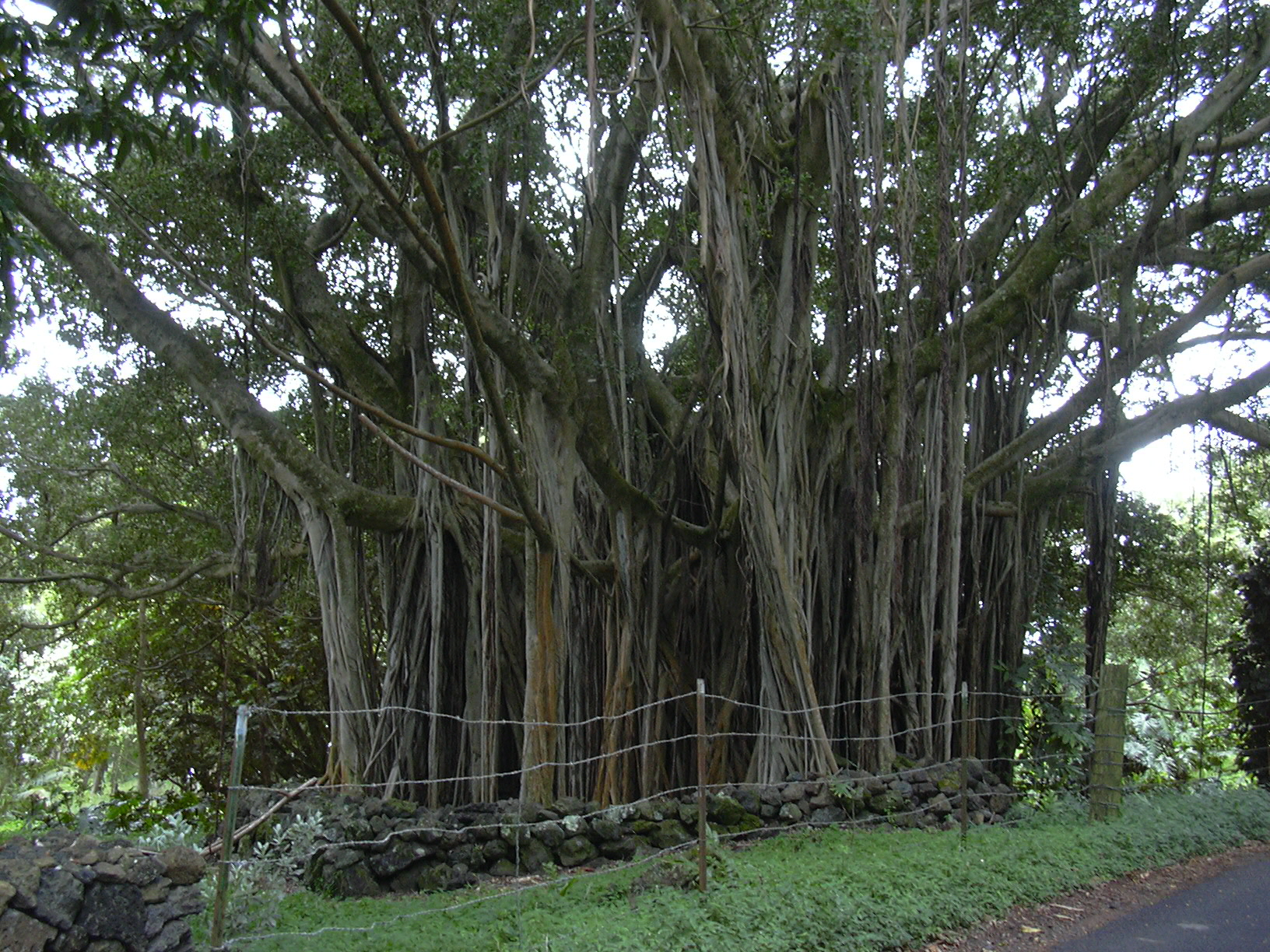
Habitus der Chinesischen Feige (Ficus microcarpa)

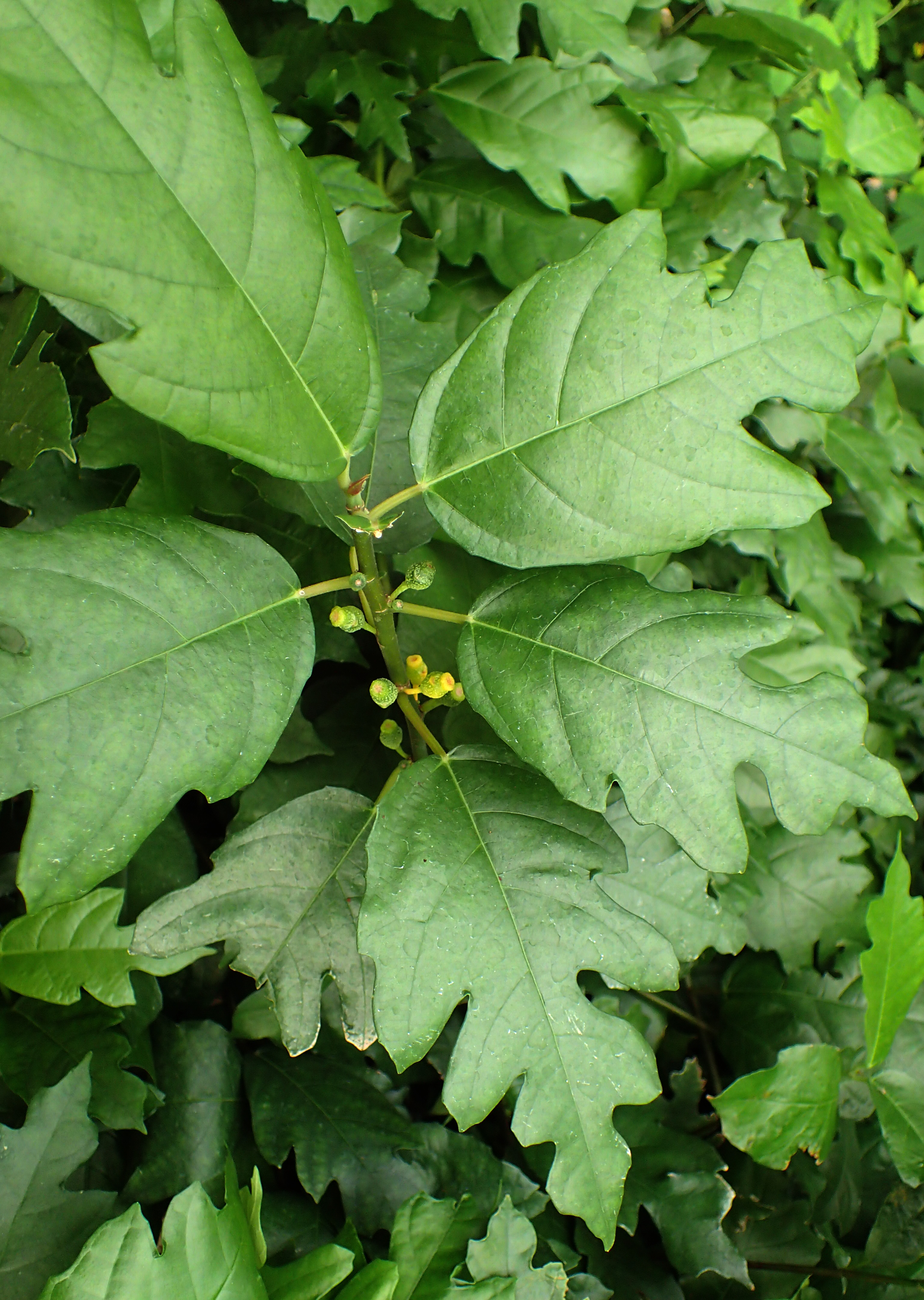
Laubblätter und Feigen von Ficus montana

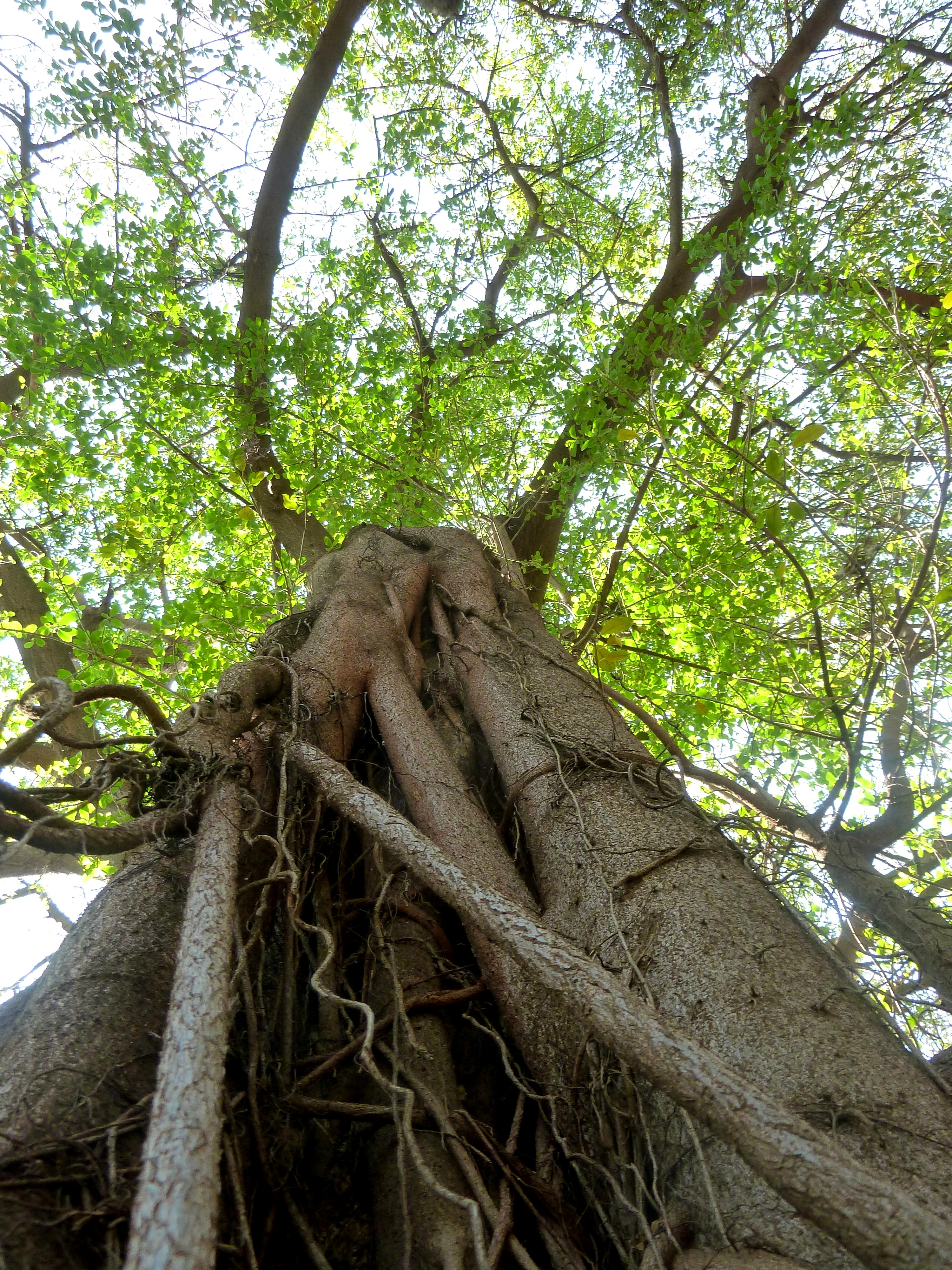
Habitus von Ficus natalensis

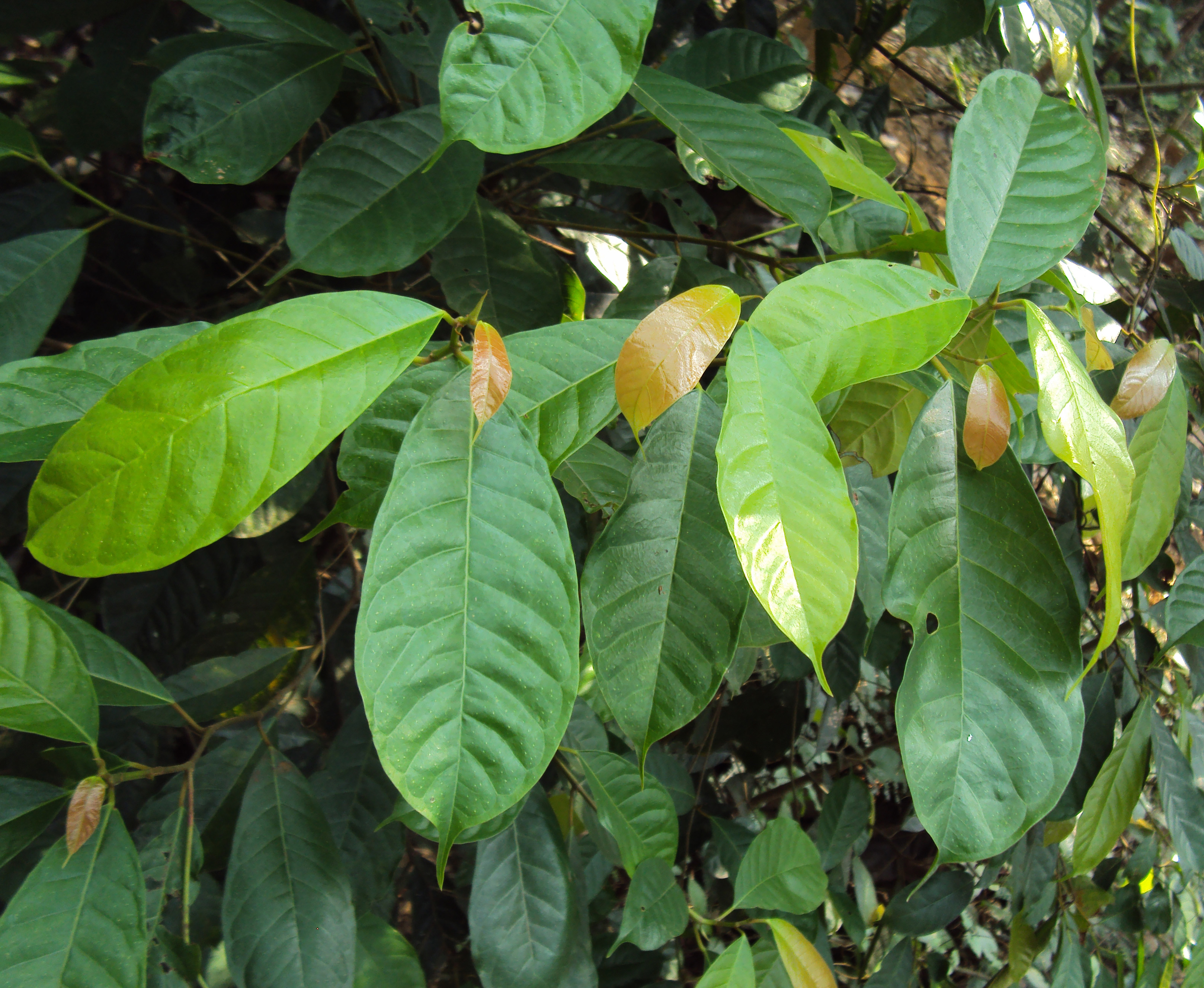
Laubblätter von Ficus nervosa

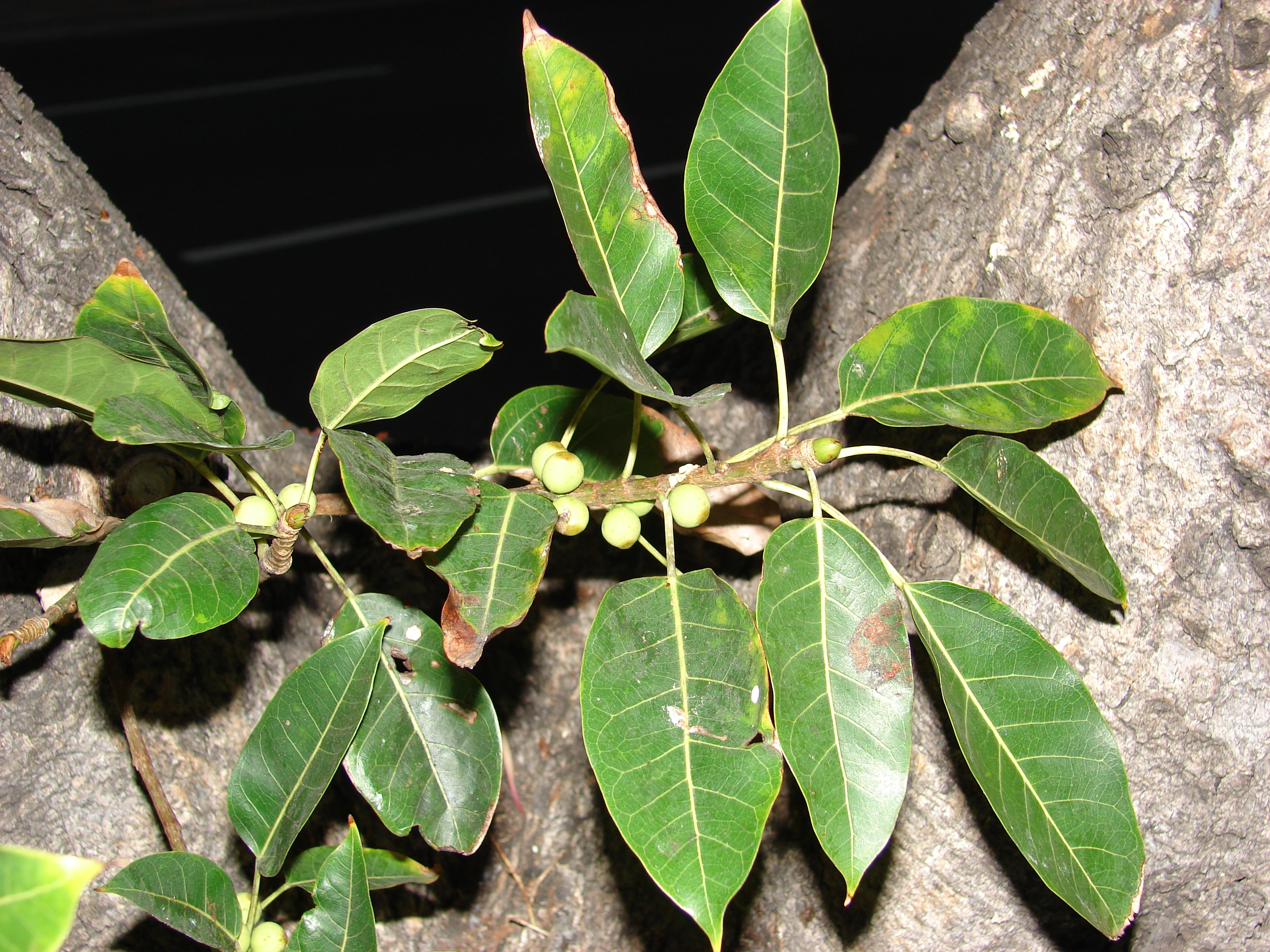
Zweig mit Laubblättern und Feigen von Ficus nota

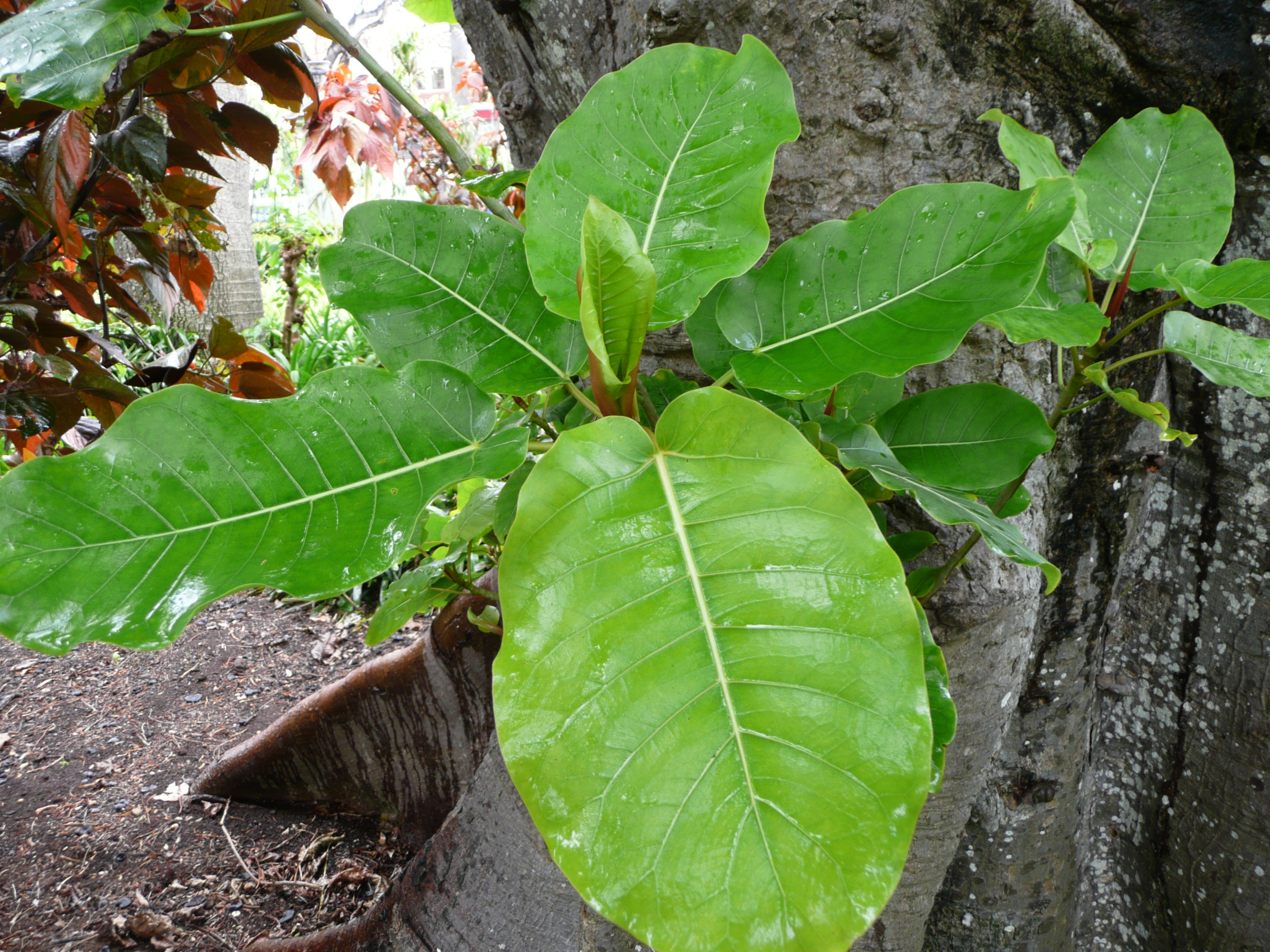
Stamm mit Borke und Laubblätter von Ficus nymphaeifolia

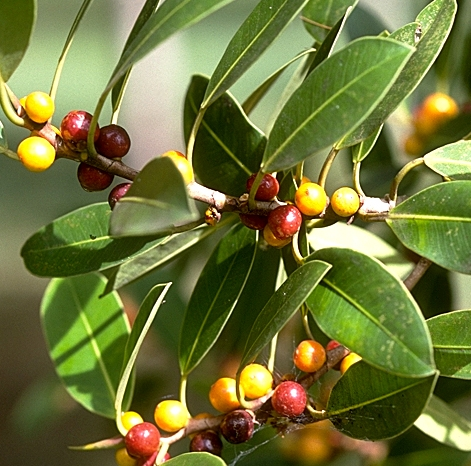
Laubblätter und Feigen von Ficus obliqua

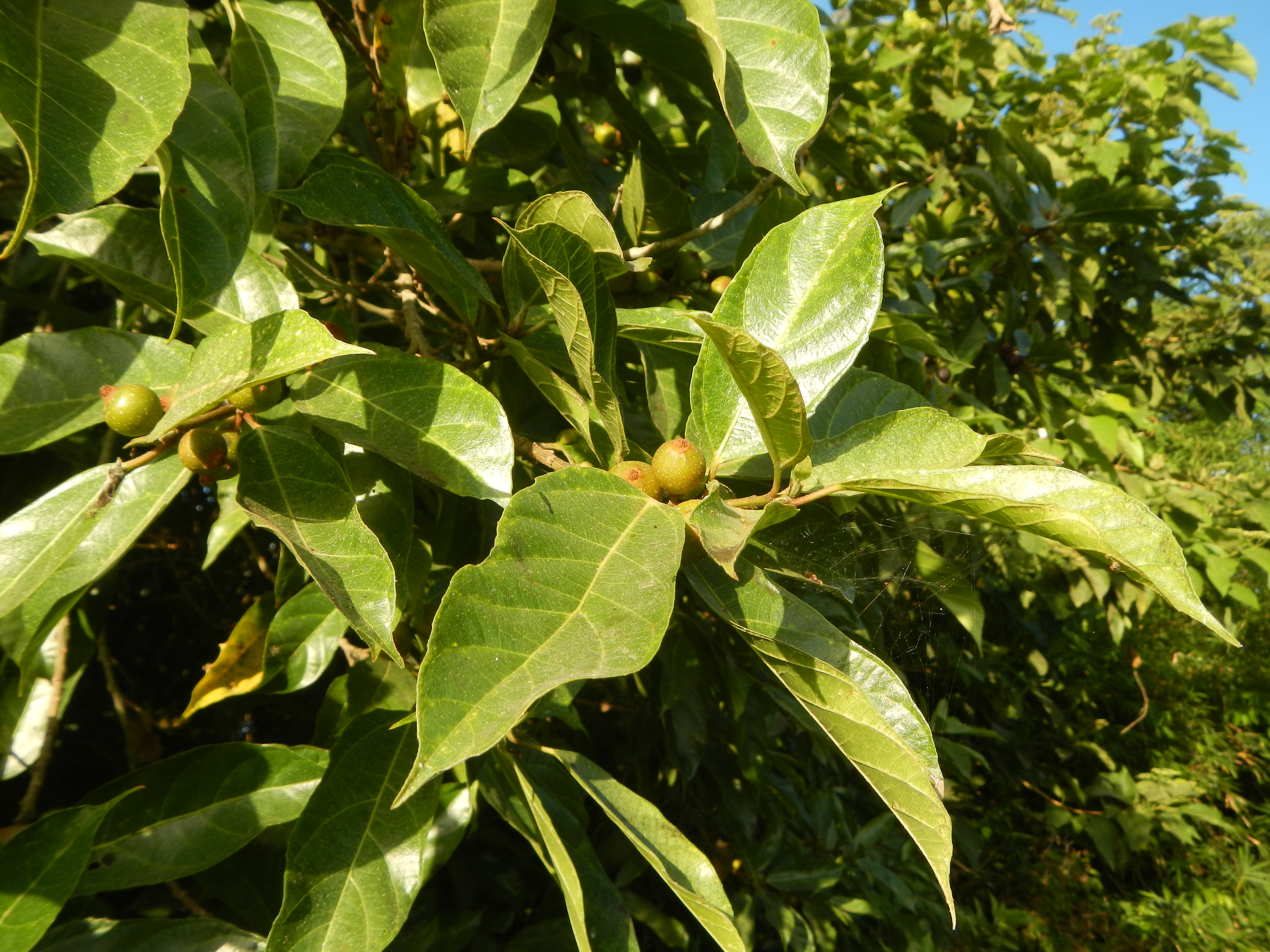
Laubblätter und Feigen von Ficus odorata

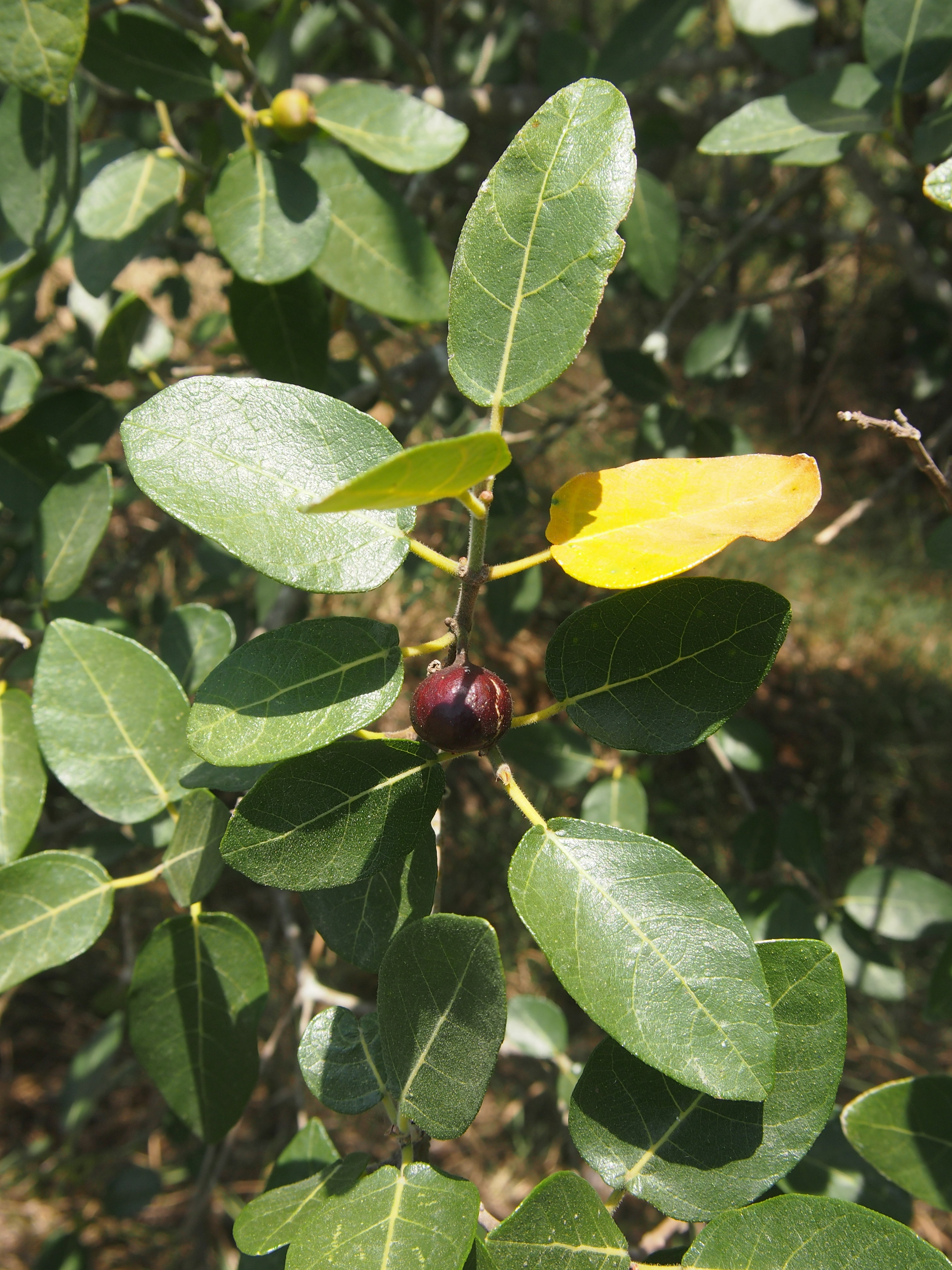
Gegenständige Laubblätter und Feigen von Ficus odorata

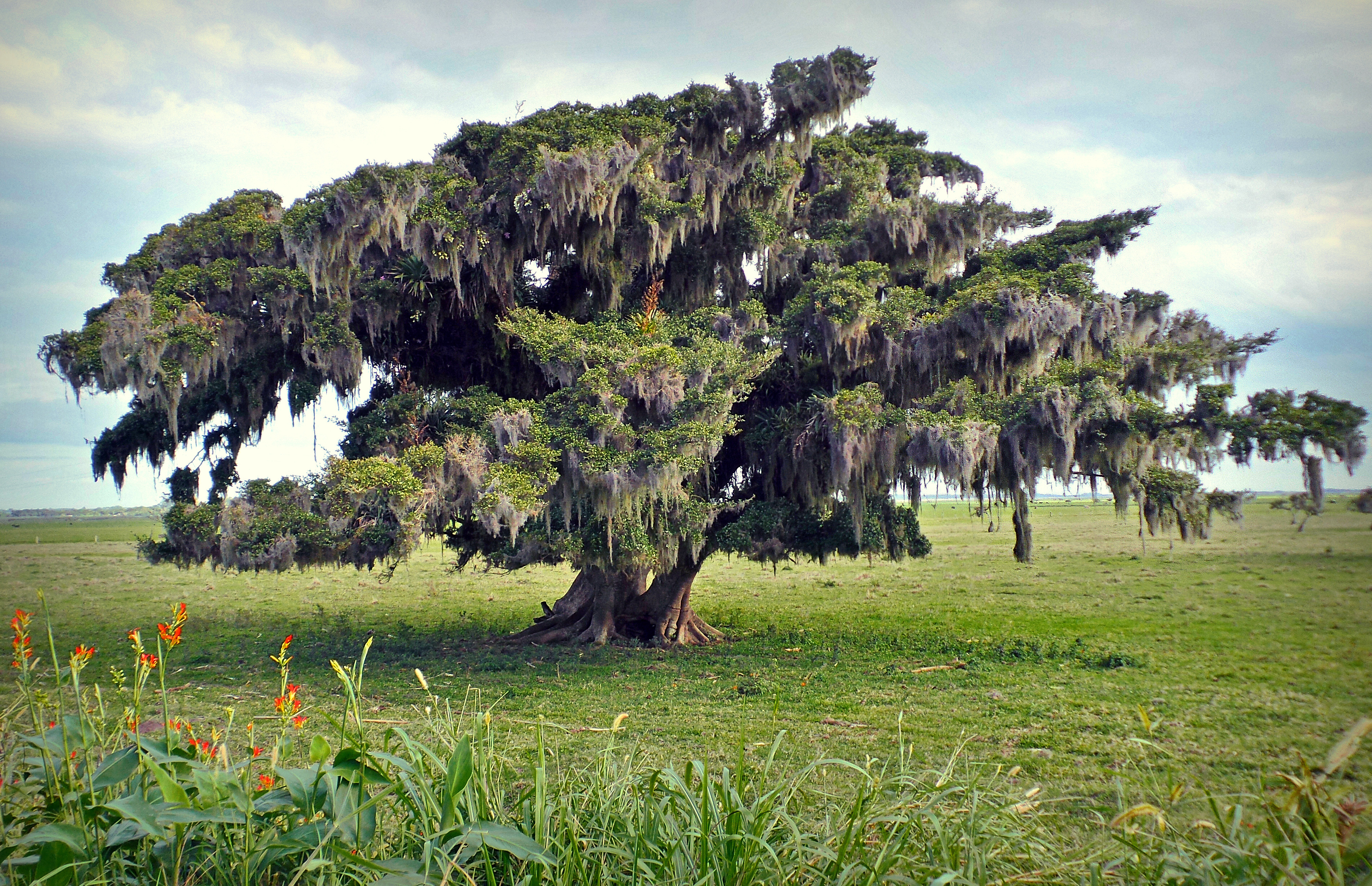
Habitus von Ficus organensis

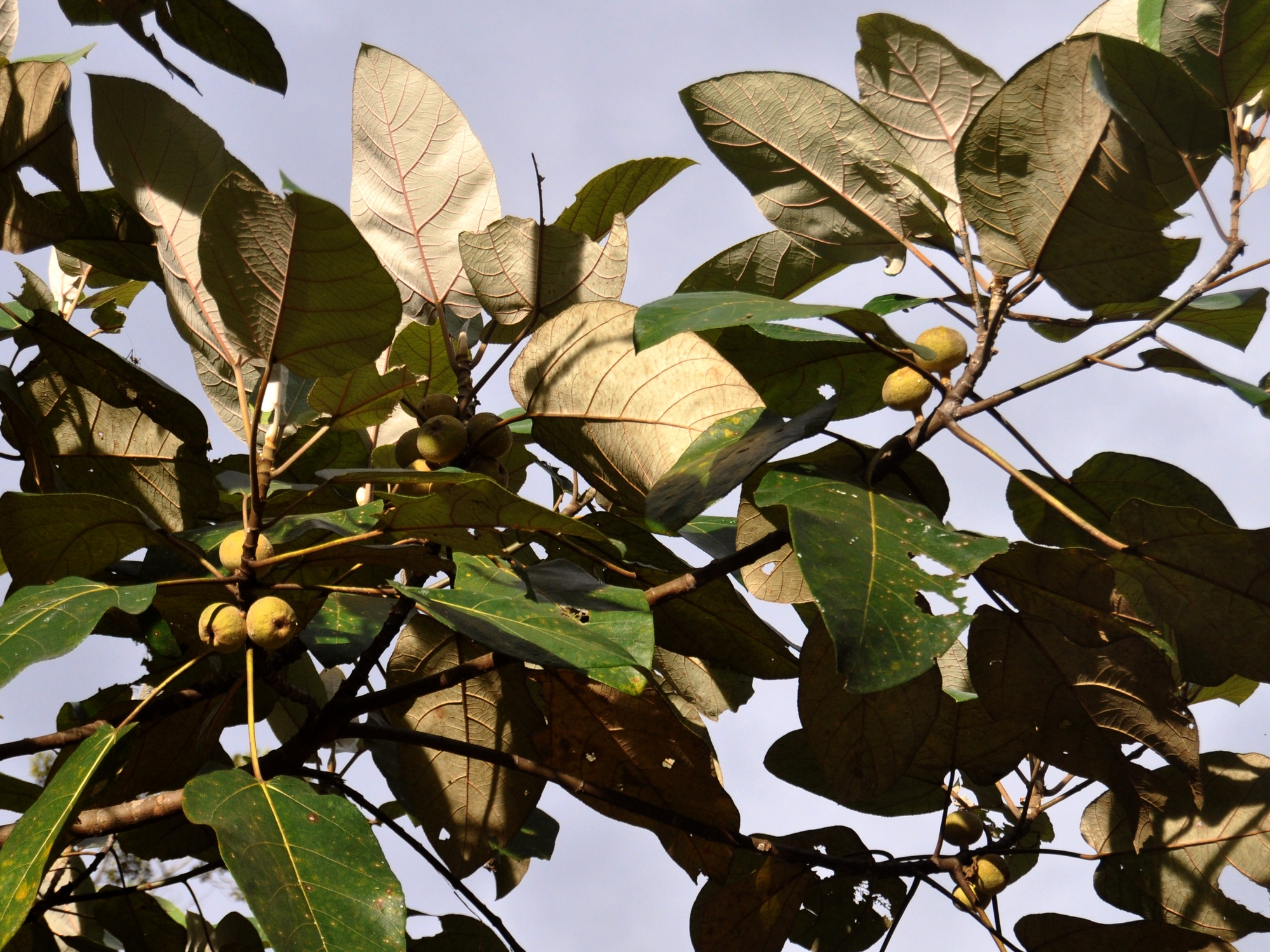
Laubblätter und Feigen von Ficus padana

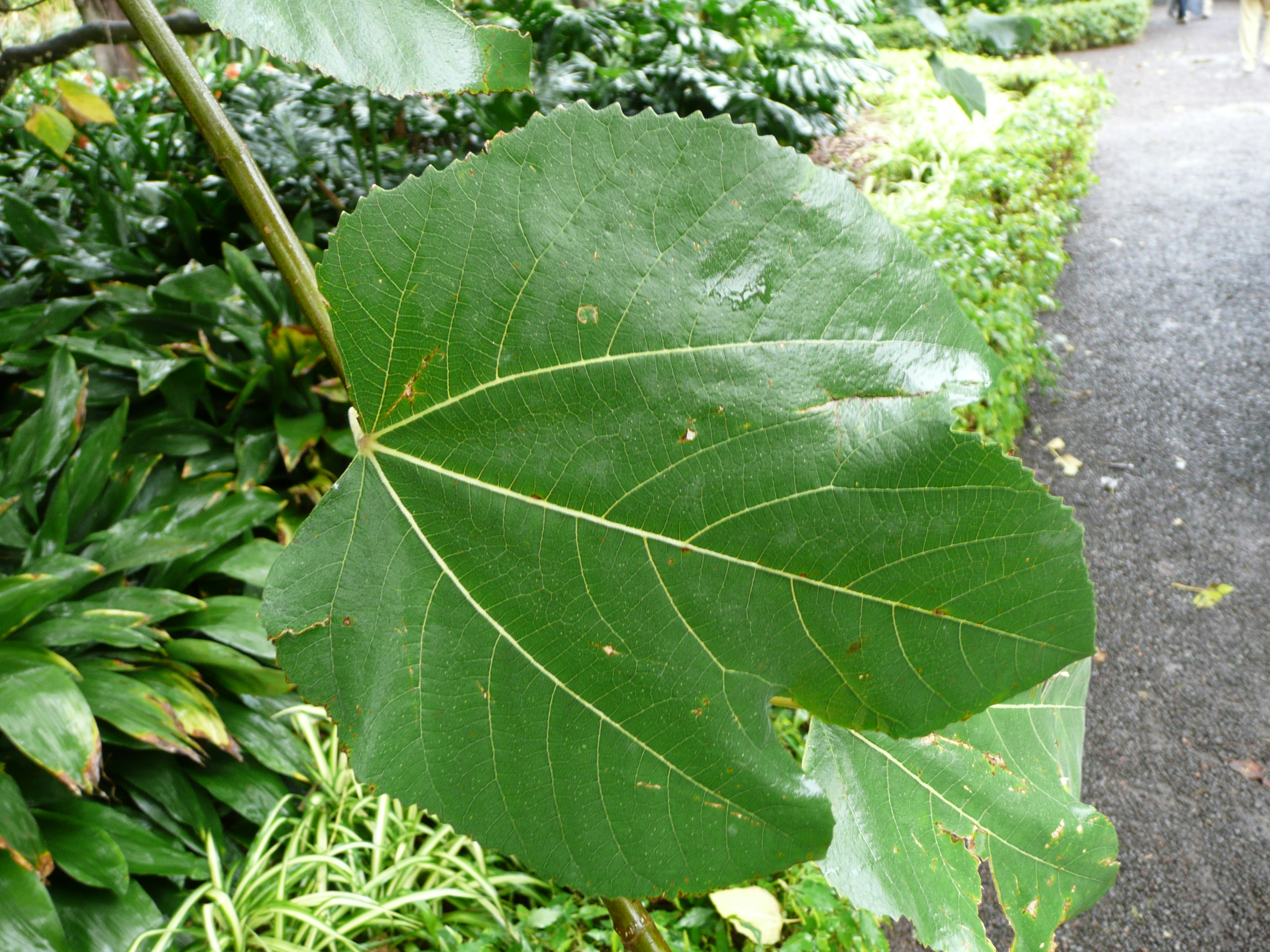
Geglapptes Laubblatt von Ficus palmata

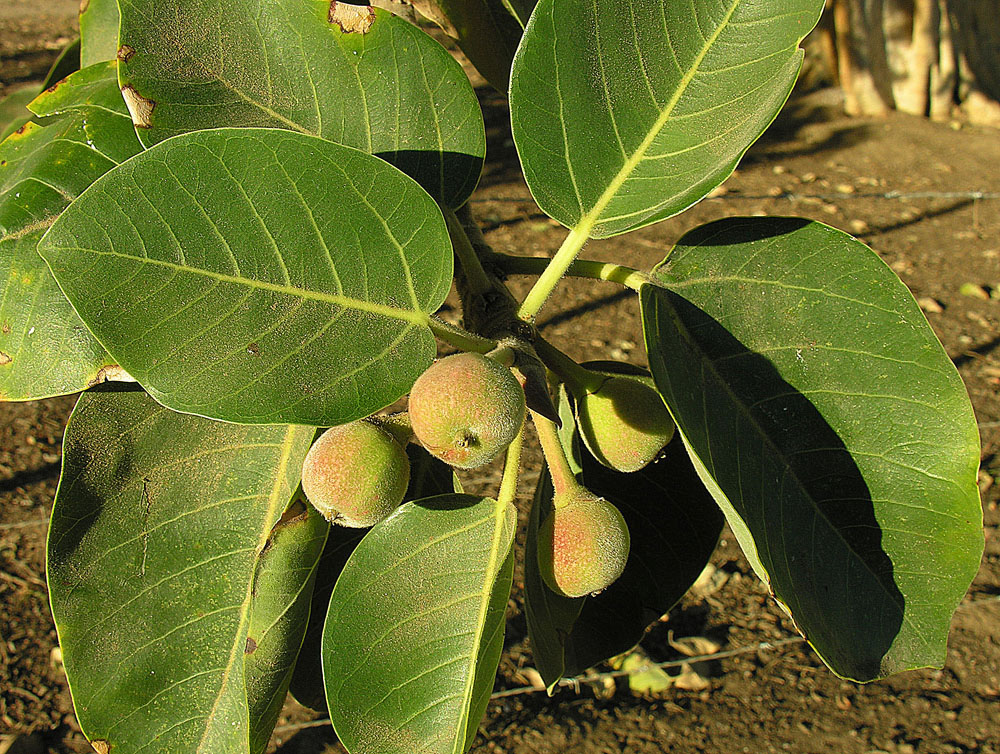
Gestielte Laubblättern und Feigen von Ficus palmeri

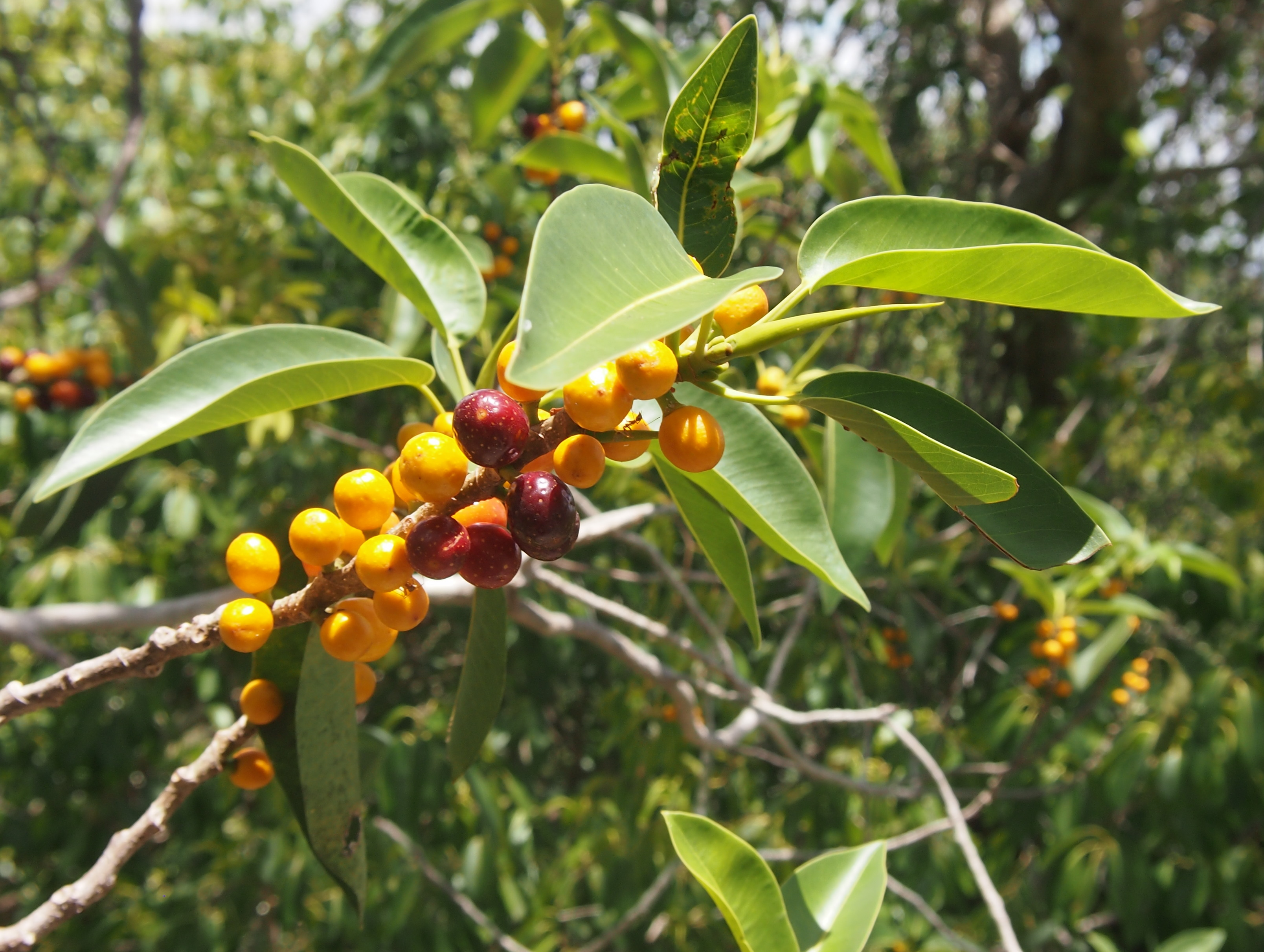
Zweig mit gestielten Laubblättern und Feigen von Ficus platypoda

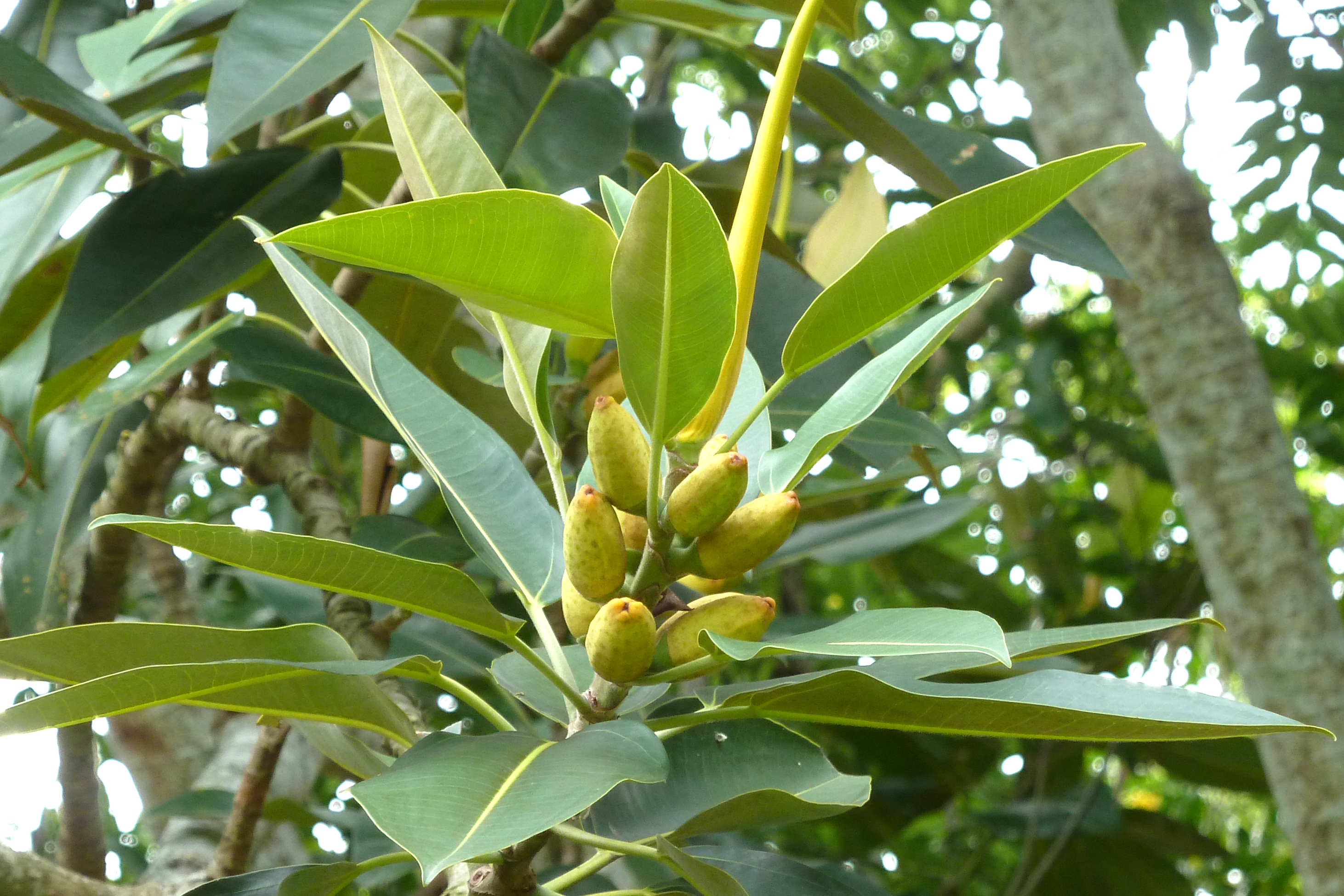
Zweig mit gestielten Laubblättern und Feigen von Ficus pleurocarpa

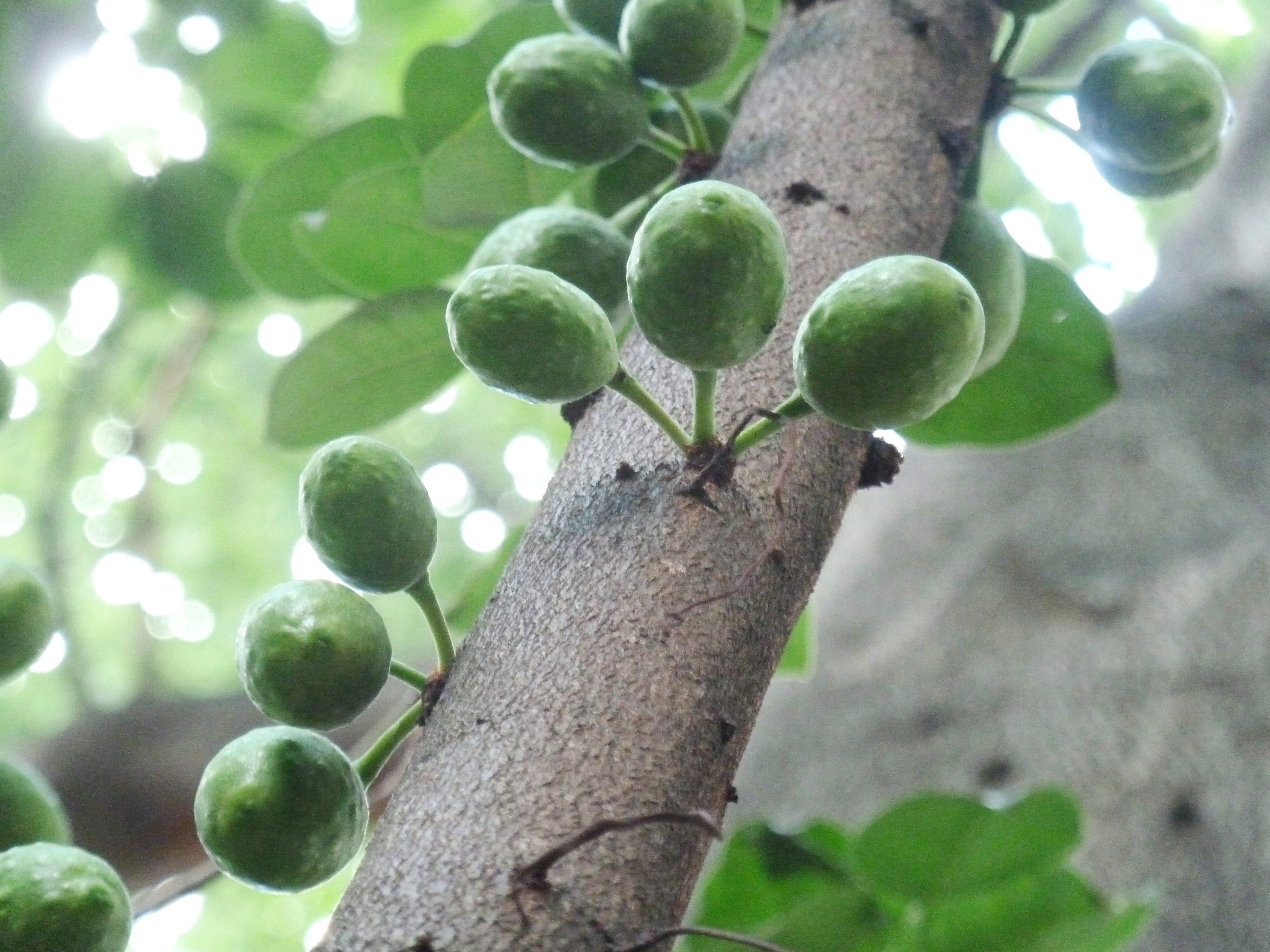
Feigen bei der kaulifloren Art Ficus polita

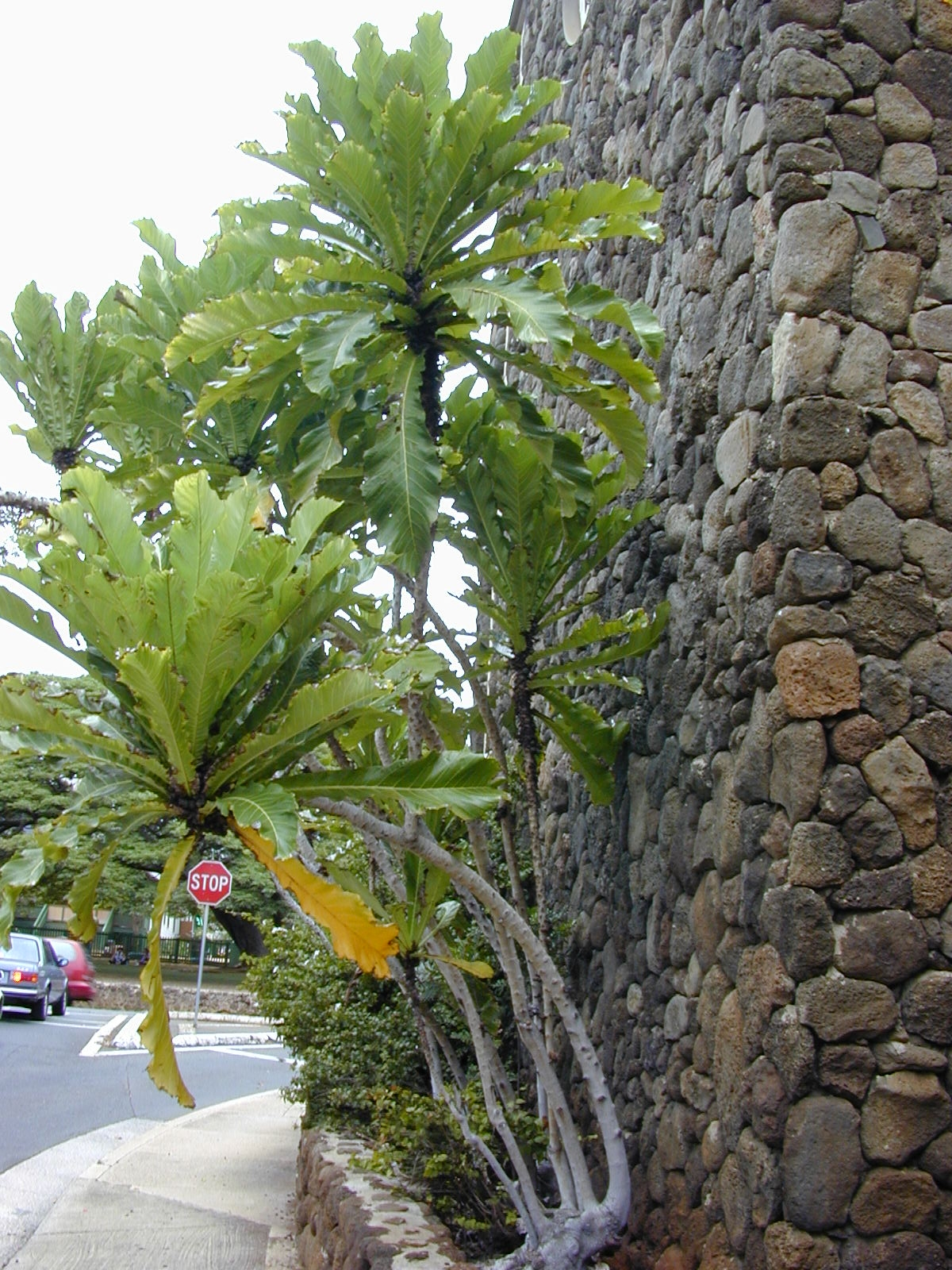
Habitus und Laubblätter von Ficus pseudopalma

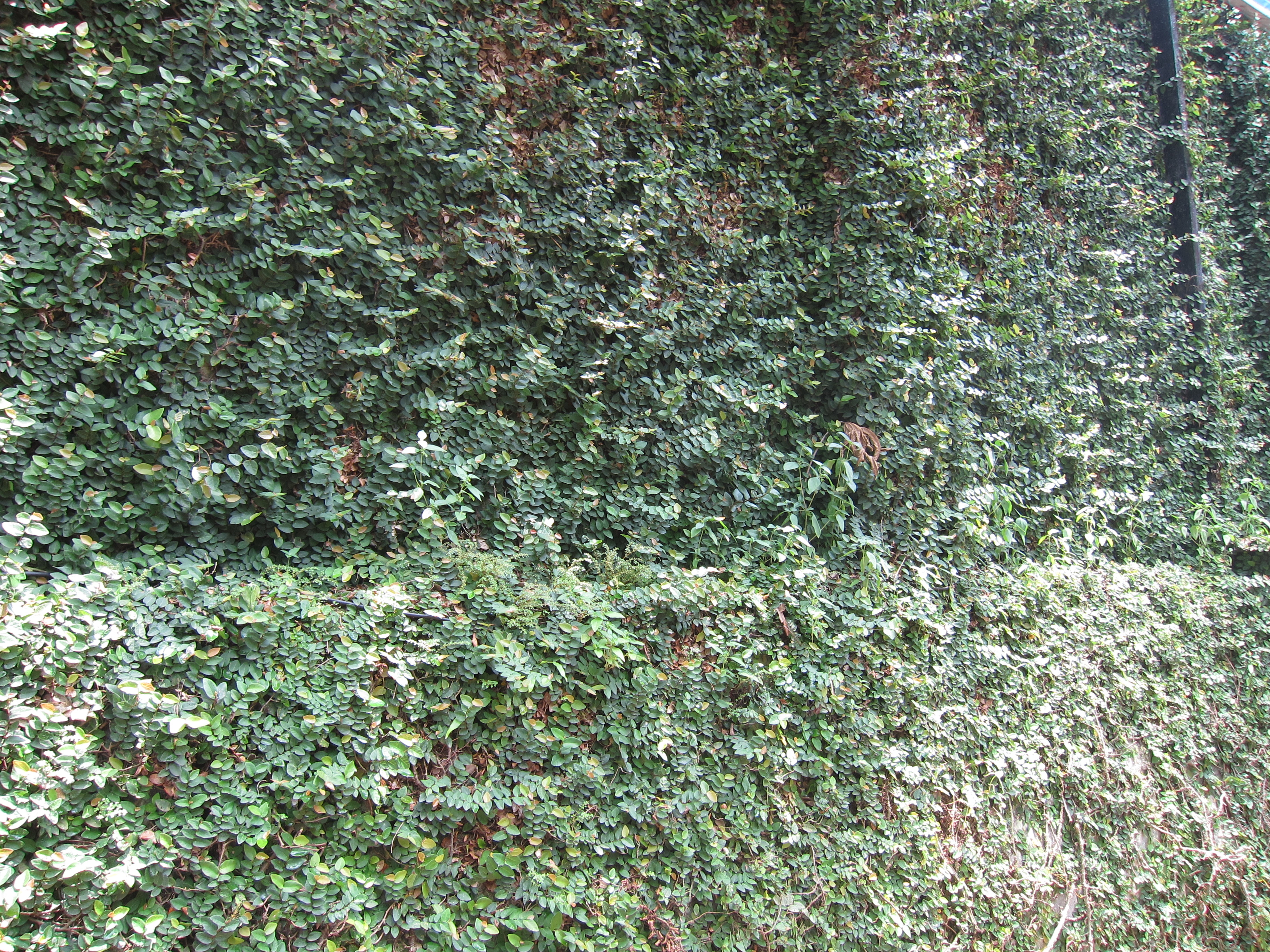
Habitus und Laubblätter der Kletter-Feige (Ficus pumila)

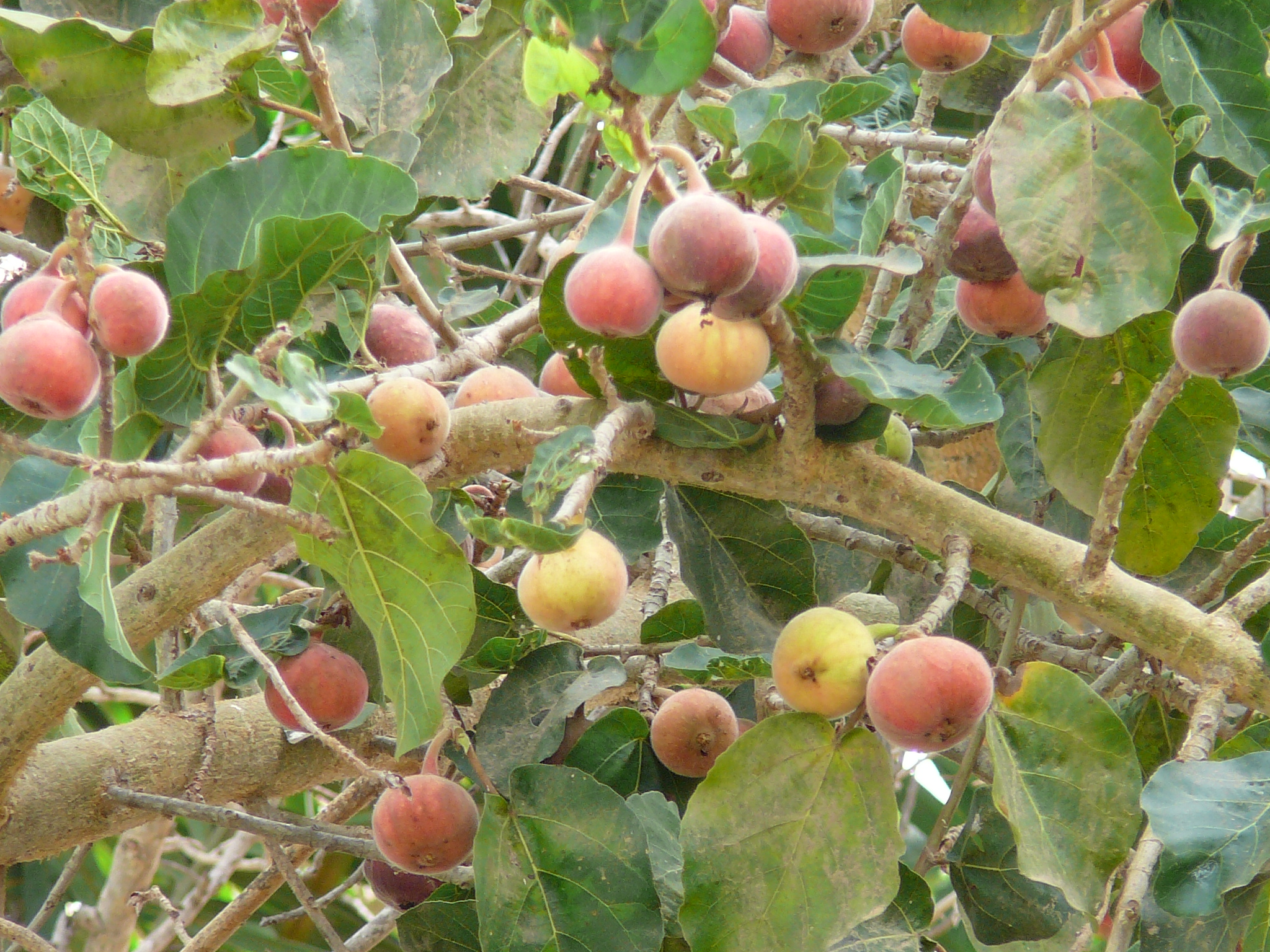
Laubblätter und reife Früchte der Maulbeer-Feige (Ficus sycomorus)

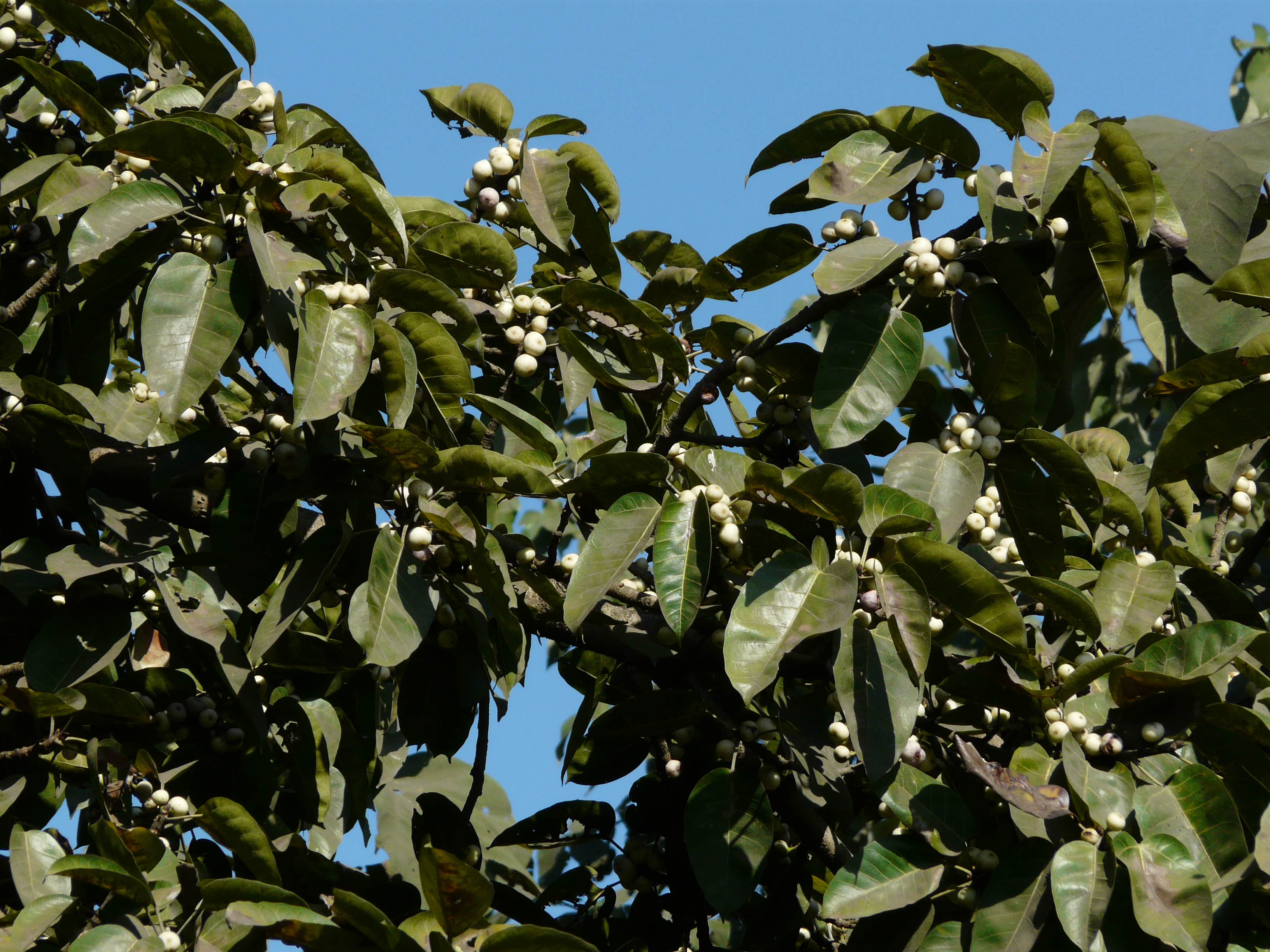
Untersektion Urostigma: Laubblätter und Feigen von Ficus virens

Die Gattung Ficus wurde durch Carl von Linné in Species Plantarum 2, 1753, S. 1059 und Genera Plantarum, 5. Auflage, 1754, S. 482, aufgestellt. Lectotypusart ist Ficus carica L. Der Gattungsname Ficus leitet sich vom lateinischen Wort für die Echte Feige, ficus, ab, das auch mit dem altgriechischen sykea verwandt ist. Aus dem Lateinischen wurde auch der deutschsprachige Trivialname übernommen. Ficus ist die einzige Gattung der Tribus Ficeae Gaudich. innerhalb der Familie Moraceae.
Die Gattung Ficus enthält 750 bis 1000 Arten, die weltweit in den tropischen und subtropischen Regionen gedeihen.

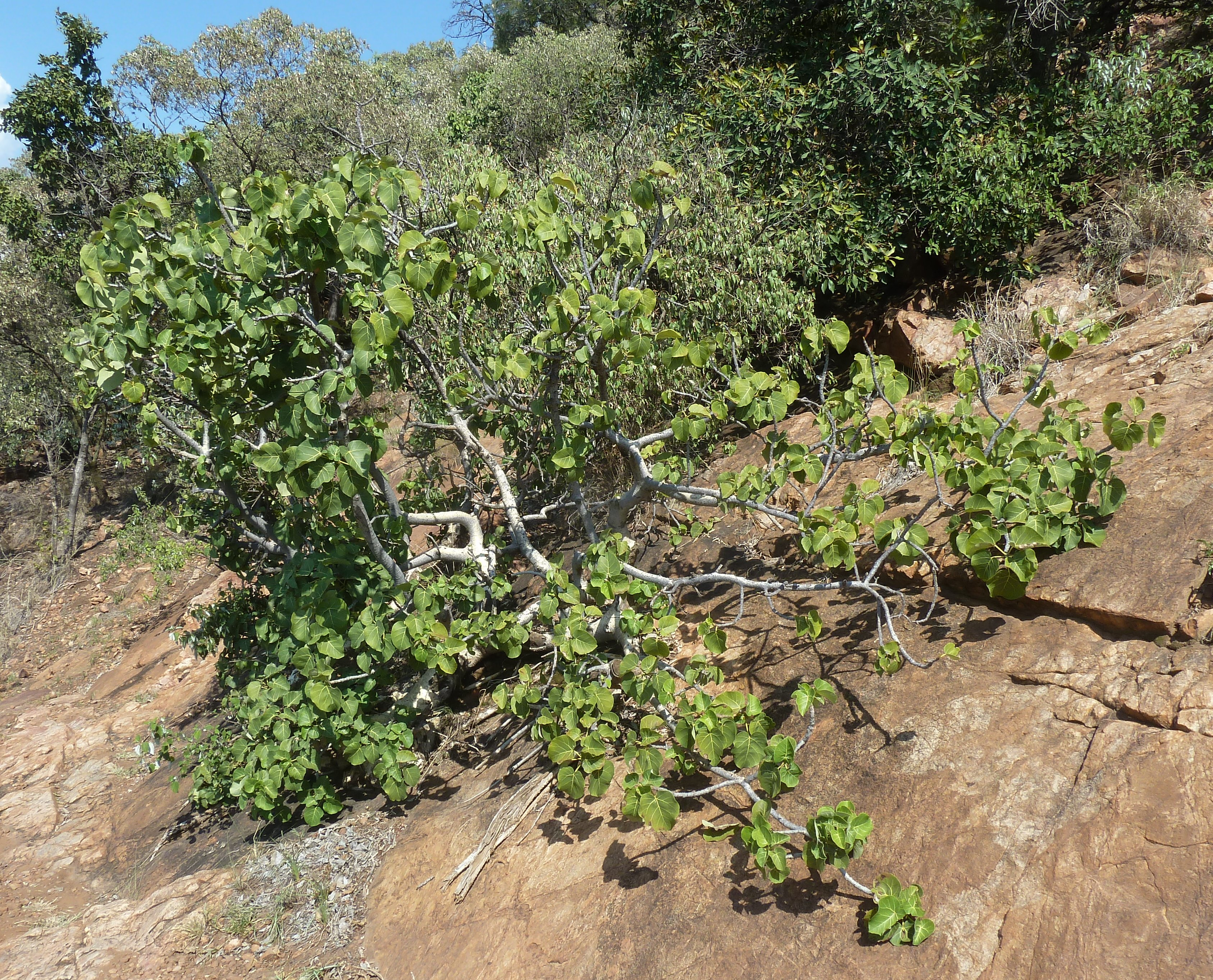
Habitus von Ficus abutilifolia im Habitat

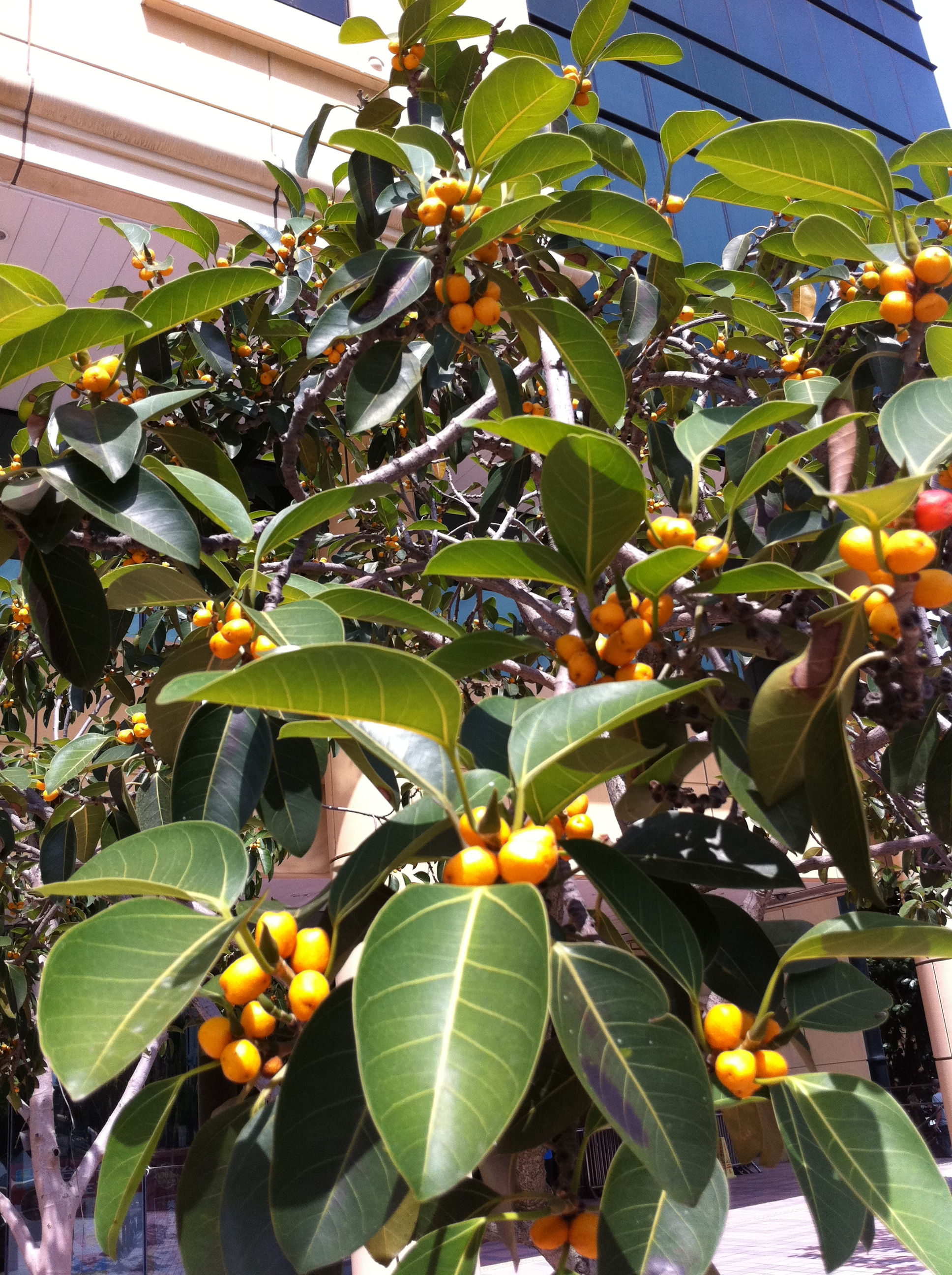
Laubblätter und Früchte der Hohen Feige (Ficus altissima)

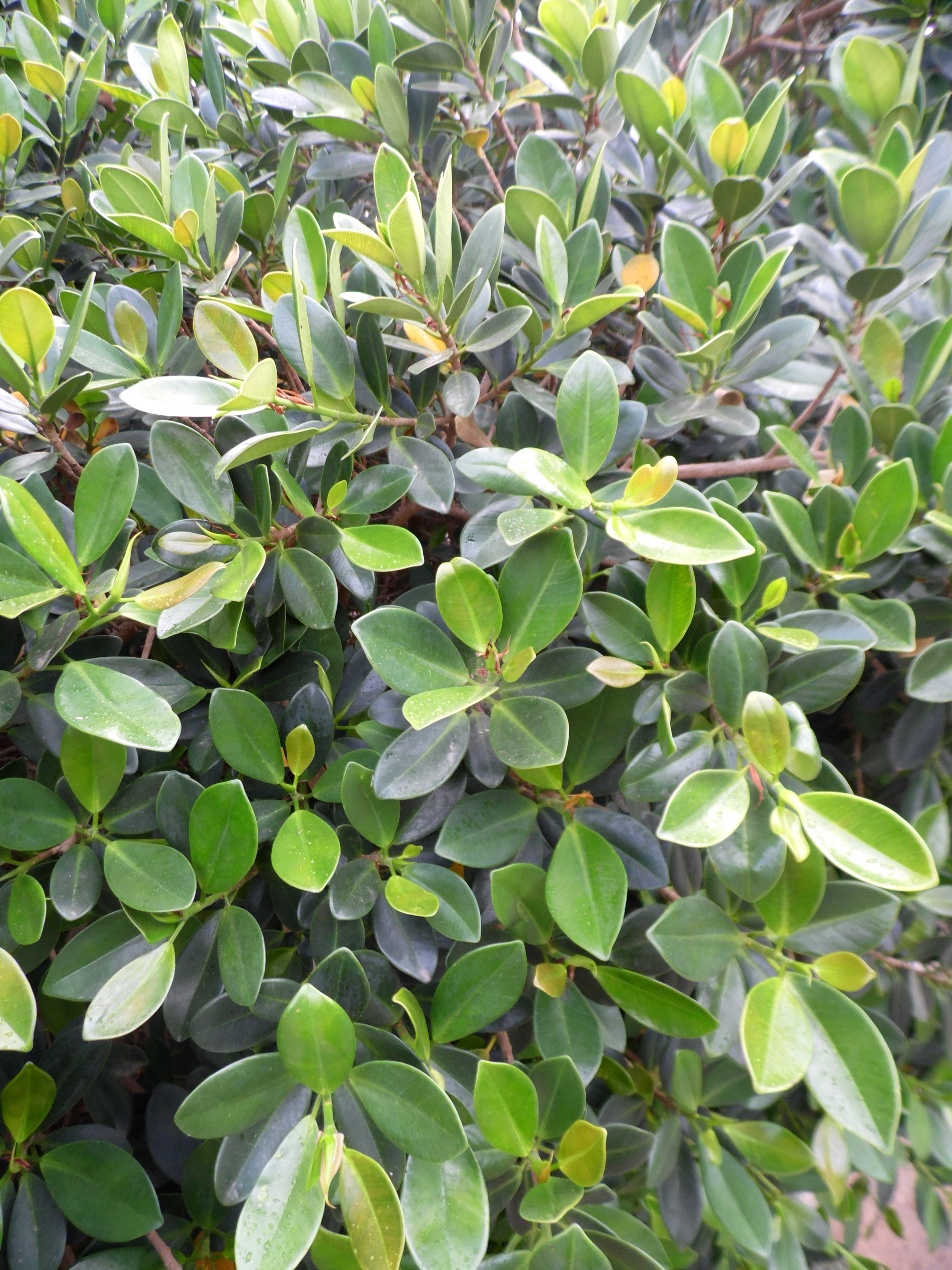
Ficus americana

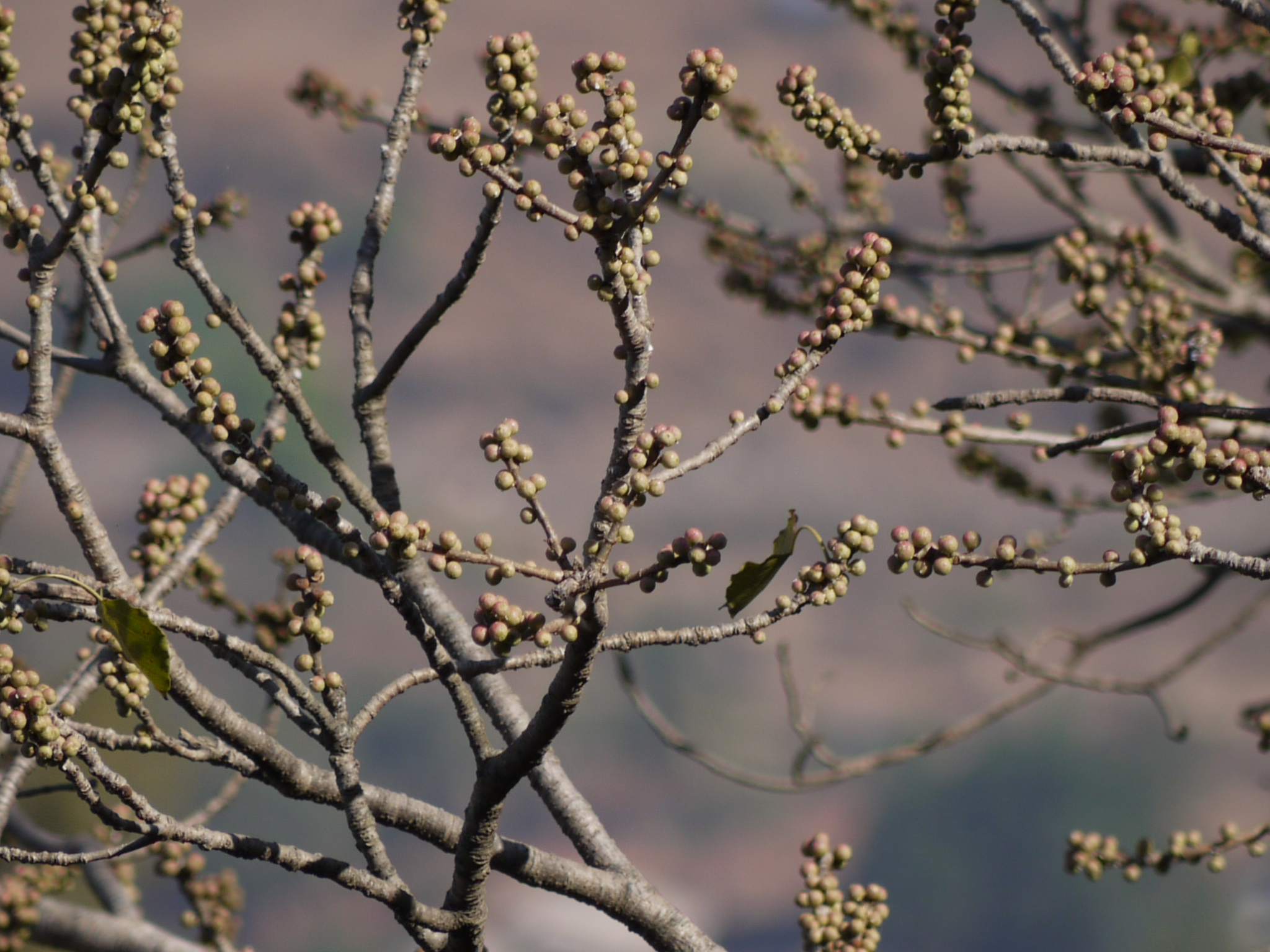
Zweige mit Früchten der laubabwerfenden Art Ficus arnottiana

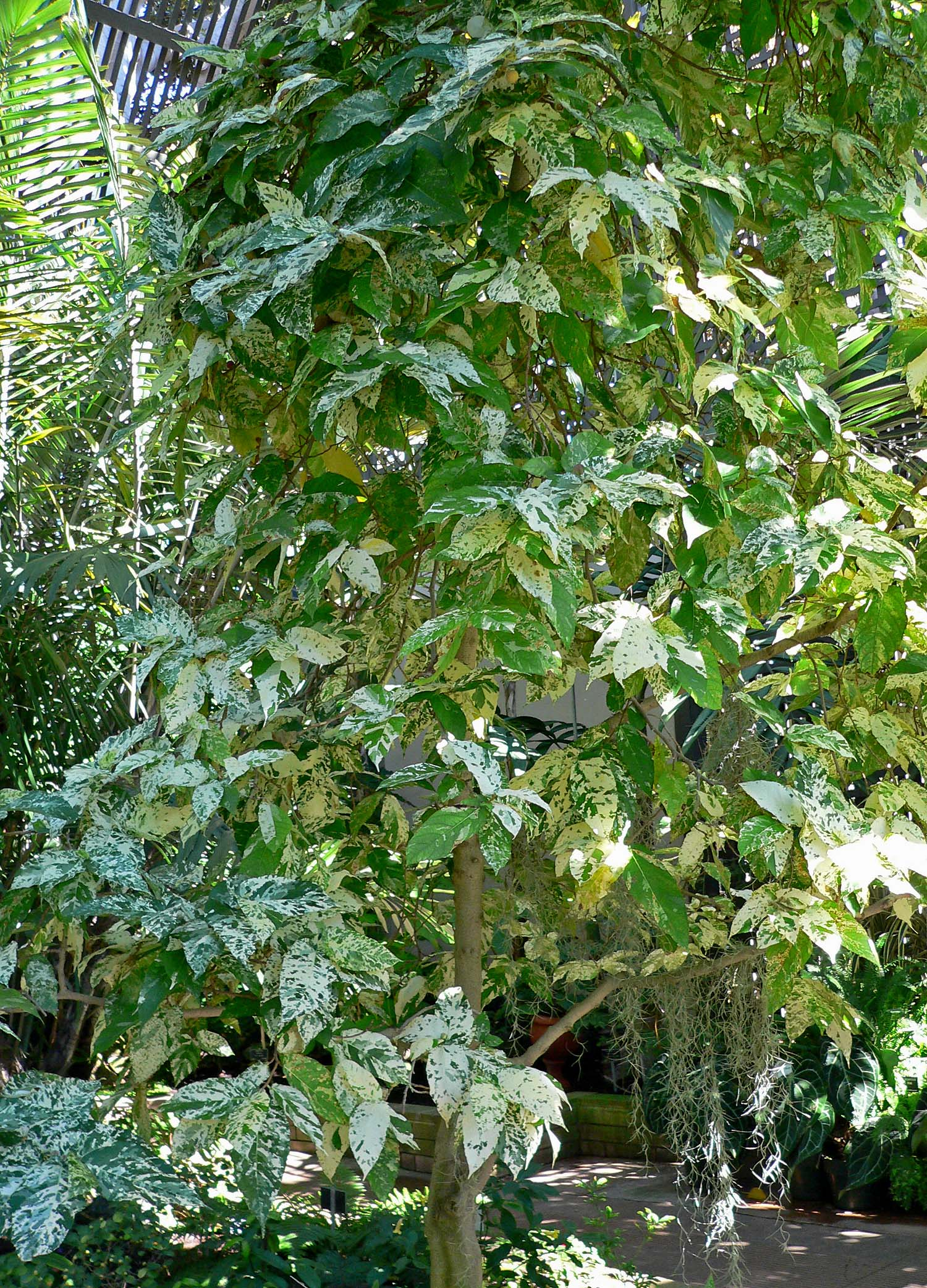
Eine Sorte von Ficus aspera mit panaschierten Laubblättern

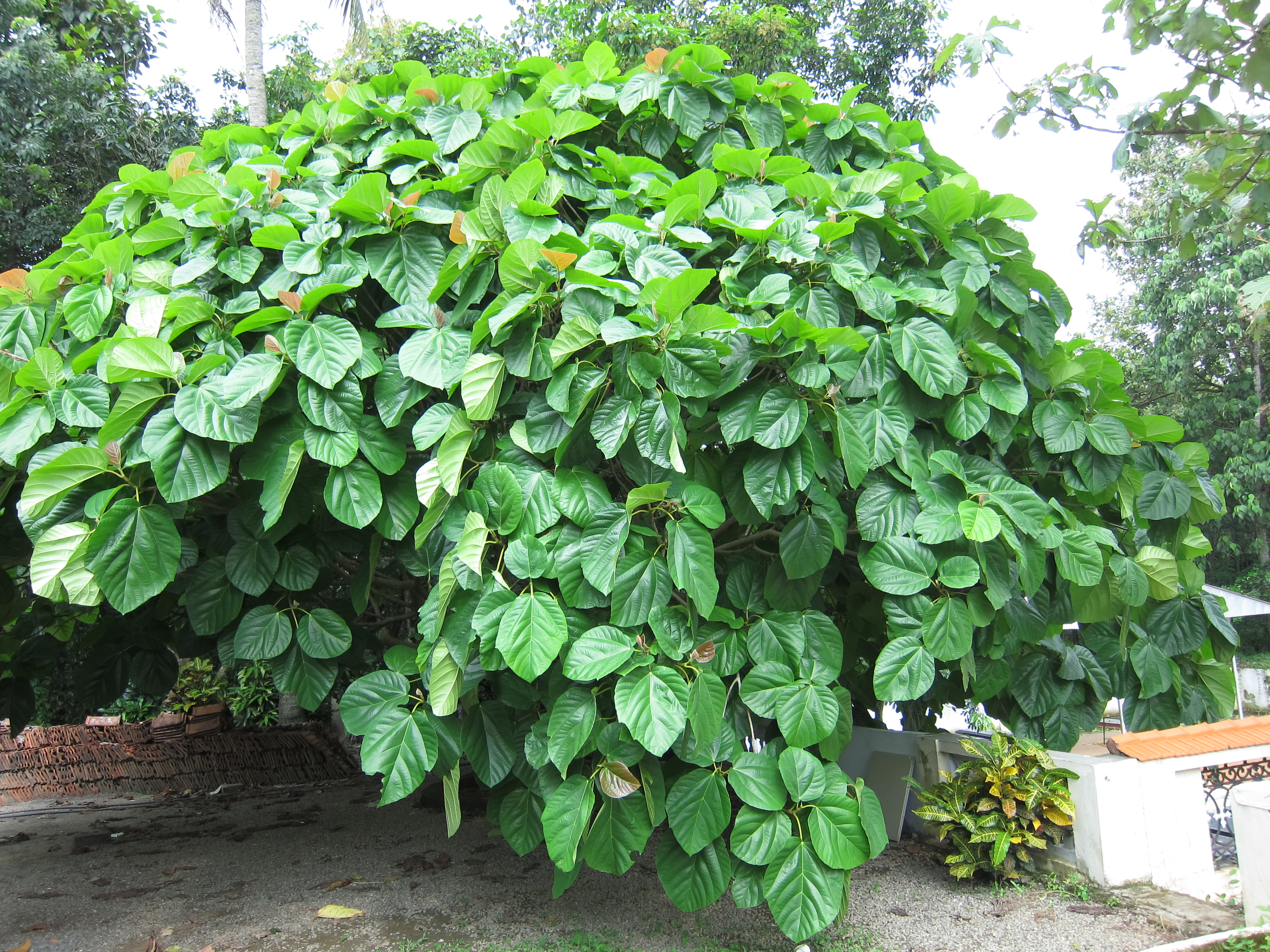
Habitus und Laubblätter von Ficus auriculata

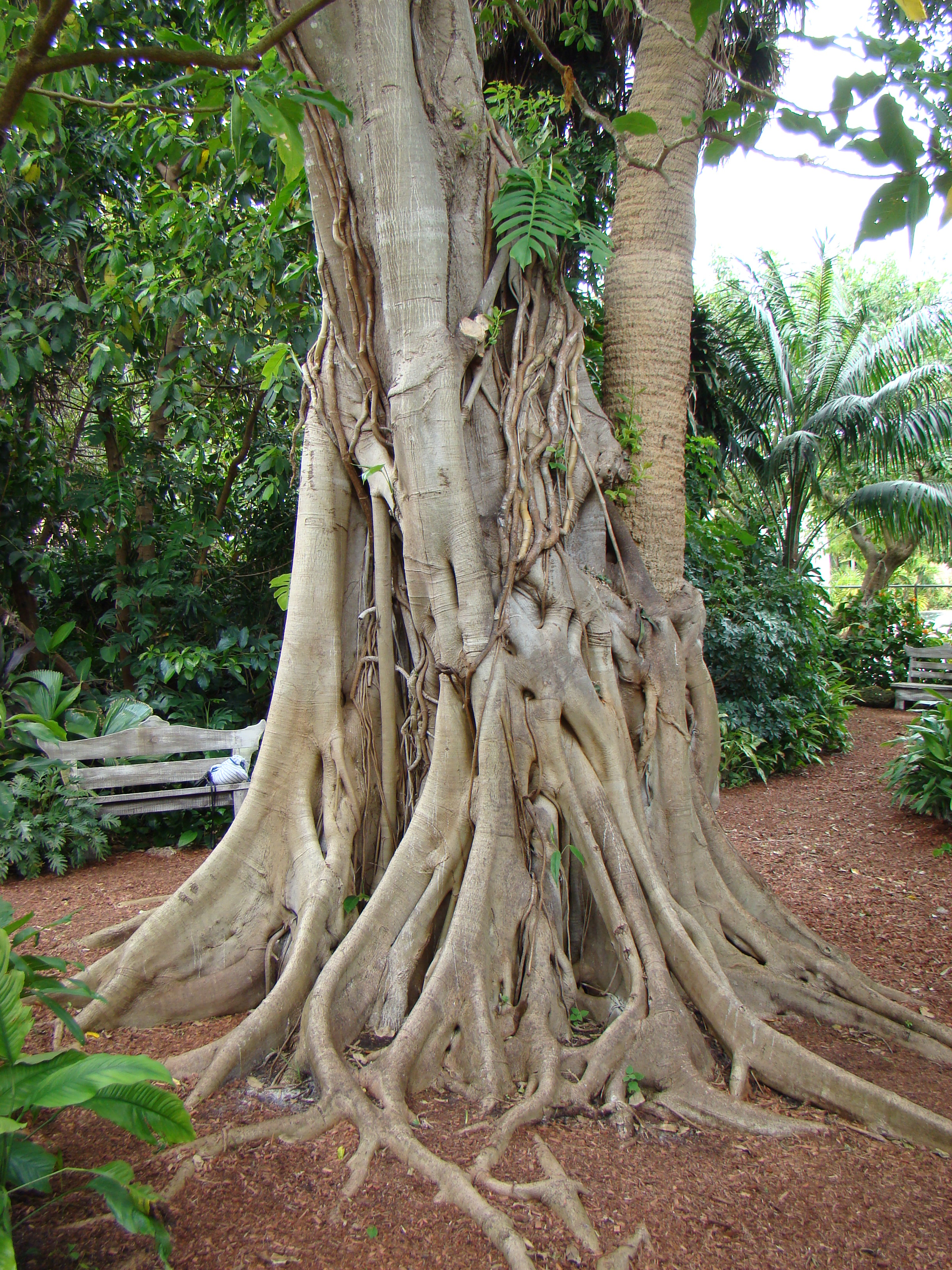
Habitus von Ficus aurea, der Florida-Würgfeige

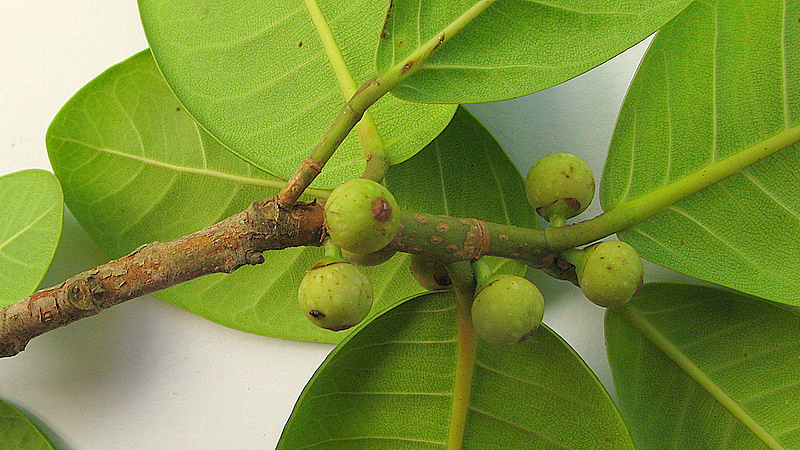
Zweig mit Laubblättern und Früchten von Ficus bahiensis

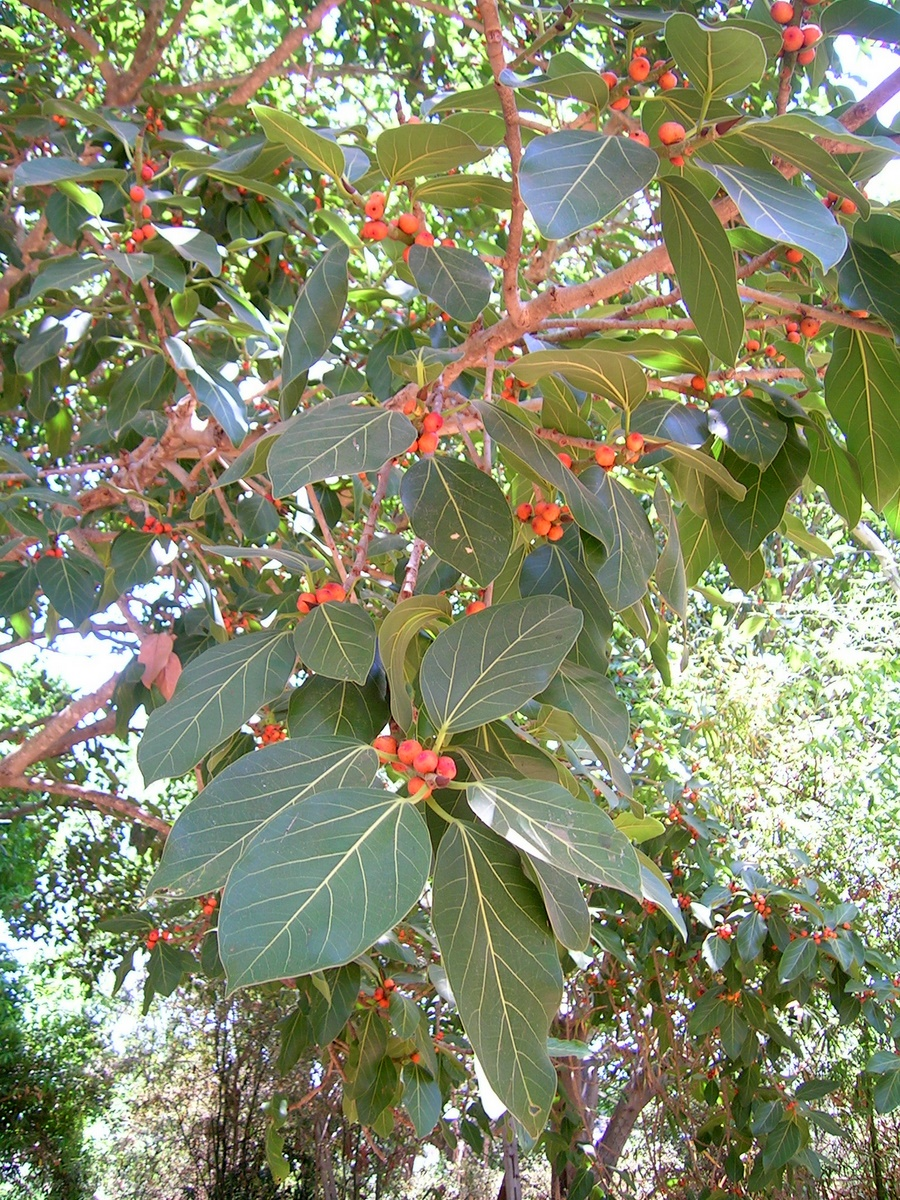
Laubblätter und Früchte der Banyan-Feige (Ficus benghalensis)

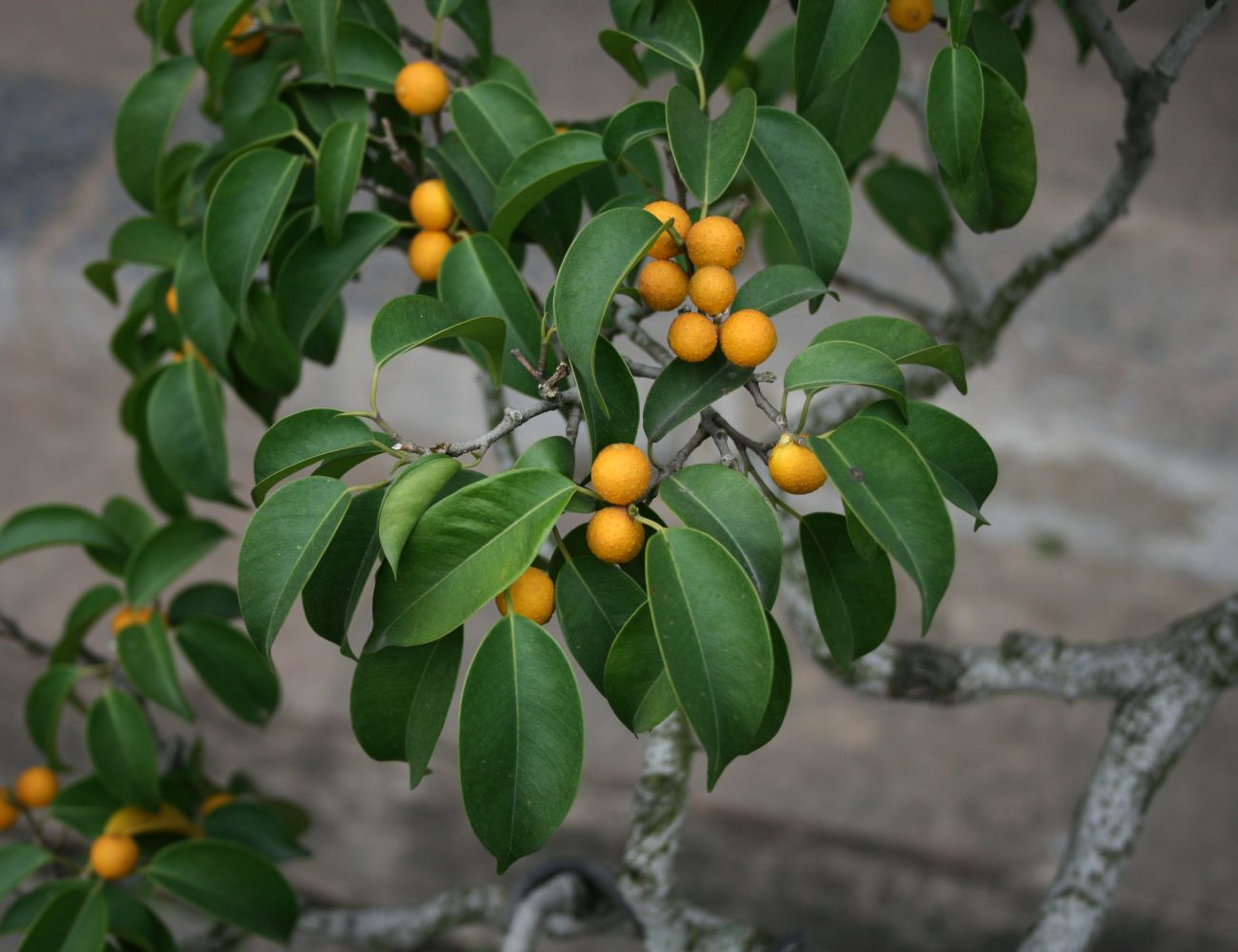
Laubblätter und Früchte der Birkenfeige (Ficus benjamina)

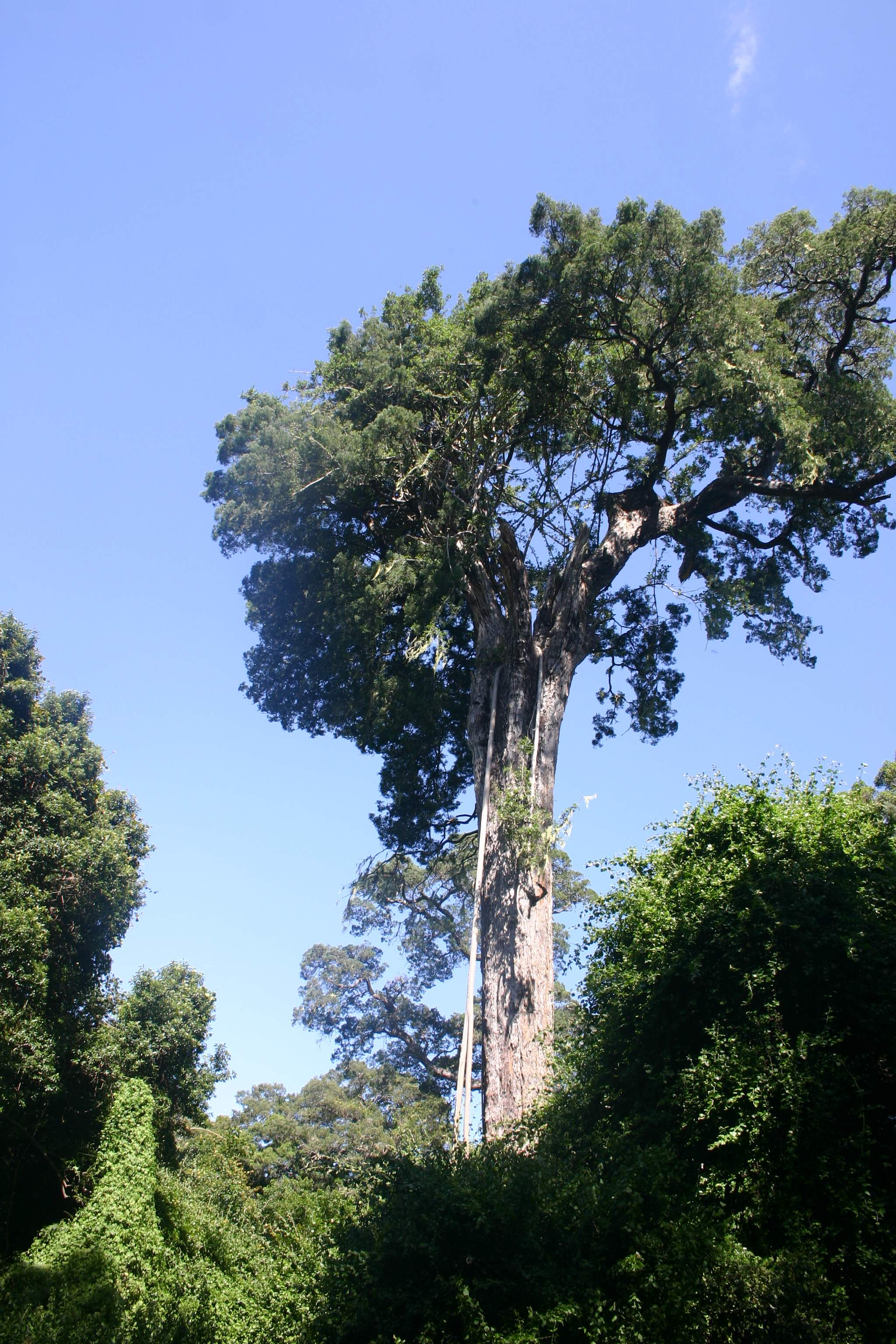
Habitus von Ficus burtt-davyi

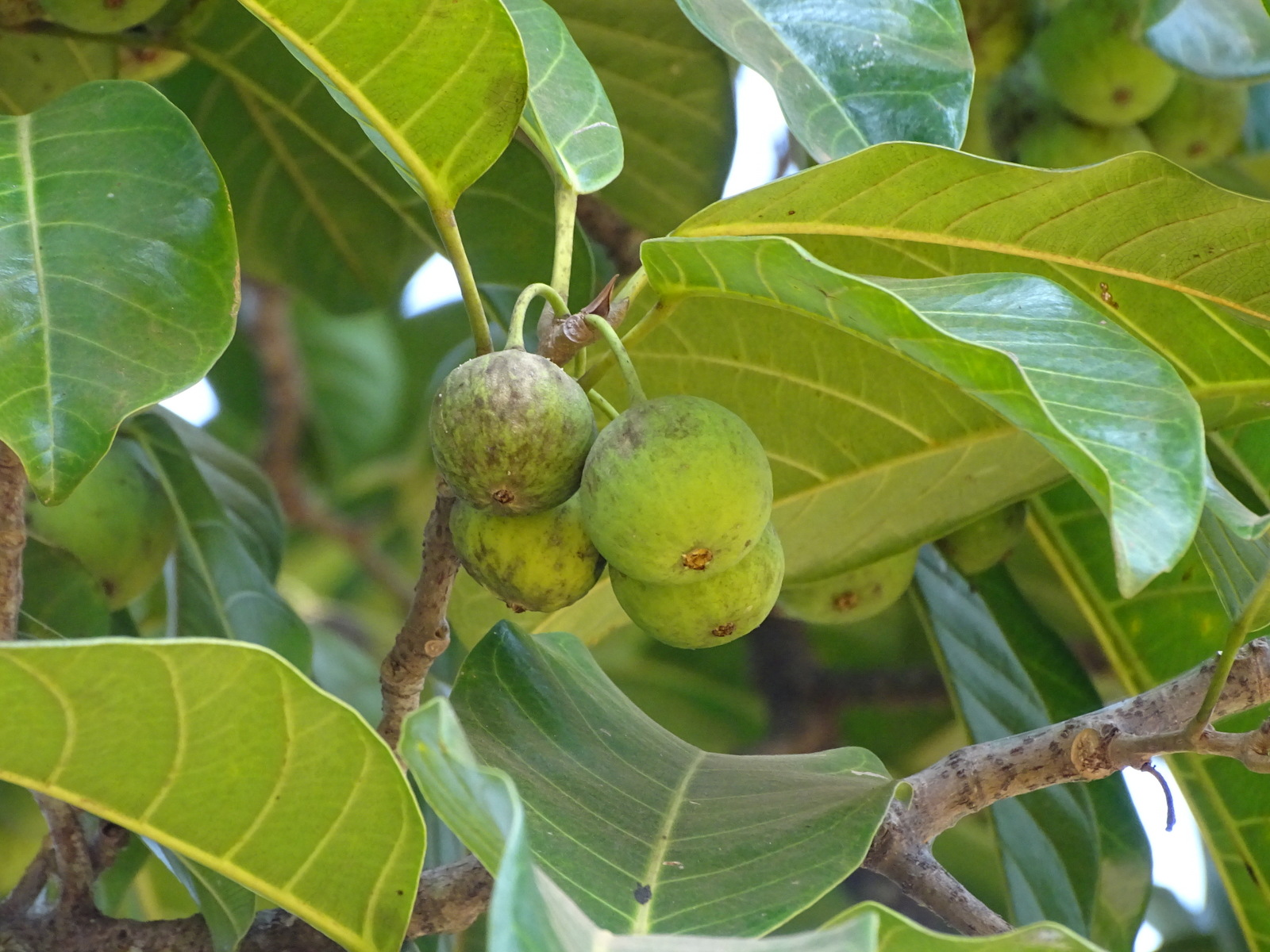
Zweig mit Laubblättern und Früchten von Ficus callosa

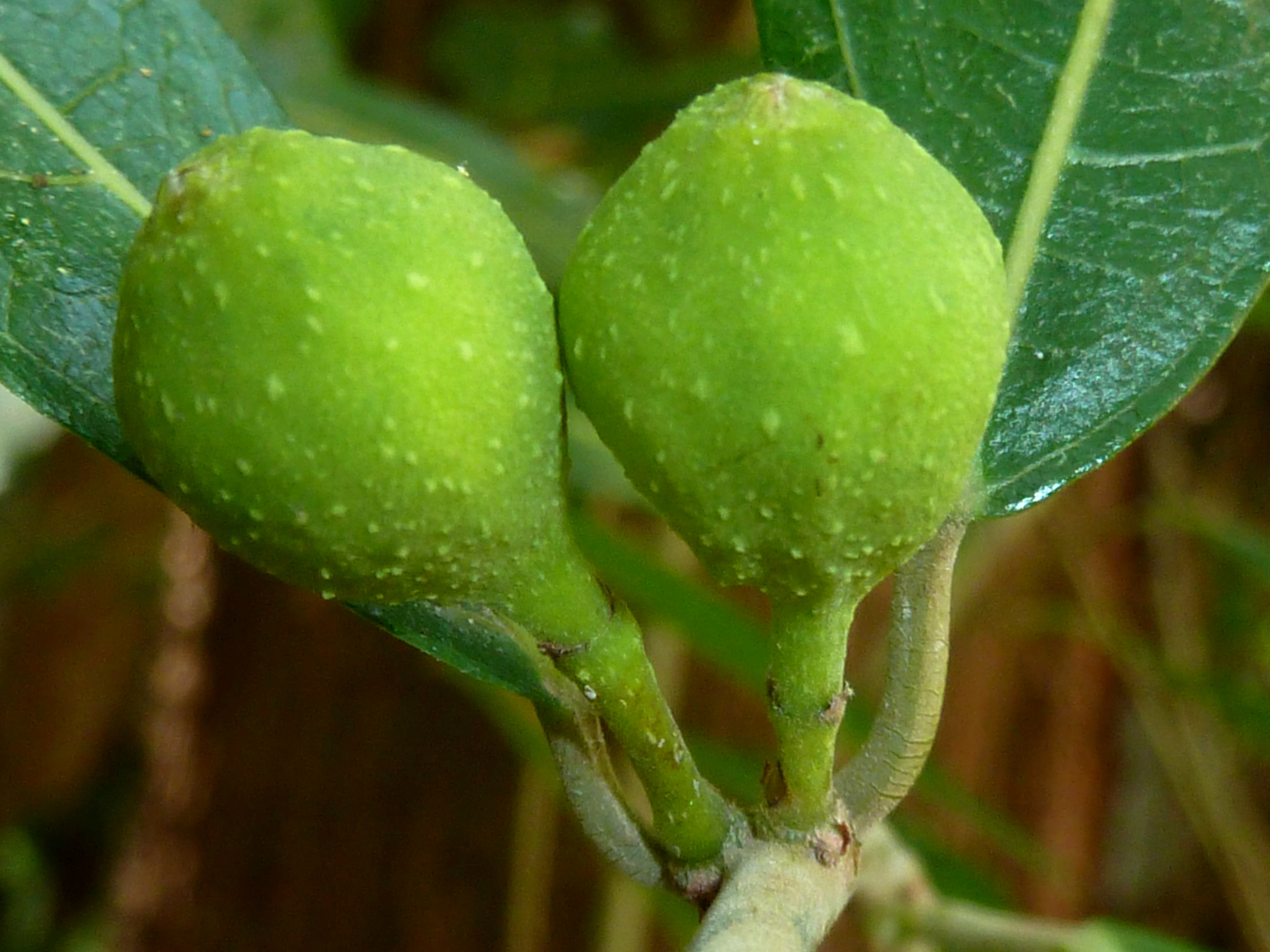
Feigen von Ficus capreifolia

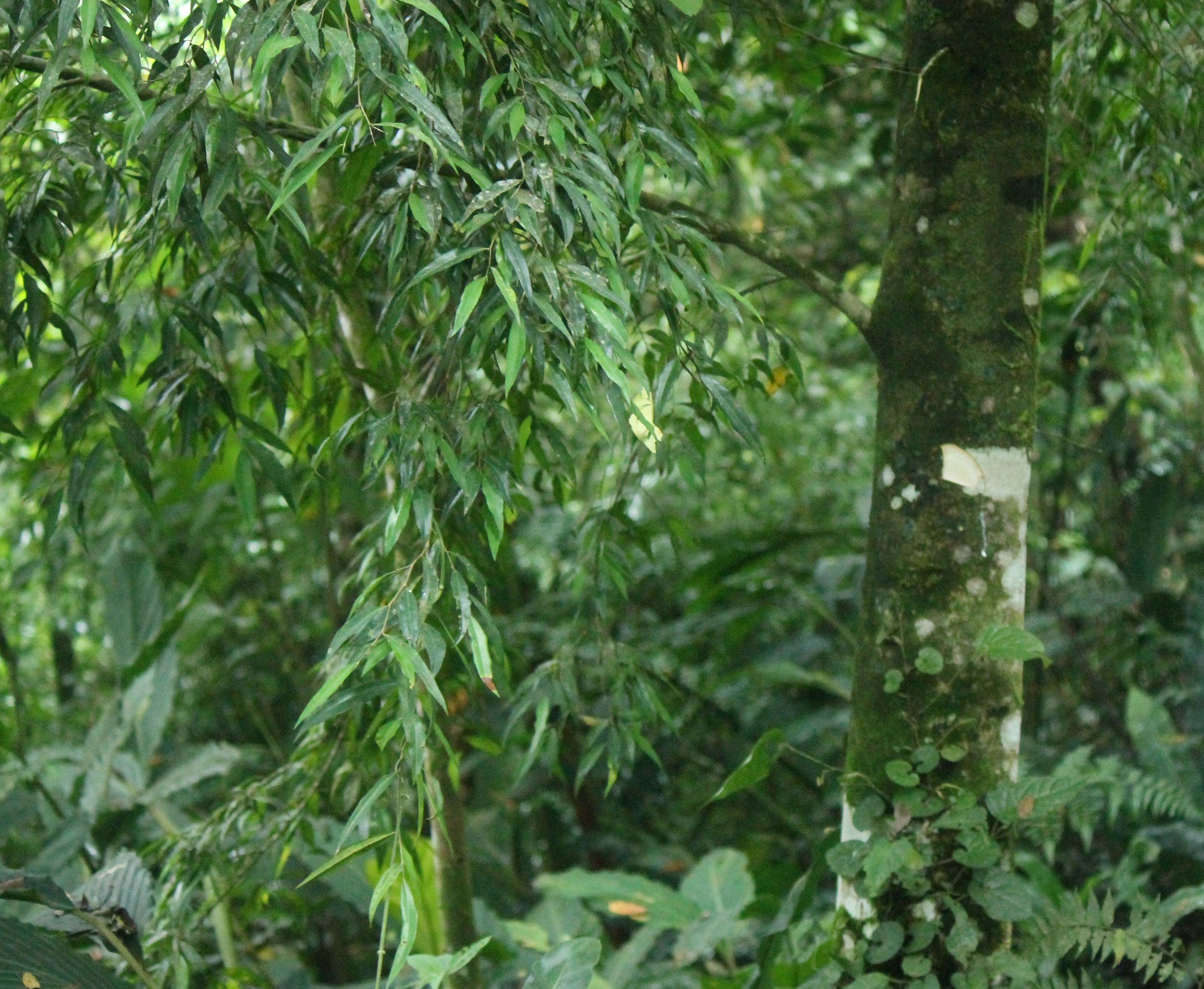
Ficus celebensis

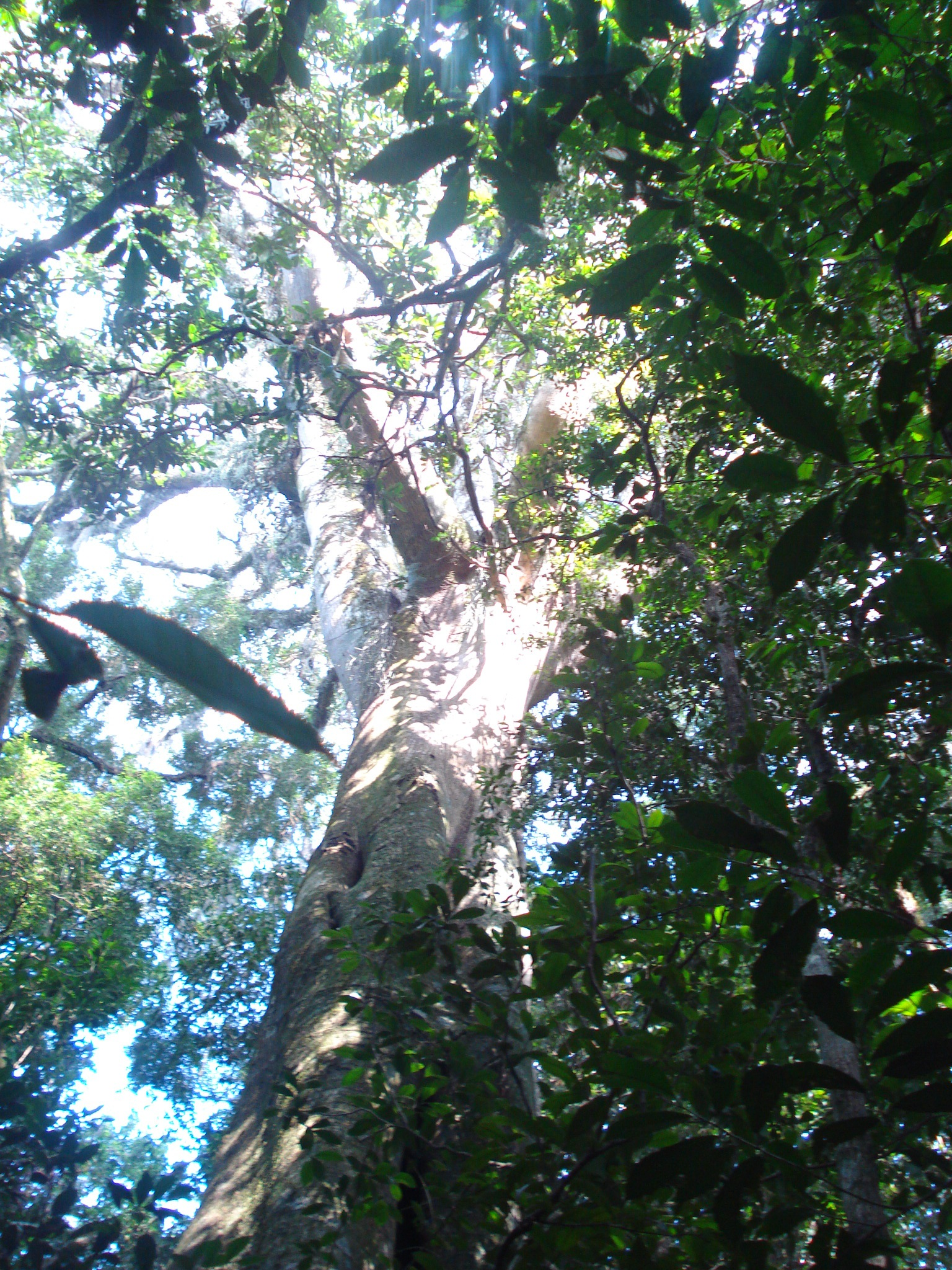
Ficus cestrifolia

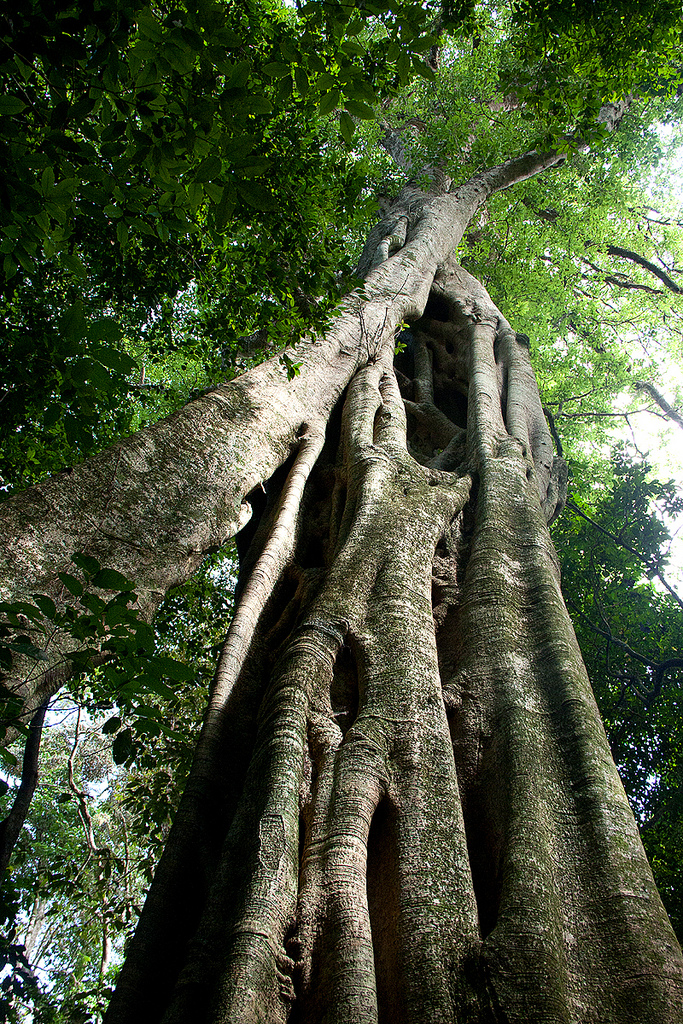
Habitus von Ficus chirindensis

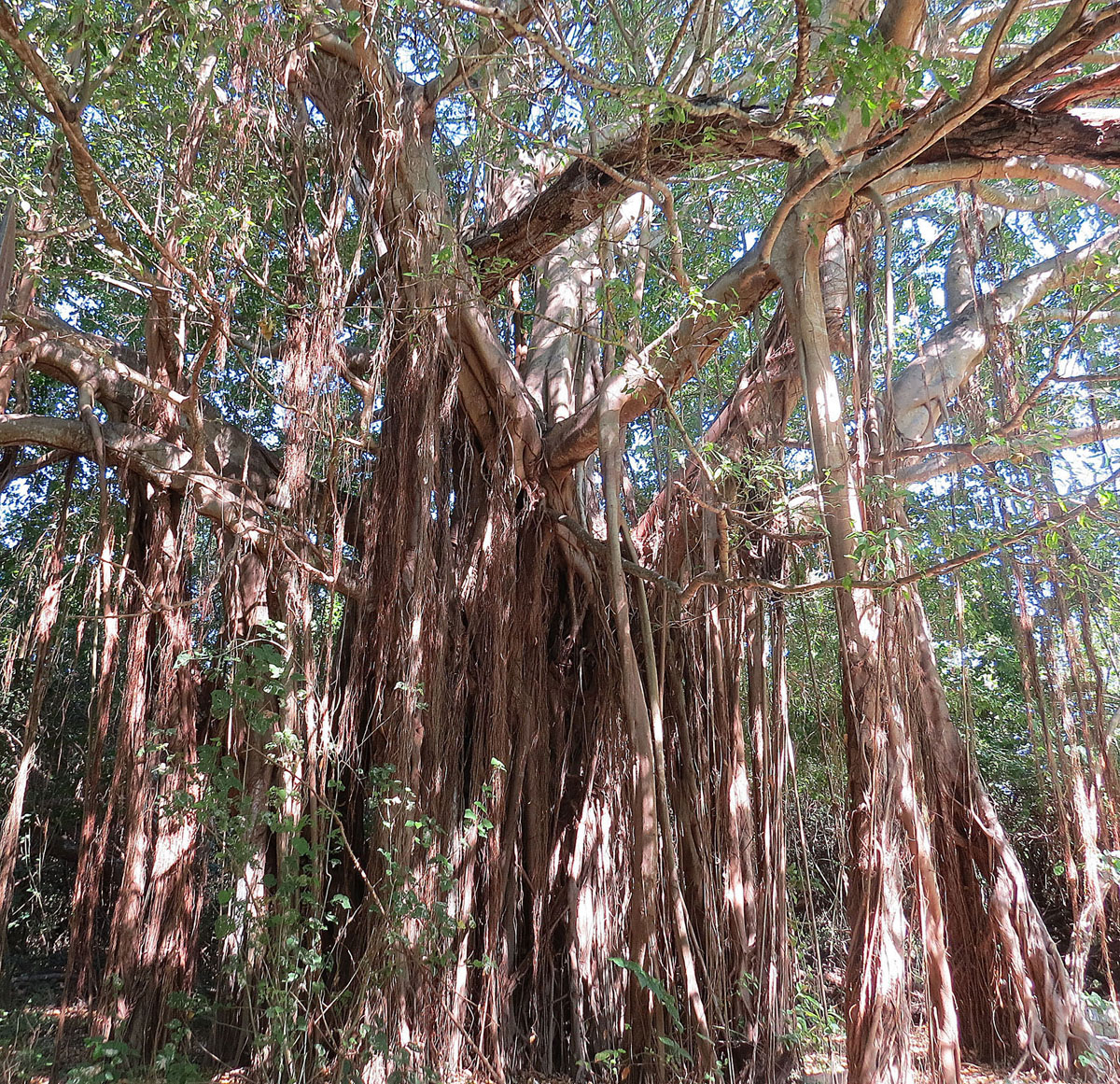
Habitus von Ficus citrifolia

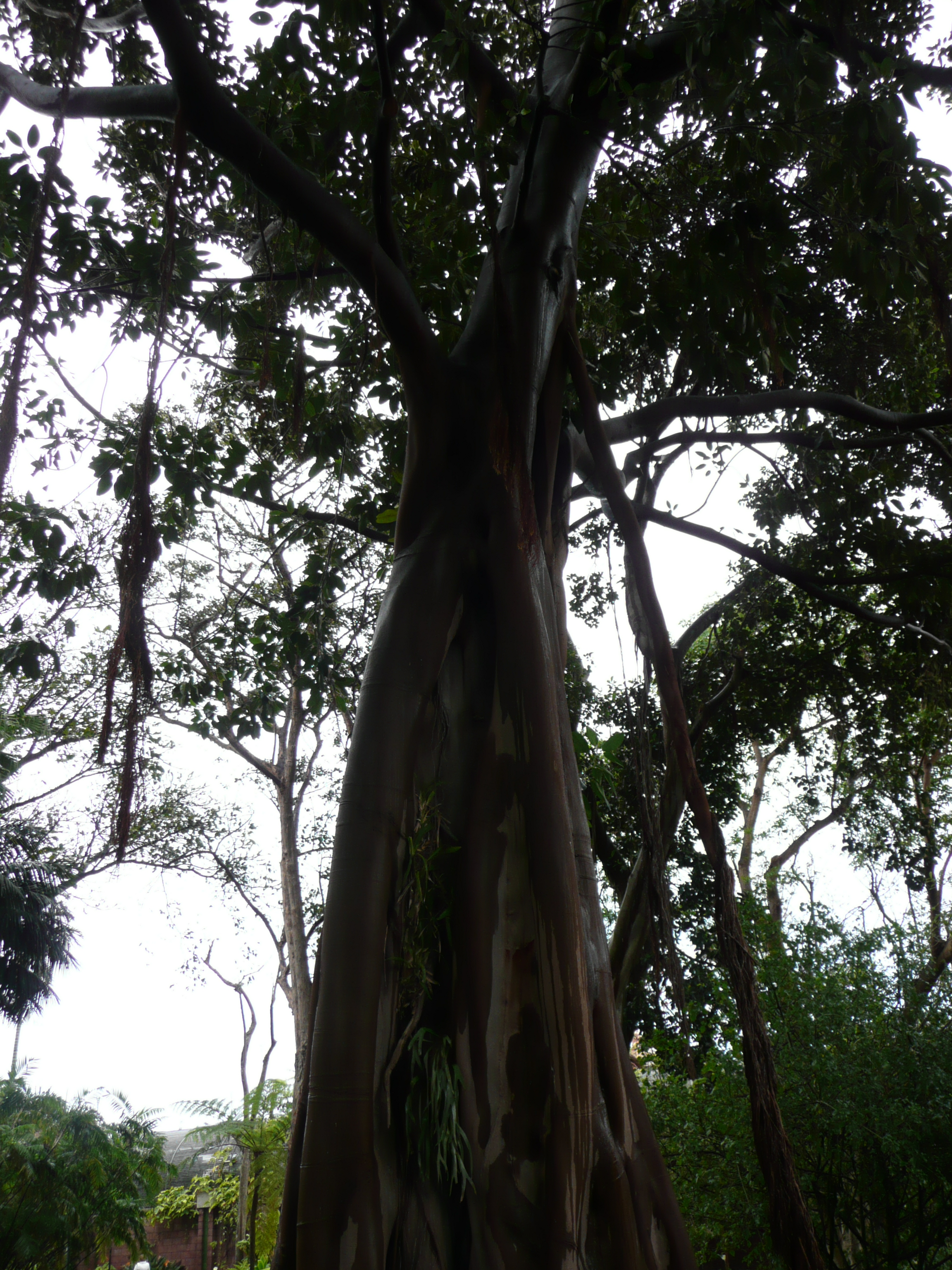
Habitus von columnaris

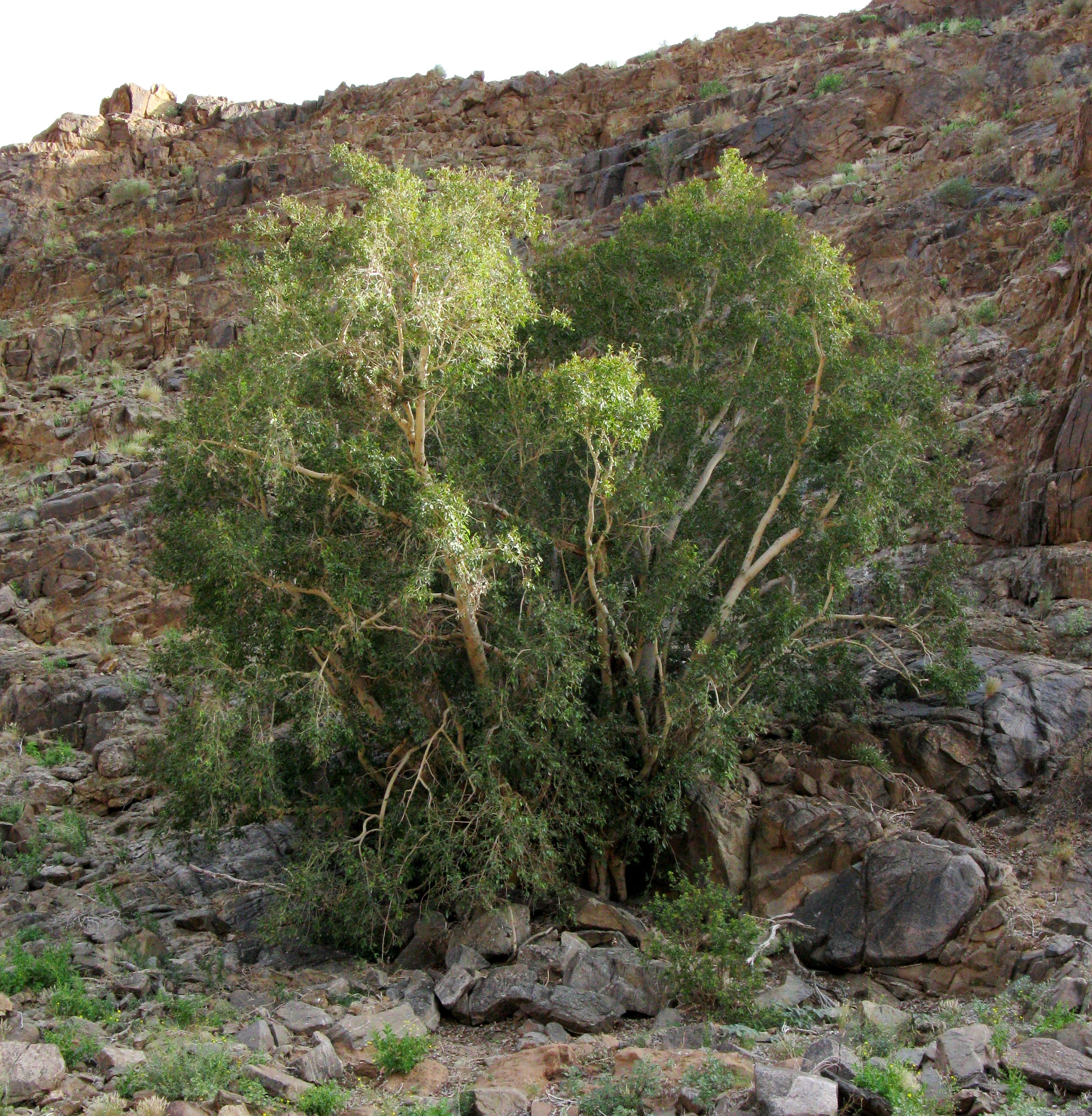
Habitus von Ficus cordata im Habitat

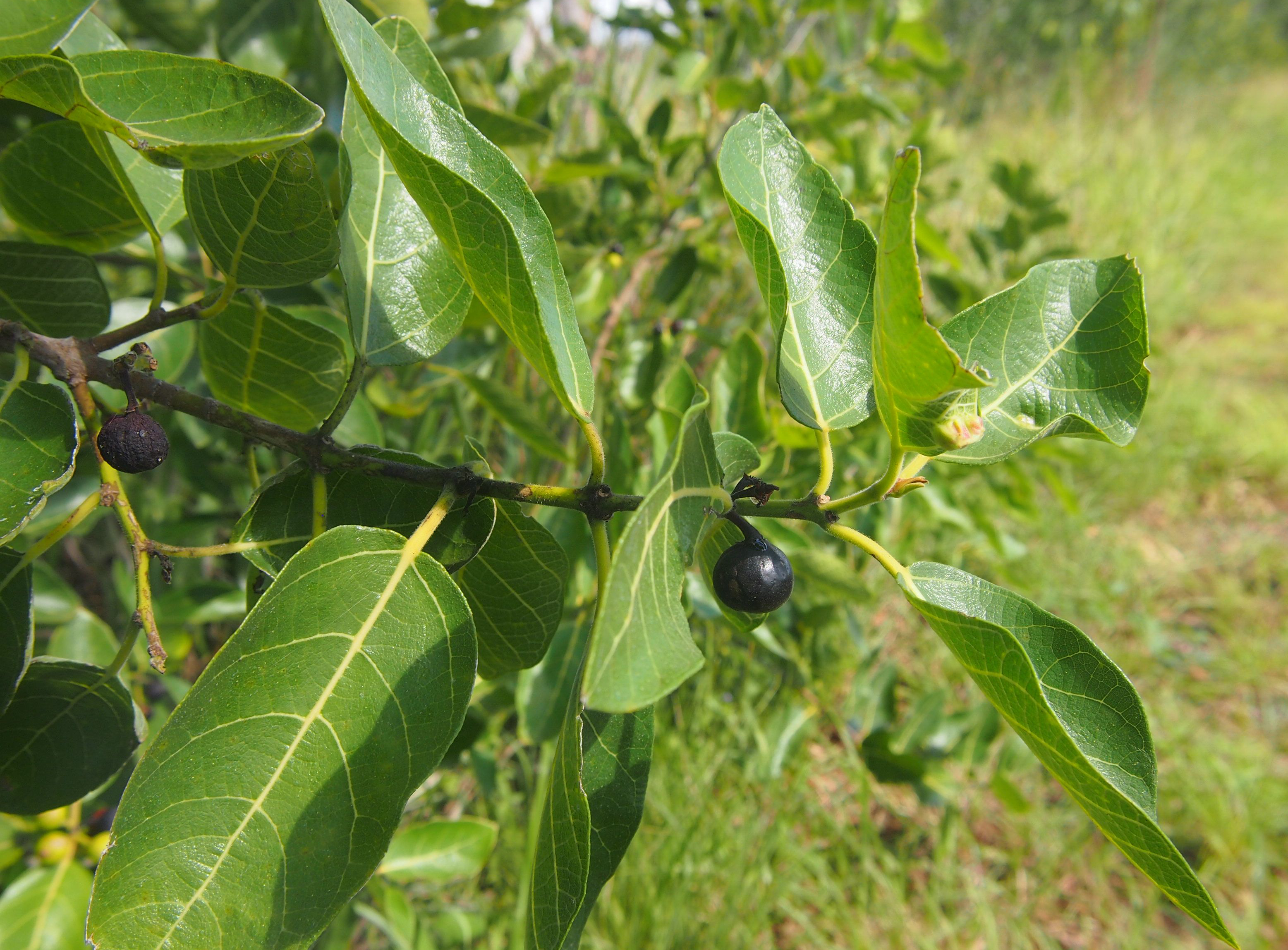
Zweig mit Laubblättern und Früchten von Ficus coronata

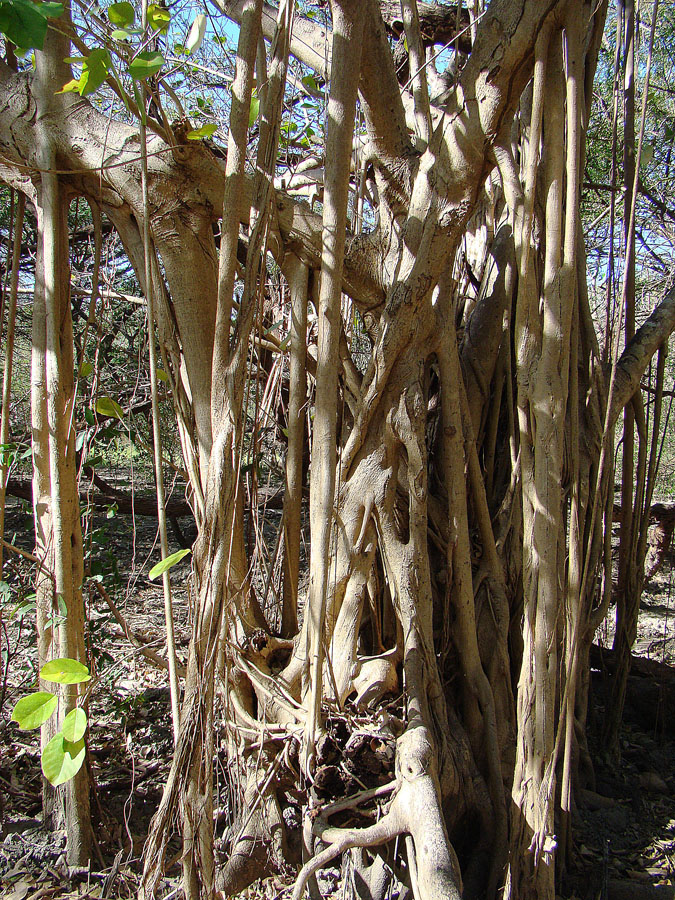
Habitus von Ficus cotinifolia im Habitat

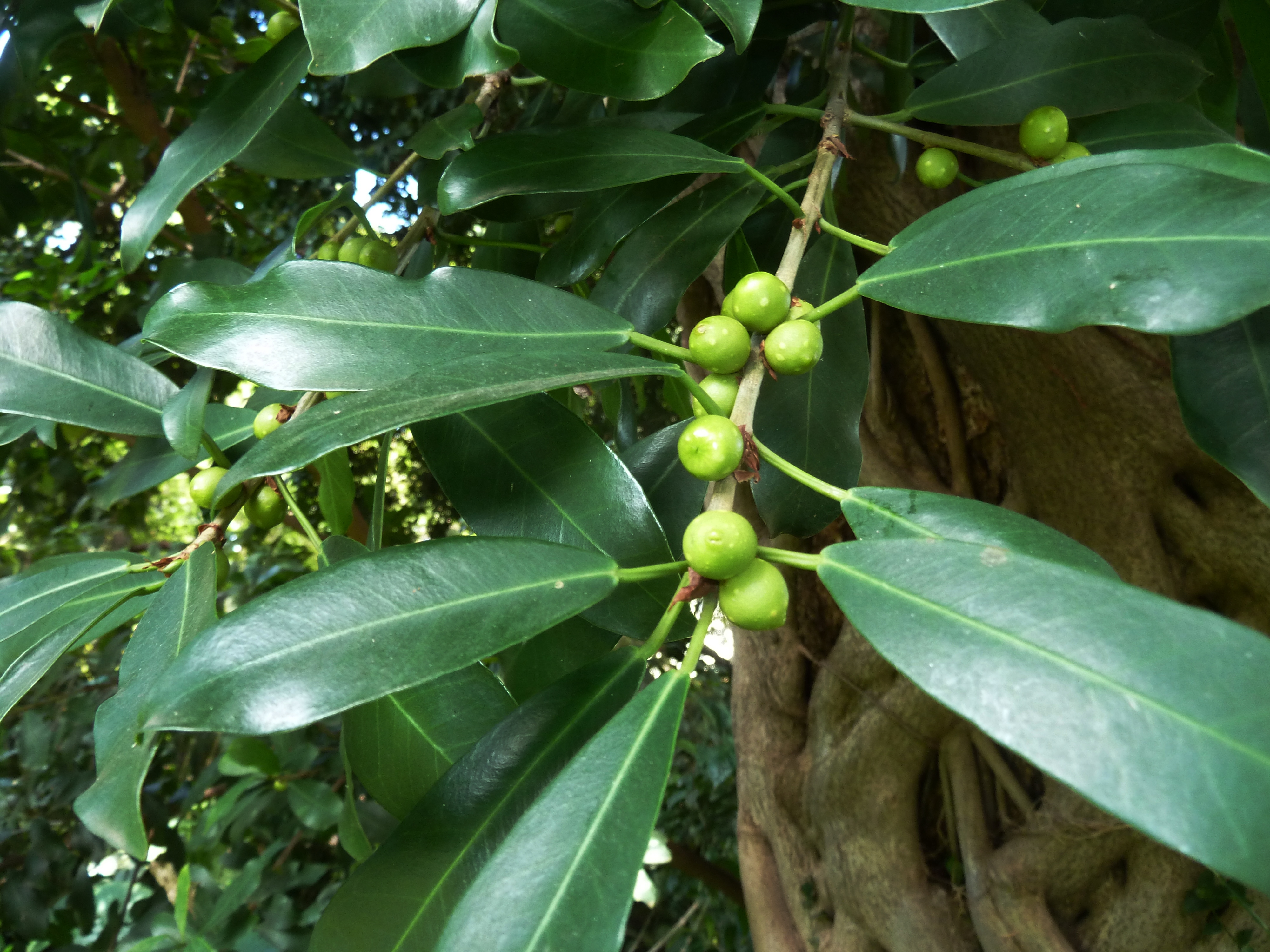
Zweig mit Laubblättern und Feigen von Ficus craterostoma

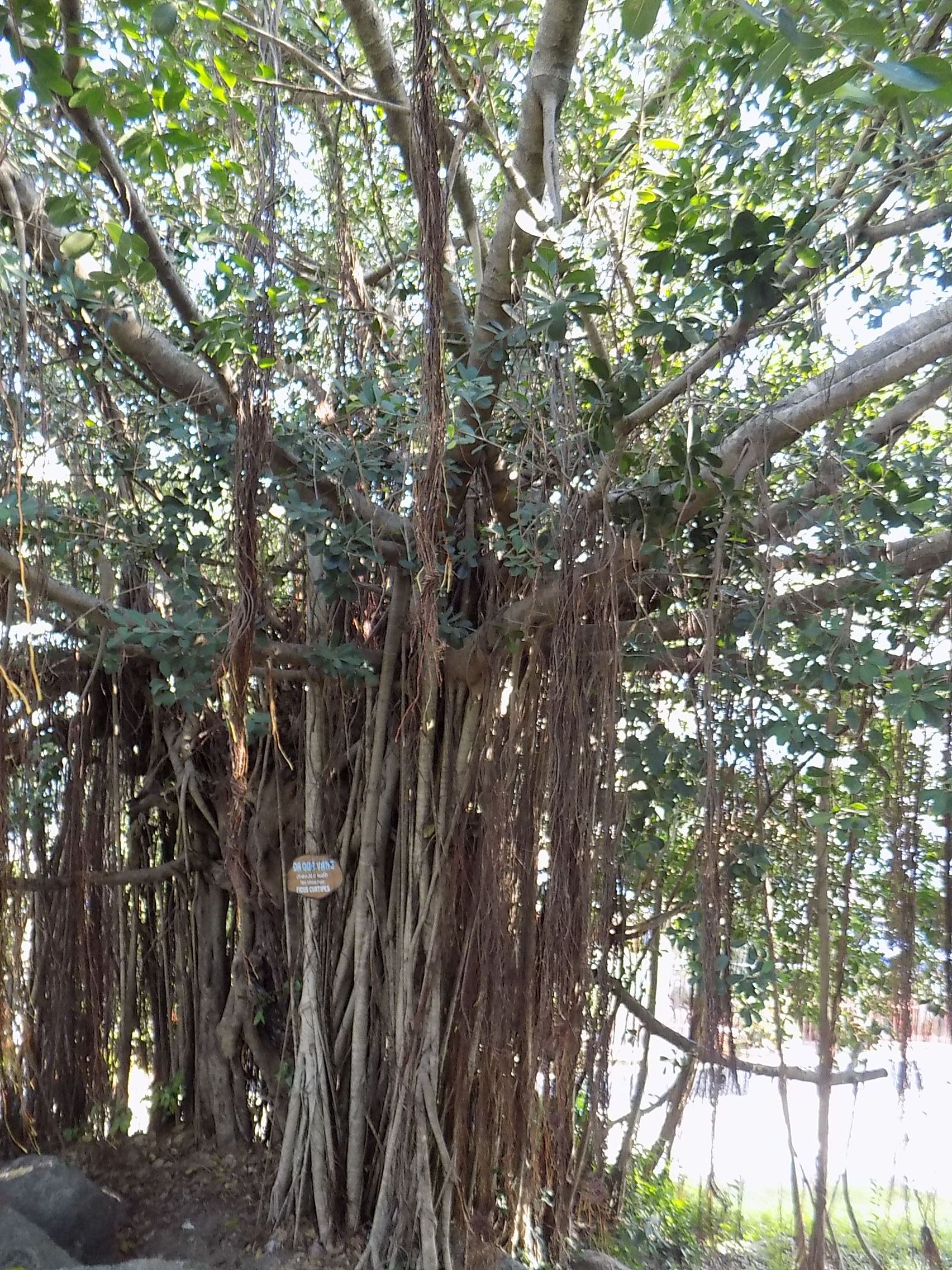
Habitus von Ficus curtipes

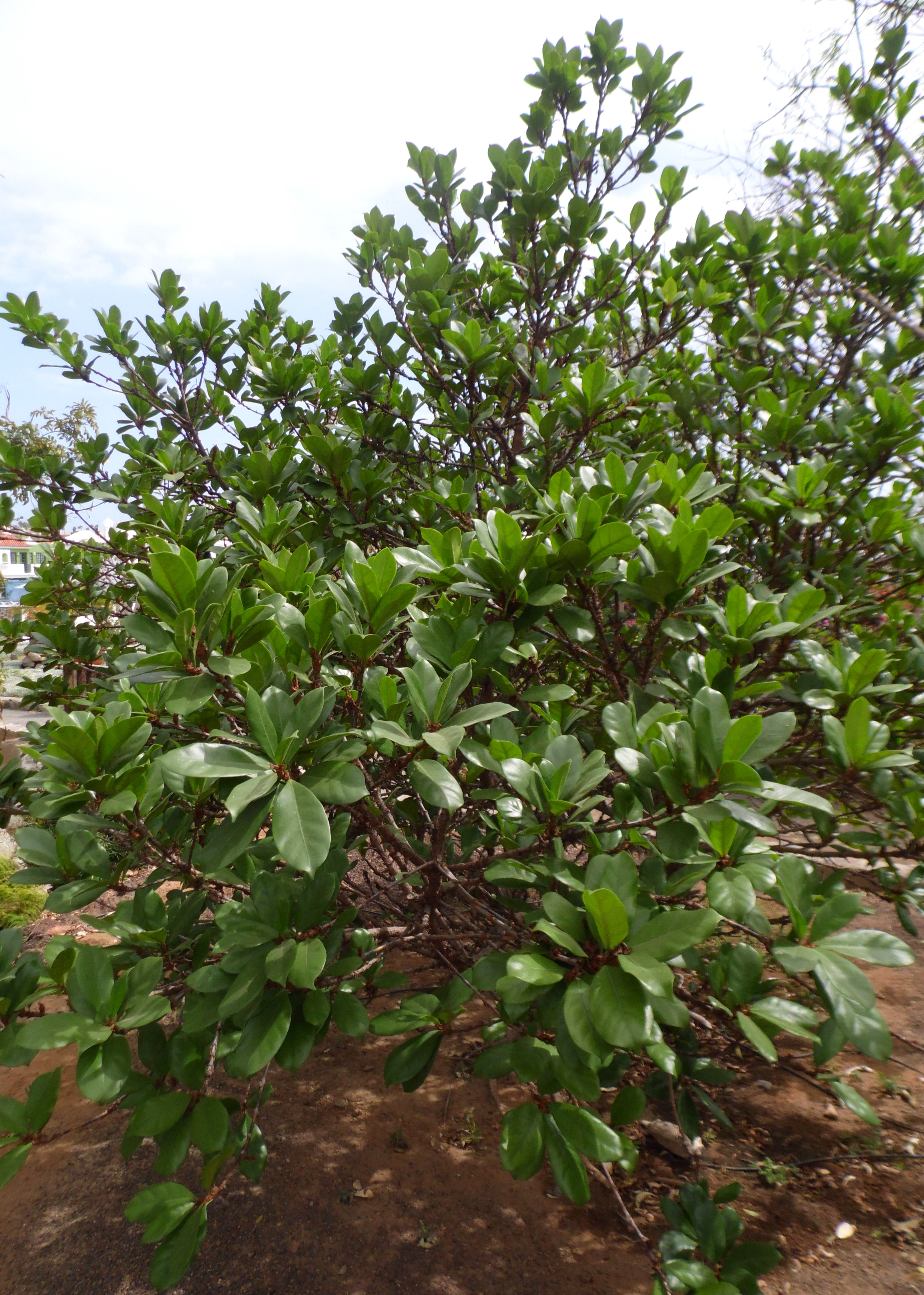
Habitus und Laubblätter von Ficus cyathistipula

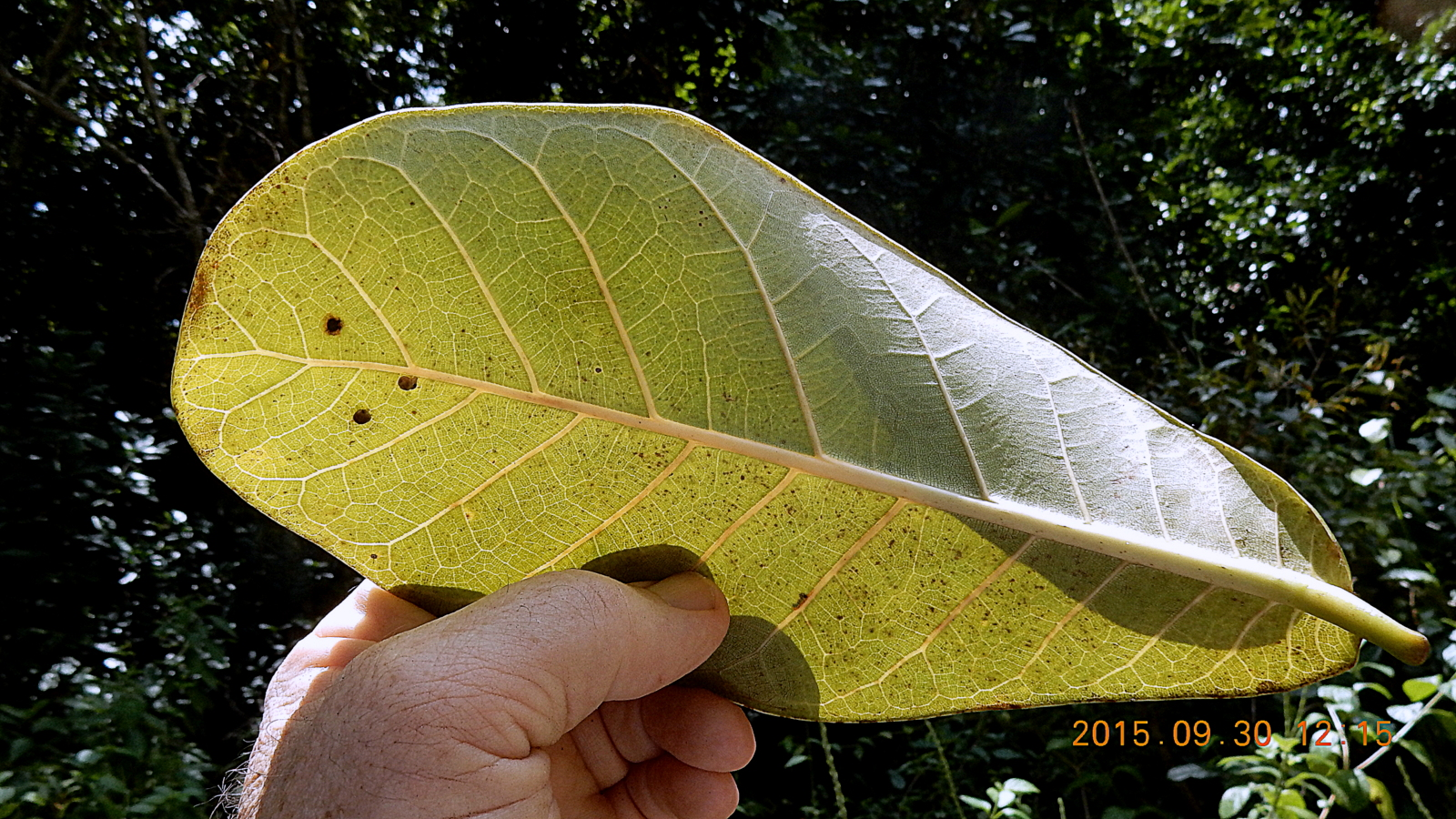
Blattunterseite von Ficus cyclophylla

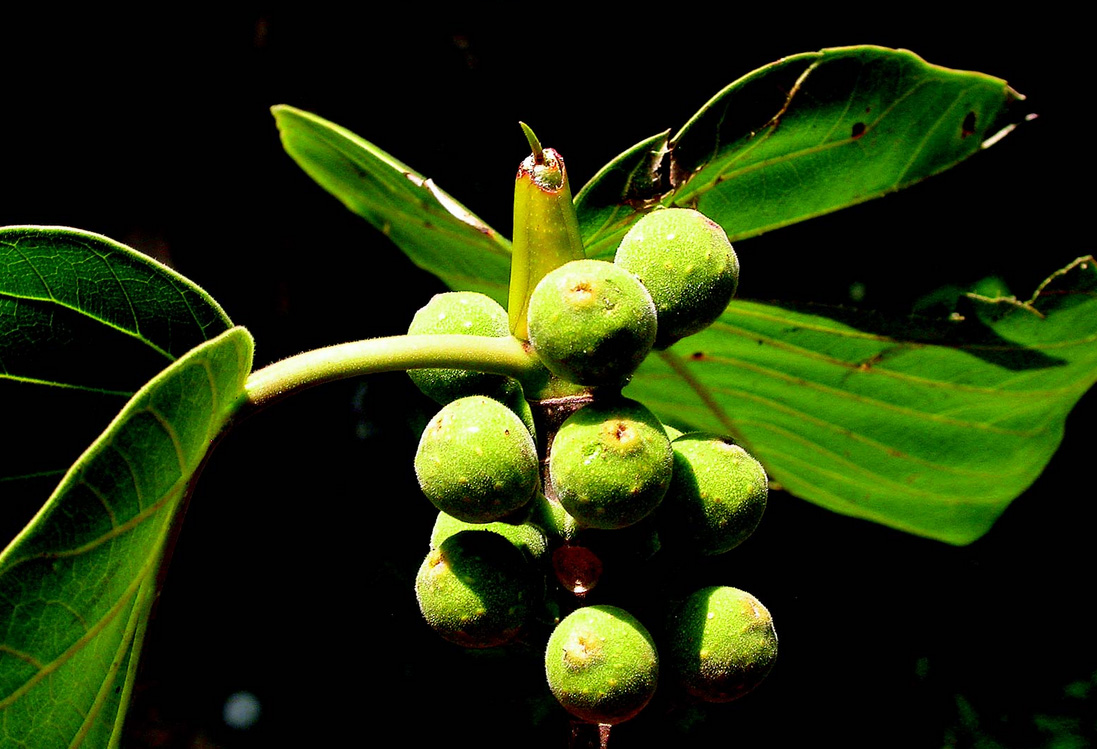
Feigen von Ficus dalhousiae

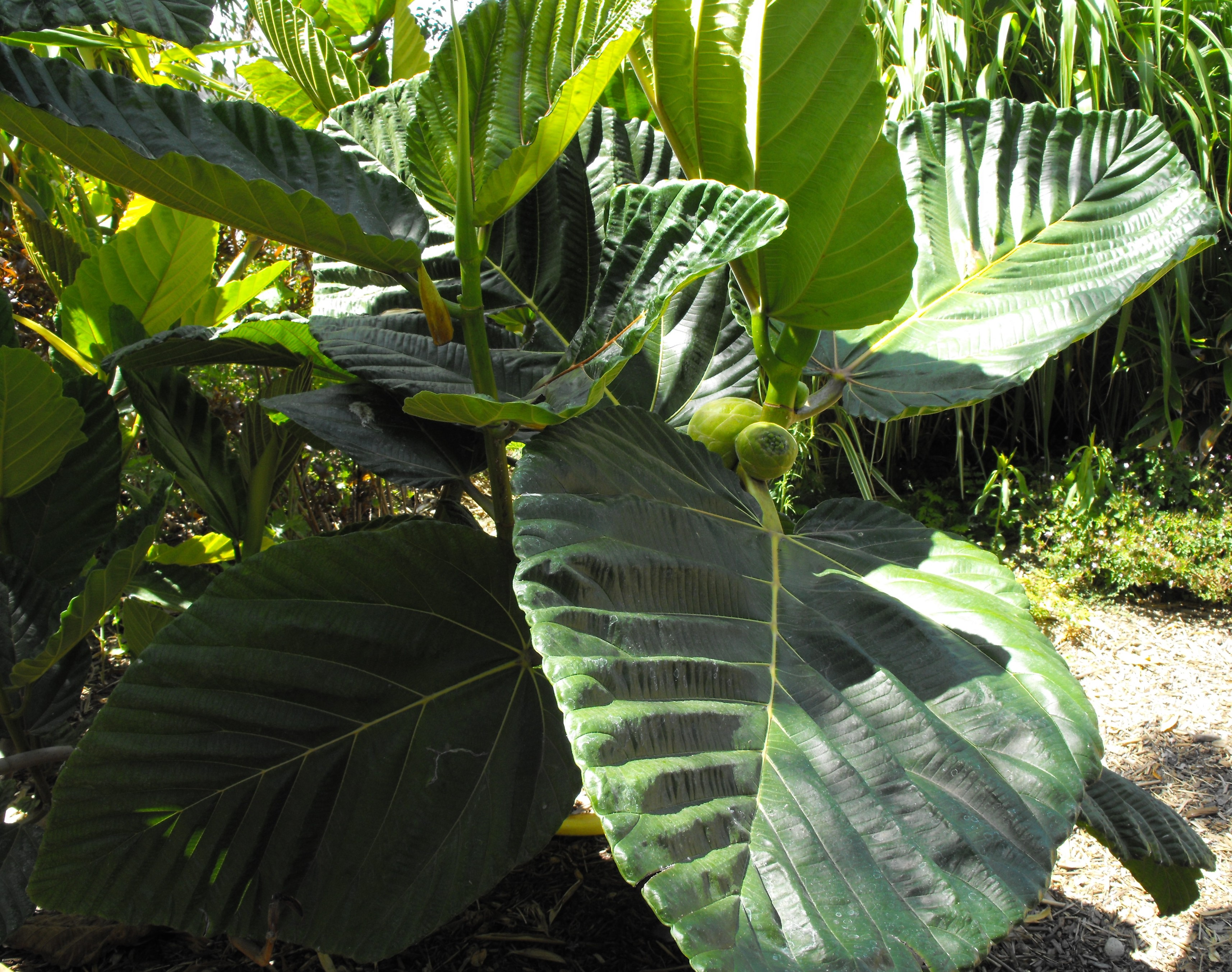
Ficus dammaropsis

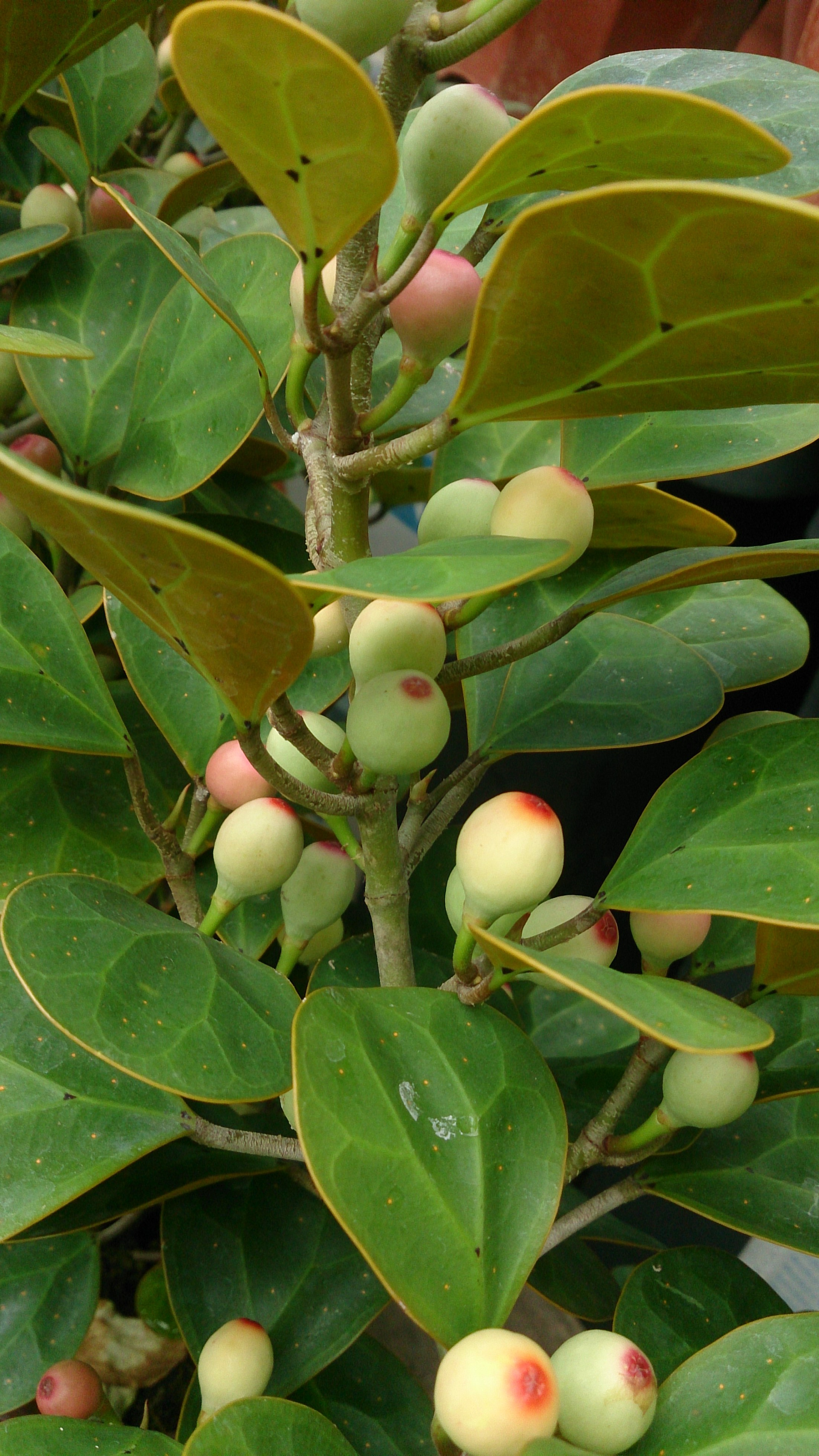
Laubblätter und Feigen von Ficus deltoidea

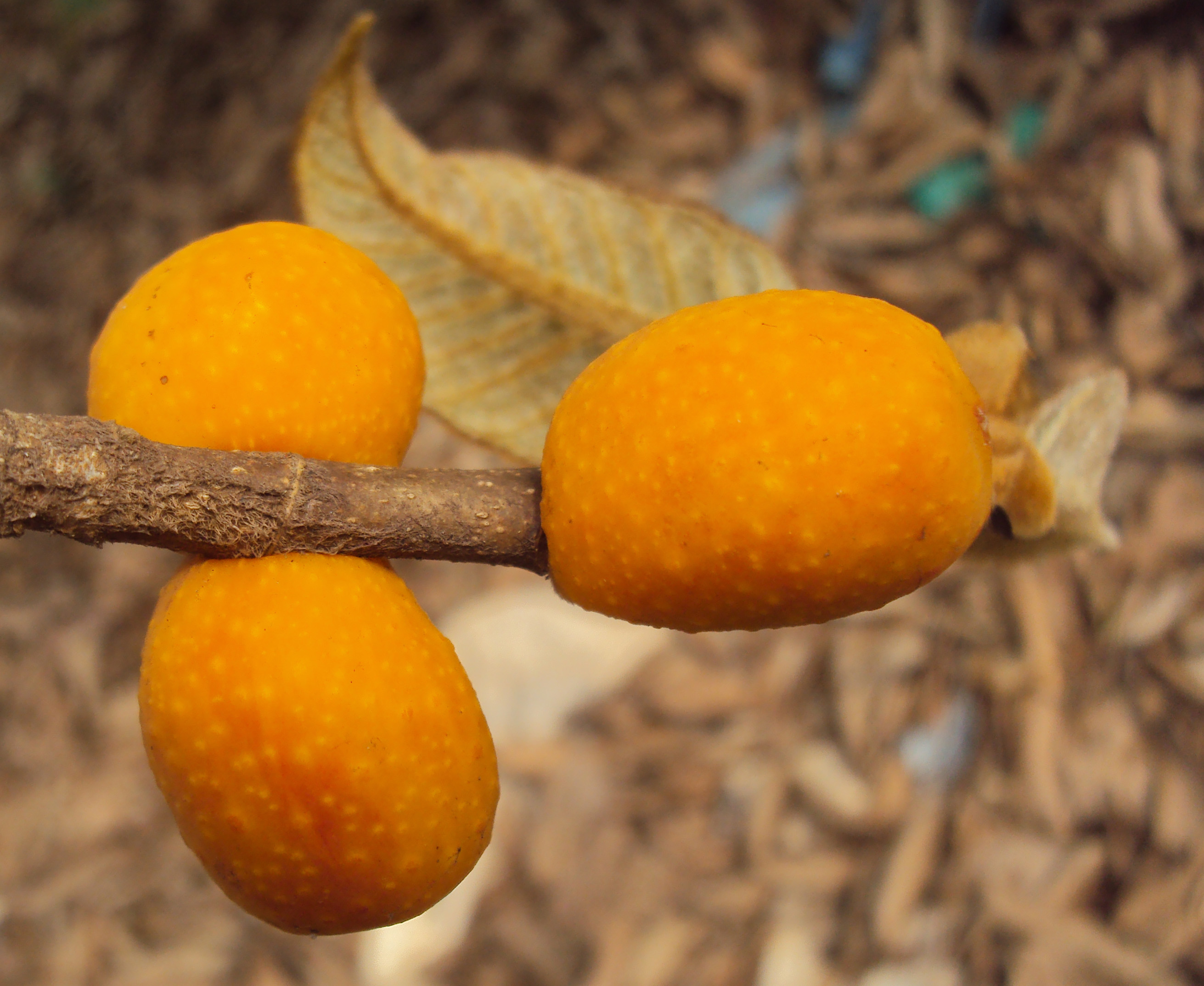
Früchte von Ficus drupacea

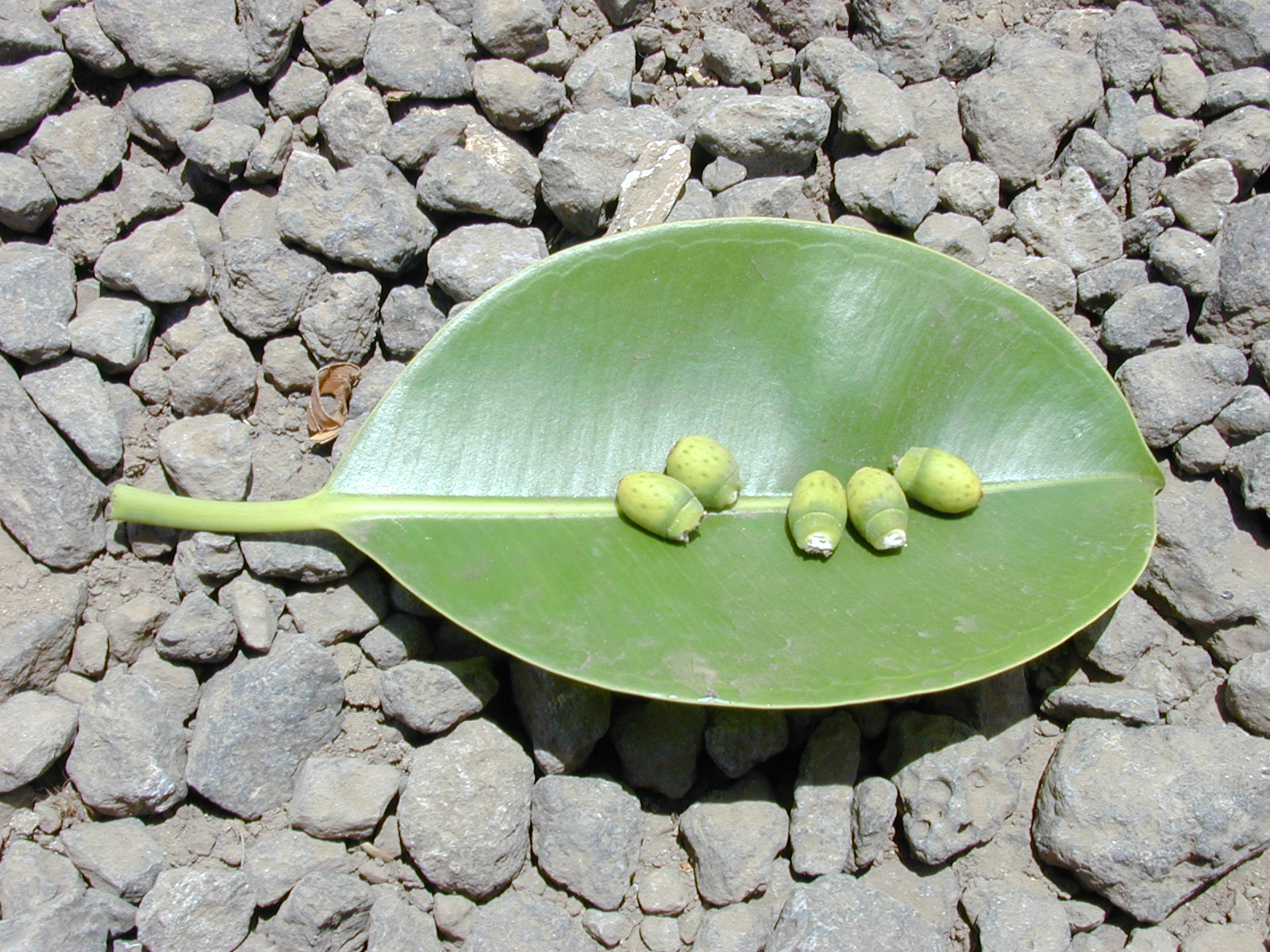
Gestieltes, einfaches Laubblatt und darauf Feigen von Ficus elastica

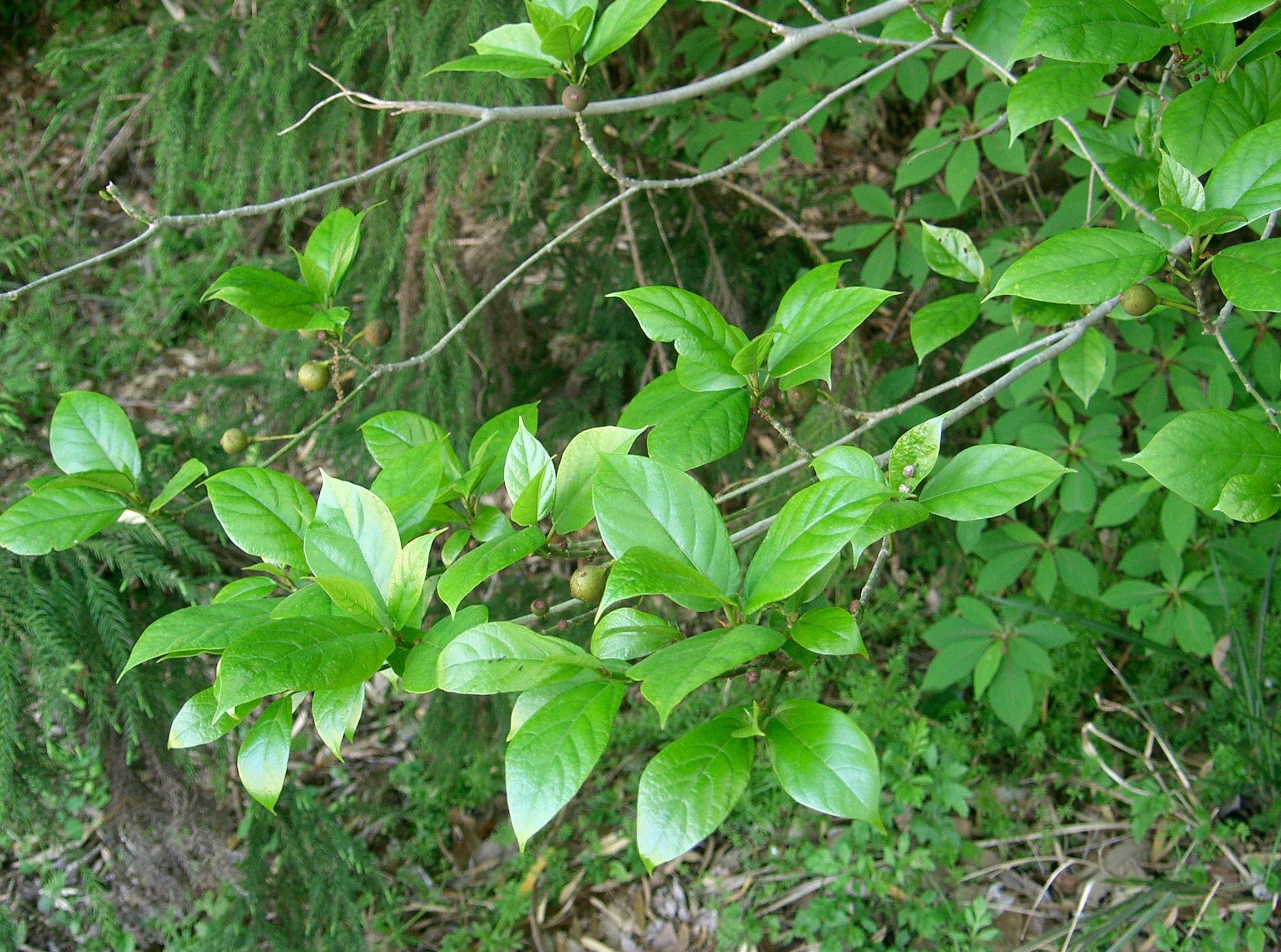
Zweige mit Laubblättern und Feigen von Ficus erecta

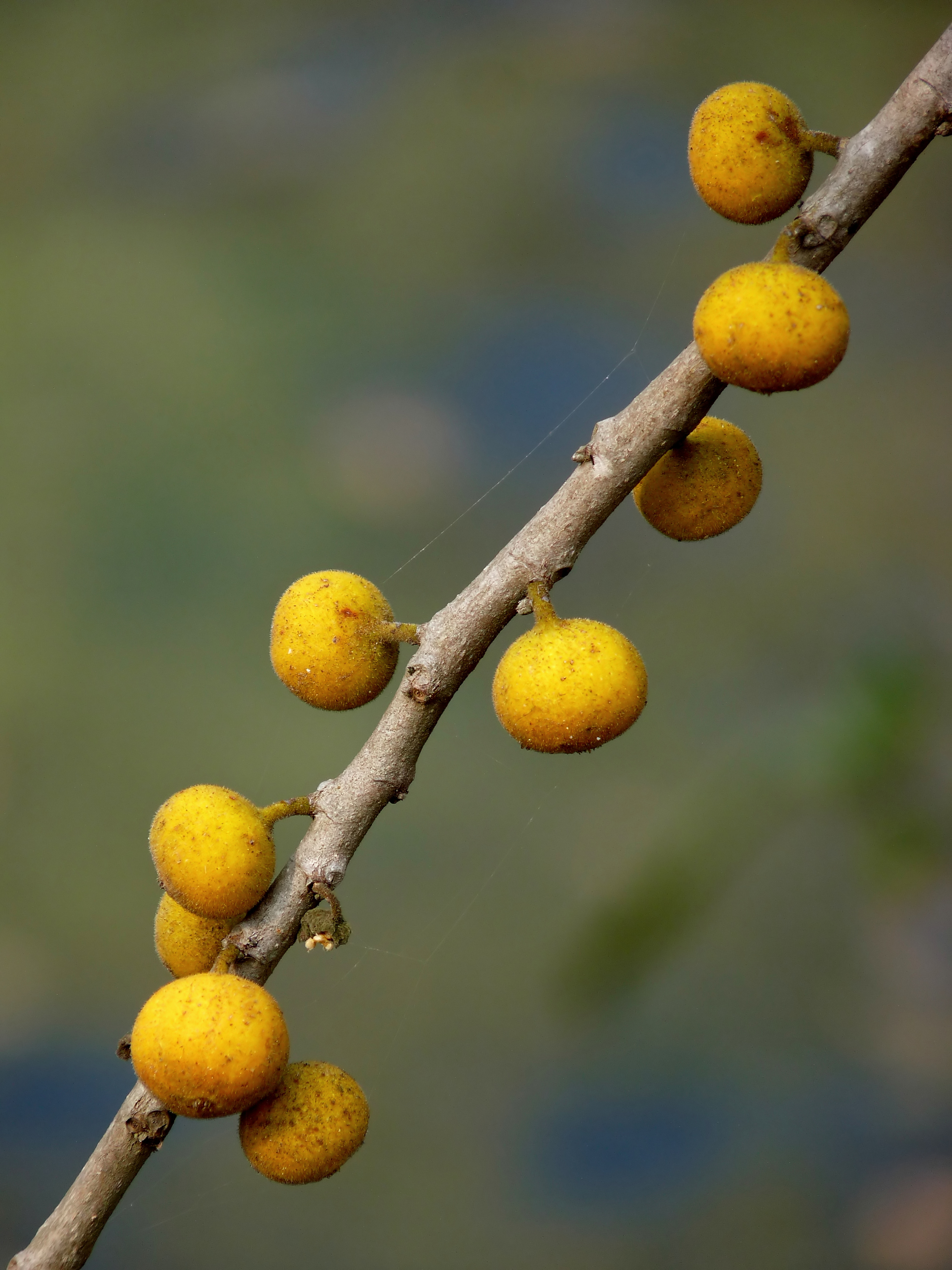
Zweige mit Feigen von Ficus exasperata

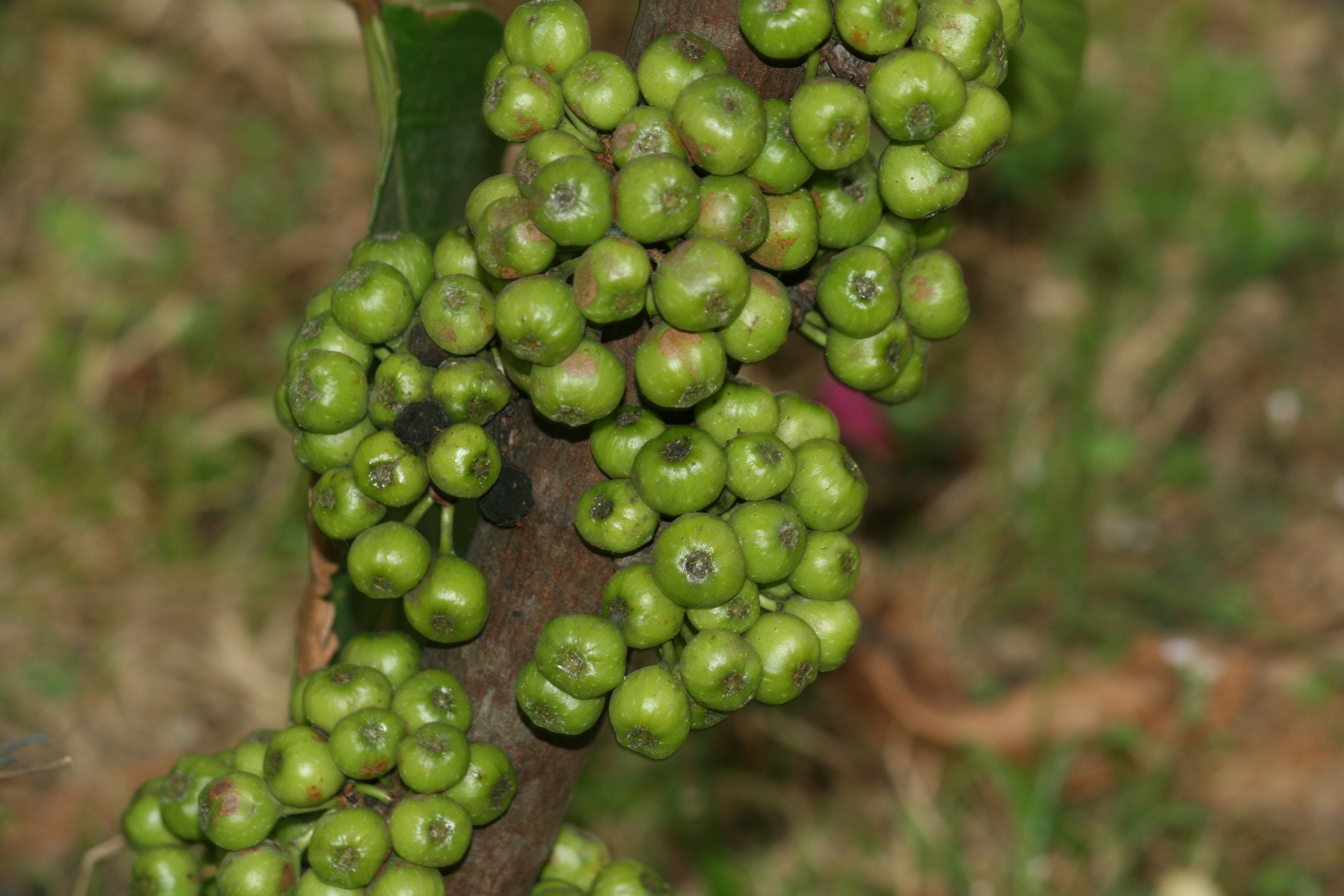
Feigen bei der kaulifloren Art Ficus fistulosa

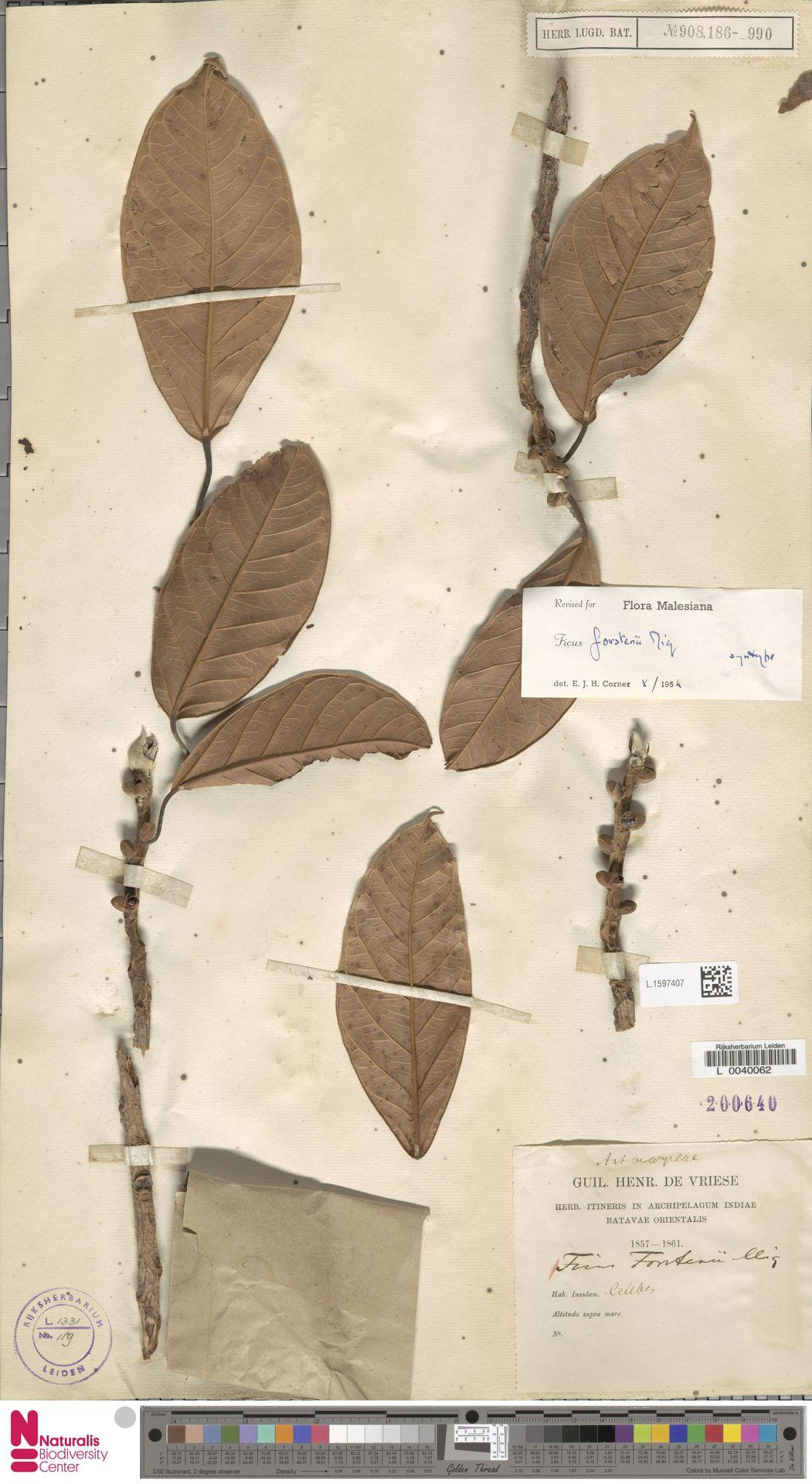
Herbarbeleg - Typusexemplar von Ficus forstenii

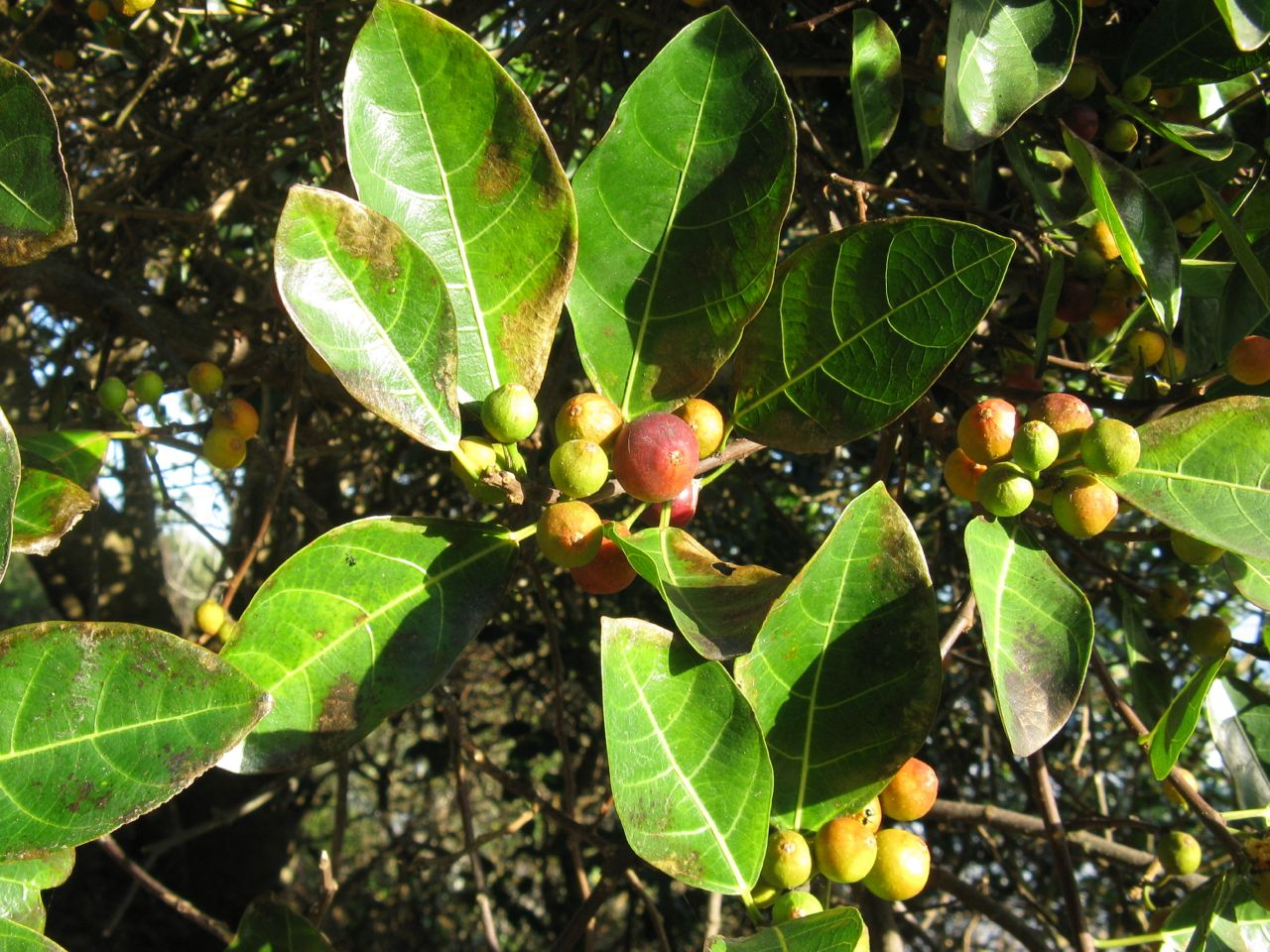
Laubblätter und Feigen von Ficus fraseri

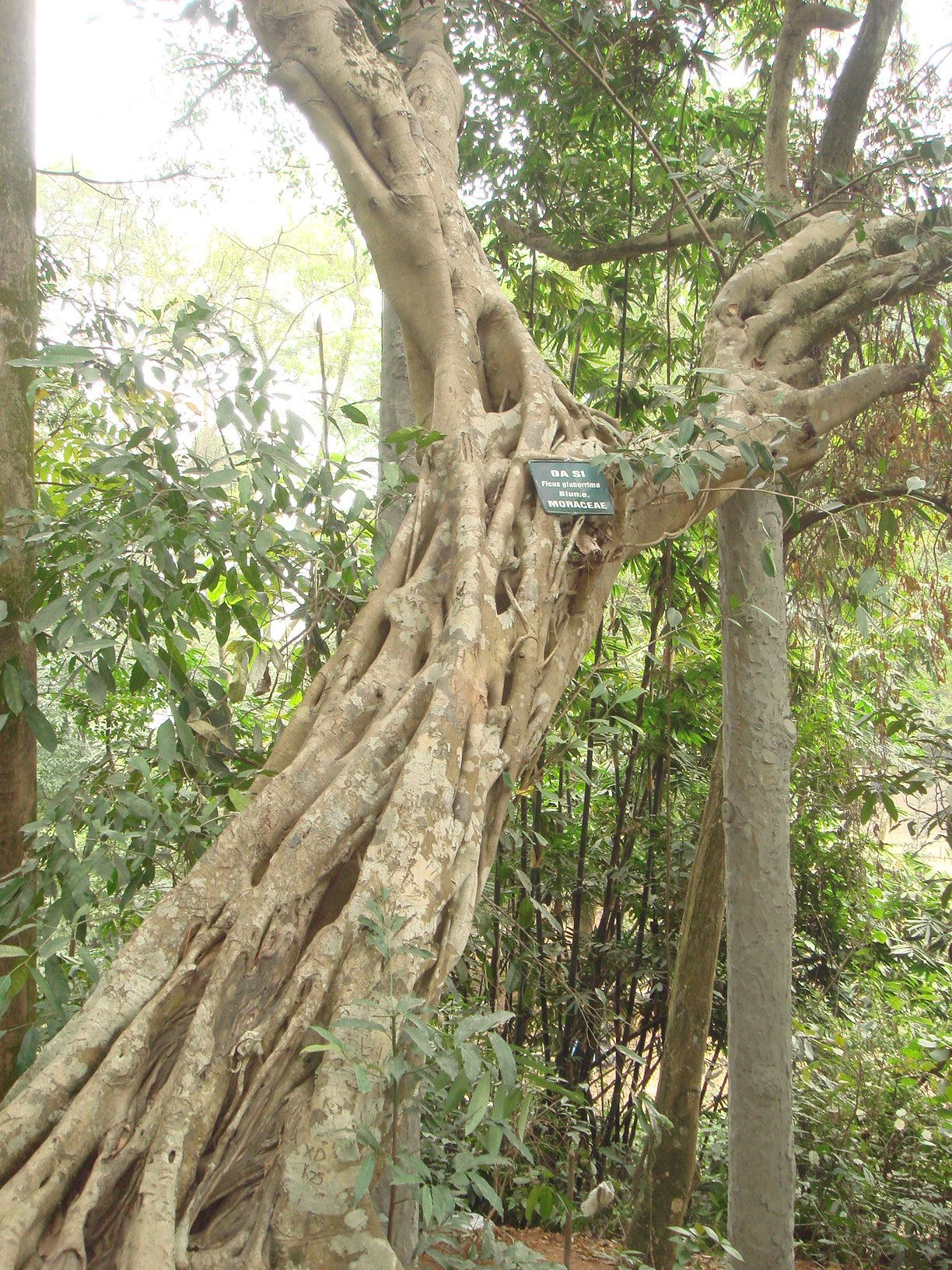
Habitus von Ficus glaberrima

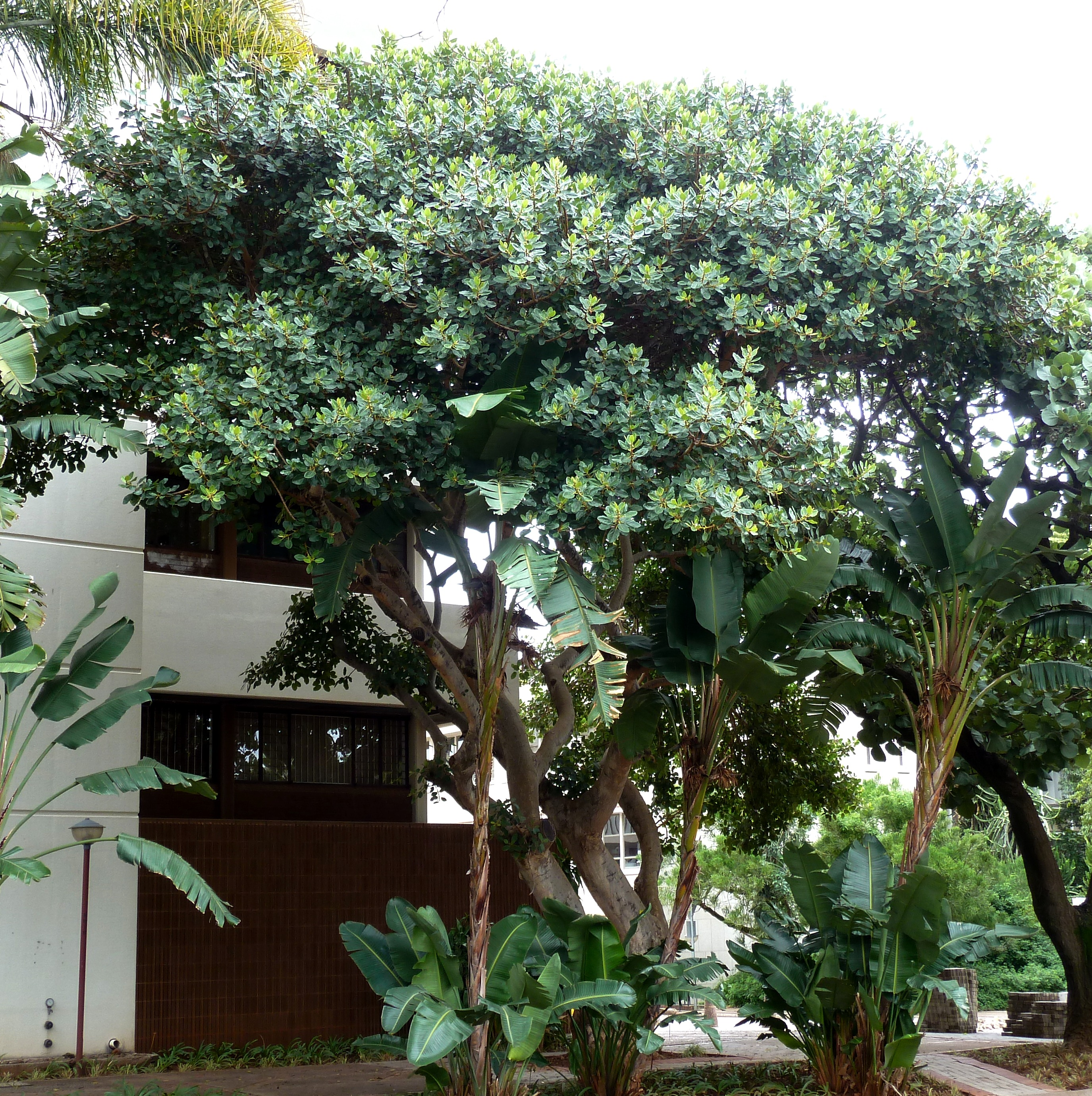
Habitus von Ficus glumosa

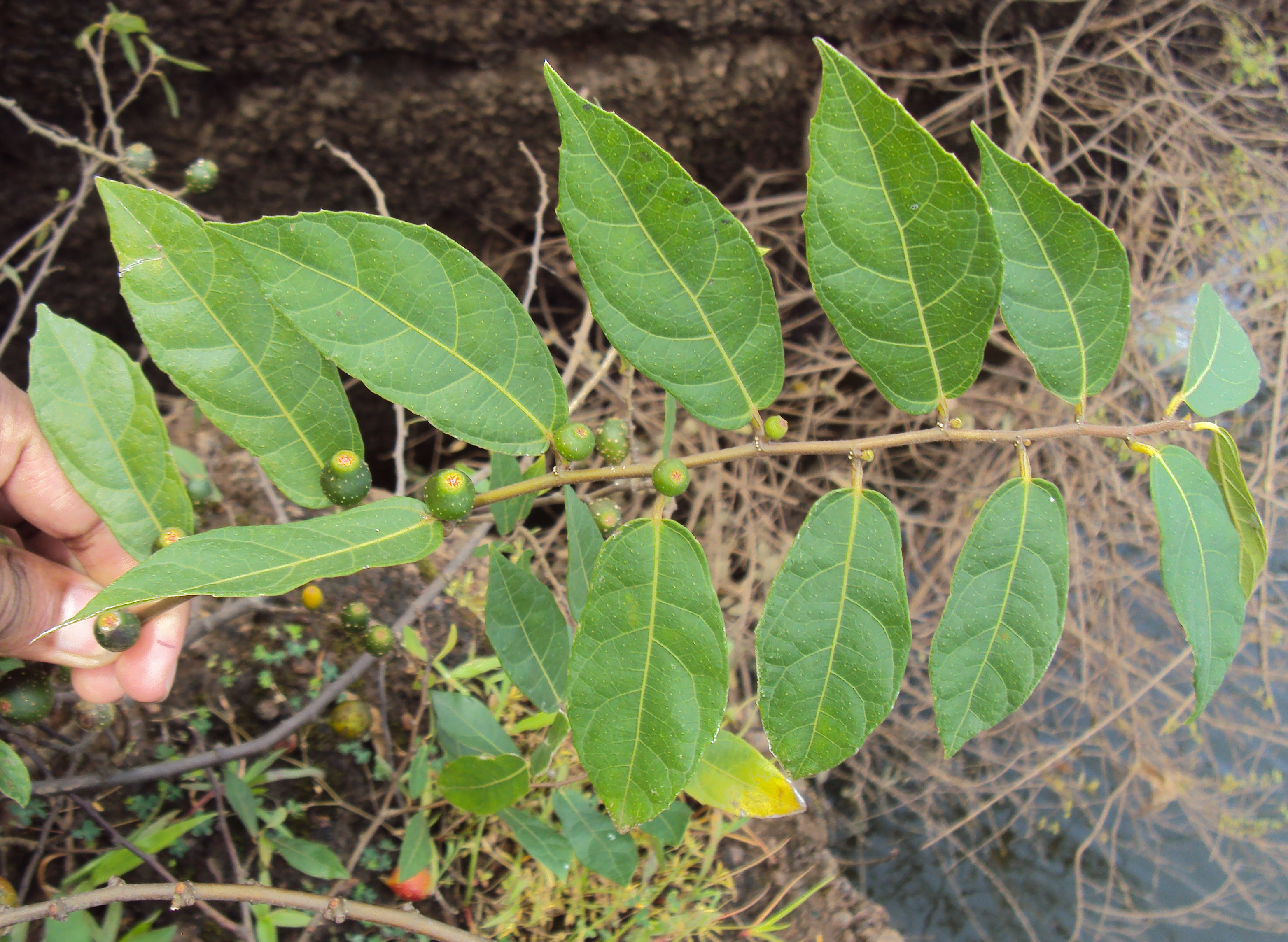
Zweig mit wechselständigen, gestielten Laubblättern und Feigen von Ficus heterophylla

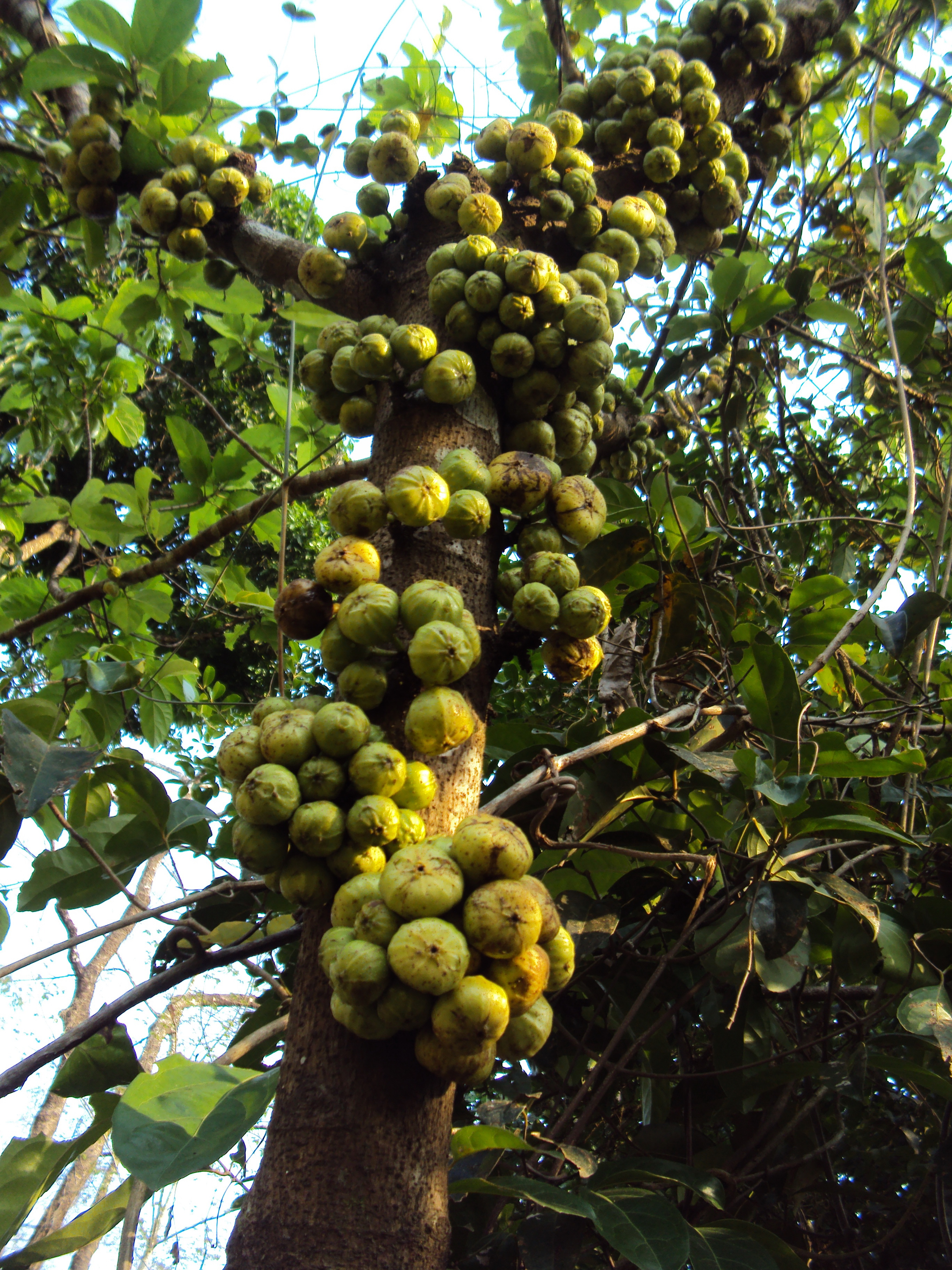
Feigen bei der kaulifloren Art Ficus hispida

### Innere Gliederung
Die Gattung der Feigen (Ficus) wird in sechs Untergattungen mit Sektionen, Untersektionen und Serien gegliedert:
- Untergattung Ficus: Es gibt zwei Sektionen:[9]
  - Sektion Ficus: Es gibt zwei Untersektionen:[9]
    - Untersektion Ficus: Sie Enthält drei Arten:[9]
      - Echte Feige (Ficus carica L.):[9] Es gibt Subtaxa. Diese Art liefert als Nutzpflanze die Feigen.
      - Ficus iidaiana Wilson[9]
      - Ficus palmata Forsskål[9]

    - Untersektion Frutescentiae: Sie enthält etwa 25 Arten:[9]
      - Ficus abelii Miq.[9]
      - Ficus boninsimae Koidzumi[9]
      - Ficus chapaensis Gagnep.[9]
      - Mistel-Feigenbaum (Ficus deltoidea Jack): Sie kommt in Thailand, Indonesien und Malaysia vor.[10]
      - Ficus edanoi Merr.[9]
      - Ficus erecta Thunb.[9]
      - Ficus filicauda Hand.Mazz.[9]
      - Ficus formosana Maxim.[9]
      - Ficus gasparriniana Miq.[9]
      - Ficus glareosa Elm.[9]
      - Ficus heteromorpha Hemsl.[9]
      - Ficus ischnopoda Miq.[9]
      - Ficus kofmanae C.C.Berg[9]
      - Ficus oleifolia King[9]
      - Ficus neriifolia J.E.Sm.[9]
      - Ficus pandurata Hance[9]
      - Ficus pedunculosa Miq.[9]
      - Ficus pustulata Elm.[9]
      - Ficus pyriformis Hook & Arn.[9]
      - Ficus stenophylla Hemsl.[9]
      - Ficus tannoensis Hayata[9]
      - Ficus tikoua Bureau[9]
      - Ficus trivia Corner[9]
      - Ficus variolosa Lindl. ex Benth.[9]
      - Ficus vaccinioides Hemsl. ex King[9]

  - Sektion Eriosycea: Es gibt zwei Untersektionen:[9]
    - Untersektion Auratae (Corner) C.C.Berg: Sie enthält etwa 14 Arten:[9]
      - Ficus androchaete Corner[9]
      - Ficus aurata (Miq.) Miq.[9]
      - Ficus aureocordata Corner[9]
      - Ficus auricoma Corner ex C.C.Berg[9]
      - Ficus bruneiensis Corner[9]
      - Ficus brunneoaurata Corner[9]
      - Ficus diamantiphylla Corner[9]
      - Ficus endospermifolia Corner[9]
      - Ficus eumorpha Corner[9]
      - Ficus inaequipetiolata Merr.[9]
      - Ficus macilenta King[9]
      - Ficus paramorpha Corner[9]
      - Ficus setiflora Stapf[9]
      - Ficus subglabritepala C.C.Berg[9]

    - Untersektion Eriosycea: Sie enthält etwa 13 Arten:[9]
      - Ficus hirta Vahl[9]
      - Ficus lamponga Miq.[9]
      - Ficus langkokensis Drake[9]
      - Ficus litseifolia Corner[9]
      - Ficus mollissima Ridley[9]
      - Ficus oreophila Ridley[9]
      - Ficus padana Burm. f.[9]
      - Ficus ruficaulis Merr.[9]
      - Ficus schefferiana King[9]
      - Ficus simplicissima Lour.[9]
      - Ficus subfulva Corner[9]
      - Ficus tricolor Miq.[9]
      - Ficus tuphapensis Drake[9]
- Untergattung Pharmacosycea (Miq.) Miq.: Es gibt zwei Sektionen:[9]
  - Sektion Pharmacosycea: Es gibt zwei Untersektionen:[9]
    - Untersektion Bergianae Carvajal & L.K.Shabes: Sie enthält etwa 14 Arten:[9]
      - Ficus adhatodifolia Schott[9]
      - Ficus apollinaris Dugand[9]
      - Ficus carchiana C.C.Berg[9]
      - Ficus crassiuscula Standl.[9]
      - Ficus dulciaria Dugand[9]
      - Ficus ernanii Carauta, Pederneiras, De Souza, Machado, Vianna Filho & Romaniuc: Sie wurde 2012 erstbeschrieben.[9]
      - Ficus gigantosyce Dugand[9]
      - Ficus insipida Willd.[9] (Syn.: Ficus glabrata Kunth): Auch Amatlbaum, Amate genannt. Die Rinde wird zur Herstellung des papierartigen Schreibmaterials Amatl verwendet. Er ist vom nördlichen Mexiko über Zentralamerika bis Südamerika weitverbreitet.[10]
      - Ficus mutisii Dugand[9]
      - Ficus obtusiuscula (Miq.) Miq.[9]
      - Ficus petenensis Lundell[9]
      - Ficus piresiana Vázquez Avila & C.C.Berg[9]
      - Ficus pulchella Schott[9]
      - Ficus yoponensis Desv.[9]

    - Untersektion Petenenses: Sie enthält etwa acht Arten:[9]
      - Ficus ecuadorensis C.C.Berg[9]
      - Ficus guajavoides Lundell[9]
      - Ficus lacunata Kvitvik[9]
      - Ficus lapathifolia (Liebmann) Miq.[9]
      - Ficus macbridei Standl.[9]
      - Ficus maxima P.Miller[9]
      - Ficus rieberiana C.C.Berg[9]
      - Ficus tonduzii Standl.[9]

  - Sektion Oreosycea (Miq.) Corner: Es gibt zwei Untersektionen:[9]
    - Untersektion Glandulosae C.C.Berg: Sie enthält etwa 65 Arten:[9]
      - Ficus asperula Bureau[9]
      - Ficus auriculigera Bureau[9]
      - Ficus austrocaledonica Bureau[9]
      - Ficus balansana Bureau[9]
      - Ficus barraui Guillaum[9]
      - Ficus bubulia C.C.Berg[9]
      - Ficus campicola S.Moore[9]
      - Ficus carinata C.C.Berg[9]
      - Ficus cataractorum Bureau[9]
      - Ficus comptonii S.Moore[9]
      - Ficus crescentioides Bureau[9]
      - Ficus cretacea S.Moore[9]
      - Ficus dzumacensis Guillaumin[9]
      - Ficus edelfeltii King[9]
      - Essbare Feige (Ficus edulis Bureau)[9], Früchte werden gegessen.
      - Ficus gigantifolia Merr.[9]
      - Ficus granatum G.Forst.[9]
      - Ficus gratiosa Corner[9]
      - Ficus habrophylla G.Been ex Seem.[9]
      - Ficus hadroneura Diels[9]
      - Ficus heteroselis Bureau[9]
      - Ficus hombroniana Corner[9]
      - Ficus hurlimannii Guillaumin[9]
      - Ficus ihuensis Summerh.[9]
      - Ficus illiberalis Corner[9]
      - Ficus kjellbergii Corner[9]
      - Ficus leiocarpa (Bureau) Warb.[9]
      - Ficus leptorhachis S.Moore[9]
      - Ficus lifouensis Corner[9]
      - Ficus longipes Warb.[9]
      - Ficus magnoliifolia Bl.[9]
      - Ficus magwana C.C.Berg[9]
      - Ficus maialis Bureau[9]
      - Ficus matanoensis C.C.Berg[9]
      - Ficus microtophora Corner[9]
      - Ficus mutabilis Bureau[9]
      - Ficus nervosa Heyne ex Roth[9]
      - Ficus nitidifolia Bureau[9]
      - Ficus novae-georgiae Corner[9]
      - Ficus oreadum S.Moore[9]
      - Ficus otophora Corner & Guillaumin[9]
      - Ficus otophoroides Corner[9]
      - Ficus pachysycia Corner[9]
      - Ficus pallidinervis Warb.[9]
      - Ficus pancheriana Bureau[9]
      - Ficus polyantha Warb.[9]
      - Ficus pseudojaca Corner[9]
      - Ficus pseudomangiferifolia Guillaumin[9]
      - Ficus pteroporum Guillaumin[9]
      - Ficus punctulosa Warb.[9]
      - Ficus racemigera Bureau[9]
      - Ficus rigidifolia Bureau[9]
      - Ficus saruensis C.C.Berg[9]
      - Ficus sclerosycia C.C.Berg[9]
      - Ficus semecarpifolia Warb.[9]
      - Ficus setulosa C.C.Berg[9]
      - Ficus smithii Horne ex Baker[9]
      - Ficus subcaudata C.C.Berg[9]
      - Ficus subnervosa Corner[9]
      - Ficus subtrinervia Lauterb. & K.Schum.[9]
      - Ficus tanensis G.Benn. ex Seem.[9]
      - Ficus trachyleia Bureau[9]
      - Ficus versicolor Bureau[9]
      - Ficus vieillardiana Bureau[9]
      - Ficus webbiana Miq.[9]

    - Untersektion Pedunculatae: Sie enthält etwa neun Arten:[9]
      - Ficus albipila (Miq.) King[9]
      - Ficus ampana Berg[9]
      - Ficus assimilis Baker[9]
      - Ficus bataanensis Merrill[9]
      - Ficus callosa Willd.[9]
      - Ficus capillipes Gagnepain[9]
      - Ficus dicranostyla Mildbr.[9]
      - Ficus variifolia Warb.[9]
      - Ficus vasculosa Miq.[9]
- Untergattung Sycidium: Es gibt zwei Sektionen:[9]
  - Sektion Sycidium Miq.:
    - Sie wird nicht in Untersektionen gegliedert und enthält etwa 81 Arten:
      - Ficus ampelas Burman[9]
      - Ficus andamanica Corner[9]
      - Ficus arawaensis Corner[9]
      - Ficus aspera G.Forster[9]
      - Ficus asperifolia Miq.[9]
      - Ficus asperiuscula Kunth & C.D.Bouché[9]
      - Ficus assamica Miq.[9]
      - Ficus badiopurpurea Diels[9]
      - Ficus balica Miq.[9]
      - Ficus bambusifolia Seemann[9]
      - Ficus barclayana Miq.[9]
      - Ficus bojeri Baker[9]
      - Ficus brachyclada Baker[9]
      - Ficus carpentariensis Dixon[9]
      - Ficus capreifolia Delile[9]
      - Ficus chrysochaete Corner[9]
      - Ficus complexa Corner[9]
      - Ficus conocephalifolia Ridley[9]
      - Ficus copiosa Steudel[9]
      - Ficus coronata Spin[9]
      - Ficus coronulata Miq.[9]
      - Ficus cumingii Miq.[9]
      - Ficus cyrtophylla Miq.[9]
      - Ficus elmeri Merrill[9]
      - Ficus erinobotrya Corner[9]
      - Ficus eustephana Diels[9]
      - Ficus exasperata Vahl[9]
      - Ficus fiskei Elmer[9]
      - Ficus floresana C.C.Berg[9]
      - Ficus fraseri Miq.[9]
      - Ficus fulvopilosa Summerhayes[9]
      - Ficus godeffroyi Warb.[9]
      - Ficus goniophylla Corner[9]
      - Ficus greenwoodii Summerhayes[9]
      - Ficus gryllus Corner[9]
      - Ficus gul K.Schumann & Lauterbach[9]
      - Ficus henryi Diels[9]
      - Ficus hesperia Corner[9]
      - Ficus heterophylla L.[9]
      - Ficus heteropoda Miq.[9]
      - Ficus imbricata Corner[9]
      - Ficus lateriflora Vahl[9]
      - Ficus leptoclada Benth.[9]
      - Ficus leptodictya Diels[9]
      - Ficus leptogramma Corner[9]
      - Ficus longecuspidata Warb.[9]
      - Ficus macrorrhyncha K.Schum. & Lauterbach[9]
      - Ficus masonii Baker[9]
      - Ficus melinocarpa Blume[9]
      - Ficus montana Burman[9]
      - Ficus myiopotamica C.C.Berg[9]
      - Ficus odorata Merr.[9]
      - Ficus oleracea Corner[9]
      - Ficus opposita Miq.[9]
      - Ficus pachyclada Baker[9]
      - Ficus phaeosyce K.Schum. & Lauterbach[9]
      - Ficus podocarpifolia Corner[9]
      - Ficus politoria Lam.[9]
      - Ficus porphyrochaete Corner[9]
      - Ficus praetermissa Corner[9]
      - Ficus primaria Corner[9]
      - Ficus pseudowassa Corner[9]
      - Ficus pygmaea Hiern[9]
      - Ficus quercetorum Corner[9]
      - Ficus riedelii Miq.[9]
      - Ficus samoensis Summerhayes[9]
      - Ficus sandanakana C.C.Berg[9]
      - Ficus scabra G.Forster[9]
      - Ficus schumanniana Warb.[9]
      - Ficus sciaphila Corner[9]
      - Ficus scobina Benth.[9]
      - Ficus stellaris C.C.Berg[9]
      - Ficus storckii Seemann[9]
      - Ficus subincisa J.E.Smith[9]
      - Ficus subsidens Corner[9]
      - Ficus tenuicuspidata Corner[9]
      - Ficus tonsa Miq.[9]
      - Ficus trachypison K.Schum. & Lauterbach[9]
      - Ficus tsiangii Corner[9]
      - Ficus ulmifolia Lam.[9]: Sie kommt auf den Philippinen vor.[10]
      - Ficus uniauriculata Warb.[9]
      - Ficus wassa Roxb.[9]

  - Sektion Palaeomorphe:
    - Sie wird nicht in Untersektionen gegliedert und enthält etwa 29 Arten:
      - Ficus anastomosans Kurz[9]
      - Ficus armitii King[9]
      - Ficus aurita Blume[9]
      - Ficus cauta Corner[9]
      - Ficus celebensis Corner[9]
      - Ficus corneriana C.C.Berg[9]
      - Ficus cuspidata Blume[9]
      - Ficus funiculicaulis C.C.Berg[9]
      - Ficus gracillima Diels[9]
      - Ficus grewiifolia Blume[9]
      - Ficus hemsleyana King[9]
      - Ficus heteropleura Blume[9]
      - Ficus inaequifolia Elmer[9]
      - Ficus jaheriana Corner[9]
      - Ficus kuchinensis C.C.Berg[9]
      - Ficus lasiocarpa Miq.[9]
      - Ficus leptocalama Corner[9]
      - Ficus microsphaera Warb.[9]
      - Ficus midotis Corner[9]
      - Ficus obscura Blume[9]
      - Kirschen-Feige (Ficus parietalis Blume, Syn.: Ficus cerasiformis Desf., Ficus concentrica Hasselt ex Miq., Ficus grandifolia Wall. ex Miq., Ficus junghuhniana Miq., Ficus parietalis var. angustifolia Miq., Ficus parietalis var. ovalis Blume, Ficus parietalis var. rufipila (Miq.) Miq., Ficus parietalis var. tabing (Miq.) Miq., Ficus phlebophylla Miq., Ficus rufipila Miq., Ficus tabing Miq.)[9], Früchte werden gegessen.
      - Ficus pisifera Voigt[9]
      - Ficus rubrocuspidata Corner[9]
      - Ficus rubromidotis Corner[9]
      - Ficus sinuata Thunb.[9]
      - Ficus stipata King[9]
      - Ficus subulata Blume[9]
      - Ficus tinctoria G.Forst.: Sie kommt im tropischen Asien, in China, Taiwan, Japan, in Australien und auf Inseln im Pazifik vor.[10]
      - Ficus uniglandulosa Miq.
      - Ficus virgata Blume
- Untergattung Sycomorus:
  - Sektion Sycomorus (Gasp.) Miq.: Es gibt zwei Untersektionen:[9]
    - Untersektion Sycomorus: Sie enthält etwa 14 Arten:[9]
      - Ficus botryoides Baker[9]
      - Ficus karthalensis C.C.Berg[9]
      - Ficus mauritiana Lam.[9]
      - Ficus mucuso Ficalho[9]
      - Ficus polyphlebia Baker[9]
      - Ficus racemosa L.[9]: Sie kommt im tropischen Asien, in China (Guizhou, Yunnan, Guangxi), Papua-Neuguinea und in Australien vor.[10]
      - Ficus sakalavarum Baker[9]
      - Ficus sur Forsk.[9]
      - Maulbeer-Feige, auch Esels-Feige, Sykamor-Feige, Sykomore genannt (Ficus sycomorus L.)[9]
      - Ficus tiliifolia Baker[9]
      - Ficus torrentium Perrier[9]
      - Ficus trichoclada Baker[9]
      - Ficus vallis-choudae Delile[9]
      - Ficus vogeliana (Miq.) Miq.[9]

    - Untersektion Neomorphe: Sie enthält etwa sechs Arten:[9]
      - Ficus auriculata Lour.[9]
      - Ficus hainanensis Merrill & Chun[9]
      - Ficus nodosa Teijsmann & Binnendijk[9]
      - Ficus robusta Corner[9]
      - Ficus semivestita Corner[9]
      - Ficus variegata Blume[9]

  - Sektion Adenosperma Corner:
    - Sie wird nicht in Untersektionen gegliedert und enthält etwa 19 Arten:[9]
      - Ficus adenosperma Miq.[9]
      - Ficus arbuscula Lauterbach & K.Schum.[9]
      - Ficus austrina Corner[9]
      - Ficus casearioides King[9]
      - Ficus comitis King[9]
      - Ficus endochaete Summerhayes[9]
      - Ficus erythrosperma Miq.[9]
      - Ficus funiculosa Corner[9]
      - Ficus indigofera Rechinger[9]
      - Ficus megaphylla Corner[9]
      - Ficus mollior Benth.[9]
      - Ficus pilulifera Corner[9]
      - Ficus saccata Corner[9]
      - Ficus subcuneata Miq.[9]
      - Ficus suffruticosa Corner[9]
      - Ficus trichocerasa Diels[9]
      - Ficus umbonata Blume[9]
      - Ficus verticillaris Corner[9]
      - Ficus vitiensis Seemann[9]

  - Sektion Bosscheria (de Vriese & Teijsm.) C.C.Berg:
    - Sie wird nicht in Untersektionen gegliedert und enthält nur zwei Arten:[9]
      - Ficus minahassae Teijsmann & De Vriese[9]
      - Ficus pungens Blume[9]

  - Sektion Dammaropsis (Warb.) C.C.Berg:
    - Sie wird nicht in Untersektionen gegliedert und enthält etwa fünf Arten:[9]
      - Ficus dammaropsis Diels[9]
      - Ficus pseudopalma Blanco[9]
      - Ficus rivularis Merr.[9]
      - Ficus salomonensis Rechinger[9]
      - Ficus theophrastoides Seeman[9]

  - Sektion Hemicardia C.C.Berg:
    - Sie wird nicht in Untersektionen gegliedert und enthält nur drei Arten:[9]
      - Ficus koutumensis Corner[9]
      - Ficus prostrata Miq.[9]
      - Ficus semicordata J.E.Smith[9]

  - Sektion Papuasyce (Corner) C.C.Berg:
    - Sie wird nicht in Untersektionen gegliedert und enthält nur drei Arten:[9]
      - Ficus itoana Diels[9]
      - Ficus microdictya Diels[9]
      - Ficus pritchardii Seeman[9]

  - Sektion: Sycocarpus Miq.: Es gibt zwei Untersektionen:[9]
    - Untersektion Macrostyla: Sie enthält nur zwei Arten:[9]
      - Ficus macrostyla Corner[9]
      - Ficus squamosa Roxb.[9]

    - Untersektion Sycocarpus: Sie enthält etwa 92 Arten:[9]
      - Ficus adelpha Lauterbach & K.Schum.[9]
      - Ficus albomaculata C.C.Berg[9]
      - Ficus arfakensis King[9]
      - Ficus baccaureoides Corner[9]
      - Ficus beccarii King[9]
      - Ficus beguetensis Merr.[9]
      - Ficus bernaysii King[9]
      - Ficus biakensis C.C.Berg[9]
      - Ficus boanensis C.C.Berg[9]
      - Ficus botryocarpa Miq.[9]
      - Ficus bougainvillei Corner[9]
      - Ficus calcarata Corner[9]
      - Ficus calopilina Diels[9]
      - Ficus carpenteriana Elmer[9]
      - Ficus cassidyana Elmer[9]
      - Ficus cereicarpa Corner[9]
      - Ficus congesta Roxb.[9]
      - Ficus conglobata King[9]
      - Ficus cryptosycea Corner[9]
      - Ficus cuneata (Miq.) Miq.[9]
      - Ficus cynarioides Corner[9]
      - Ficus d'albertisii King[9]
      - Ficus decipiens Blume[9]
      - Ficus dimorpha King[9]
      - Ficus dissipata Corner[9]
      - Ficus fistulosa Blume[9]
      - Ficus flagellaris Diels[9]
      - Ficus francisci Winkler[9]
      - Ficus geocarpa Miq.[9]
      - Ficus geocharis Corner[9]
      - Ficus gilapong Miq.[9]
      - Ficus griffithii Miq.[9]
      - Ficus hahliana Diels[9]
      - Ficus hispida L.[9]
      - Ficus hypogaea King[9]
      - Ficus iodotricha Diels[9]
      - Ficus immanis Corner[9]
      - Ficus ixoroides Corner[9]
      - Ficus lancibracteata Corner[9]
      - Ficus latimarginata Corner[9]
      - Ficus lepicarpa Corner[9]
      - Ficus limosa C.C.Berg[9]
      - Ficus linearifolia Elmer[9]
      - Ficus longibracteata Corner[9]
      - Ficus macrothyrsa Corner[9]
      - Ficus manuselensis C.C.Berg[9]
      - Ficus megaleia Corner[9]
      - Ficus morobensis C.C.Berg[9]
      - Ficus multistipularis Merr.[9]
      - Ficus nana Corner[9]
      - Ficus nota (Blanco) Merr.[9]: Sie kommt in Malaysia und auf den Philippinen vor.[10]
      - Ficus novahibernica
      - Ficus obpyramidata King[9]
      - Ficus pachyrrhachis Lauterbach & K.Schum.[9]
      - Ficus papuana Corner[9]
      - Ficus parvibracteata Corner[9]
      - Ficus pleyteana Corner[9]
      - Ficus porrecta (Corner) C.C.Berg[9]
      - Ficus profusa Corner[9]
      - Ficus remifolia Corner ex C.C.Berg[9]
      - Ficus ribes Blume[9]
      - Ficus rubrosyce C.C.Berg[9]
      - Ficus satterthwaitei Elmer[9]
      - Ficus saurauioides Diels[9]
      - Ficus scaposa Corner[9]
      - Ficus schwarzii Koorders[9]
      - Ficus scopulifera C.C.Berg[9]
      - Ficus scortechinii King[9]
      - Ficus septica Burman f.[9]
      - Ficus serraria Miq.[9]
      - Ficus stolonifera King[9]
      - Ficus subcongesta Corner[9]
      - Ficus sublimbata Corner[9]
      - Ficus subterranea Corner[9]
      - Ficus sulcata Elmer[9]
      - Ficus tanypoda Corner[9]
      - Ficus tarennifolia Corner[9]
      - Ficus ternatana (Miq.) Miq.[9]
      - Ficus treubii King[9]
      - Ficus tunicata Corner[9]
      - Ficus uncinata (King) Beccari[9]
      - Ficus virescens Corner[9]
      - Ficus vrieseana Miq.[9]
- Untergattung Synoecia: Sie wird in zwei Sektionen gegliedert:[9]
  - Sektion Kissosycea:
    - Sie wird nicht in Untersektionen gegliedert und enthält etwa 28 Arten:[9]
      - Ficus allutacea Blume[9]
      - Ficus apiocarpa (Miq.) Miq.[9]
      - Ficus barba-jovis Corner[9]
      - Ficus carrii Corner[9]
      - Ficus cataupi Elmer[9]
      - Ficus cavernicola C.C.Berg[9]
      - Ficus densechini Corner[9]
      - Ficus detonsa Corner[9]
      - Ficus diandra Corner[9]
      - Ficus disticha Blume[9]
      - Ficus distichoidea Diels[9]
      - Ficus diversiformis Miq.[9]
      - Ficus grandiflora Corner[9]
      - Ficus gymnorygma Summerhayes[9]
      - Ficus hederacea Roxb.[9]
      - Ficus peninsula Elmer[9]
      - Ficus phatnophylla Diels[9]
      - Ficus punctata Thunb.[9]
      - Ficus ruginervia Corner[9]
      - Ficus sarawakensis Corner[9]
      - Ficus scratchleyana King[9]
      - Ficus singalana King[9]
      - Ficus sohotonensis C.C.Berg[9]
      - Ficus submontana C.C.Berg[9]
      - Ficus trachycoma Miq.[9]
      - Ficus tulipifera Corner[9]
      - Ficus warburgii Elmer[9]

  - Sektion Rhizocladus: Es gibt vier Untersektionen:[9]
    - Untersektion Plagiostigma (Siebold & Zucc. ex Miq.) C.C.Berg: Sie enthält etwa acht Arten:[9]
      - Ficus anserina (Corner) C.C.Berg[9]
      - Ficus impressa Benth.[9]
      - Ficus guizhouensis S.S.Chang[9]
      - Ficus pubigera (Miq.) Miq.[9]
      - Kletter-Feige (Ficus pumila) L.[9]: Sie kommt in China, Japan, Taiwan und Vietnam vor.[10]
      - Ficus polynervis S.S.Chang[9]
      - Ficus sarmentosa J.E.Smith[9]
      - Ficus yunnanensis S.S.Chang[9]

    - Untersektion: Pogonotrophe (Miq.) C.C.Berg: Es gibt nur eine Art:
      - Ficus laevis Blume[9]

    - Untersektion: Punctulifoliae: Sie enthält etwa 24 Arten:[9]
      - Ficus ampulliformis Corner[9]
      - Ficus araneosa King[9]
      - Ficus baeuerlenii King[9]
      - Ficus camptandra Diels[9]
      - Ficus colobocarpa (Corner) C.C.Berg[9]
      - Ficus devestiens Corner[9]
      - Ficus excavata King[9]
      - Ficus floccifera Diels[9]
      - Ficus fuscata Summerhayes[9]
      - Ficus hypobrunnea Corner[9]
      - Ficus insculpta Summerhayes[9]
      - Ficus jacobsii C.C.Berg[9]
      - Ficus lanata Blume[9]
      - Ficus odoardii King[9]
      - Ficus ovatacuta Corner[9]
      - Ficus oxymitroides Corner[9]
      - Ficus pantoniana King[9]
      - Ficus pendens Corner[9]
      - Ficus recurva Blume[9]
      - Ficus sabahana Kochummen[9]
      - Ficus sageretina Diels[9]
      - Ficus sagittata Vahl[9]
      - Ficus spiralis Corner[9]
      - Ficus supperforata Corner[9]
      - Ficus villosa Blume[9]

    - Untersektion Trichocarpeae: Sie enthält etwa zehn Arten:[9]
      - Ficus bakeri Elmer[9]
      - Ficus cinnamomea Corner[9]
      - Ficus hypophaea Schlechter[9]
      - Ficus jimiensis C.C.Berg[9]
      - Ficus nasuta Summerhayes[9]
      - Ficus perfulva Merrill[9]
      - Ficus phaeobullata Corner[9]
      - Ficus pleiadenia Diels[9]
      - Ficus supfiana Schlechter[9]
      - Ficus trichocarpa Blume[9]
- Untergattung Urostigma (Endl.) Miq.:[9]
  - Sektion Americanae:
    - Sie wird nicht in Untersektionen gegliedert und enthält etwa 110 Arten:[9]
      - Ficus acreana C.C.Berg[9]
      - Ficus albert-smithii Standl.[9]
      - Ficus amazonica (Miq.) Miq.[9]
      - Ficus americana Aubl.[9]: Sie ist von Mexiko über Zentralamerika und auf karibischen Inseln bis Südamerika weitverbreitet.[10]
      - Ficus andicola Standl.[9]
      - Ficus aripuanensis C.C.Berg & F.Kooy [9]
      - Ficus aurea Nutt.[9]: Sie kommt in Florida, Mexiko, Guatemala, Honduras, Nicaragua, Costa Rica, Panama und auf Inseln in der Karibik vor.[10]
      - Ficus bahiensis C.C.Berg & Carauta[9]
      - Ficus blepharophylla Vázquez Avila[9]
      - Ficus boliviana C.C.Berg[9]
      - Ficus brevibracteata W.Burger[9]
      - Ficus brittonii Boldingh[9]
      - Ficus broadwayi Urban[9]
      - Ficus bullenei I.M.Johnston[9]
      - Ficus caballina Standl.[9]
      - Ficus cahuitensis C.C.Berg[9]
      - Ficus caldasiana Dugand[9]
      - Ficus calimana Dugand[9]
      - Ficus calyptroceras (Miq) Miq.[9]
      - Ficus carautana Emygdio[9]
      - Ficus casapiensis (Miq.) Miq.[9]
      - Ficus castellviana Dugand[9]
      - Ficus catappifolia Kunth & C.D.Bouché[9]
      - Ficus cervantesiana Standl. & L.O.Williams[9]
      - Ficus cestrifolia Schott[9]
      - Ficus chaparensis C.C.Berg & Villavicencio[9]
      - Ficus christianii Carauta[9]
      - Ficus citrifolia Mill.[9]: Sie ist in Florida, von Mexiko über Zentralamerika und auf karibischen Inseln bis Südamerika weitverbreitet.[10]
      - Ficus coerulescens (Rusby) Rossberg[9]
      - Ficus colubrinae Standl.[9]
      - Ficus costaricana (Liebmann) Miq.[9]
      - Ficus cotinifolia Kunth[9]
      - Ficus cotopaxiensis C.C.Berg[9]
      - Ficus crassinervia Willd.[9]
      - Ficus cremersii C.C.Berg[9]
      - Ficus crocata (Miq.) Miq.[9]
      - Ficus cuatrecasana Dugand[9]
      - Ficus davidsonii Standl.[9]
      - Ficus dendrocida Kunth[9]
      - Ficus donnell-smithii Standl.[9]
      - Ficus duartei C.C.Berg & Carauta[9]
      - Ficus duckeana C.C.Berg & Ribeiro[9]
      - Ficus dugandii Standl.[9]
      - Ficus eliadis Standl.[9]
      - Ficus enormis (Miq.) Miq.[9]
      - Ficus eximia Schott[9]
      - Ficus goiana C.C.Berg, Carauta & A.F.P.Machado[9]
      - Ficus gomelleira Kunth & C.D.Bouché[9]
      - Ficus gramalotensis Dugand[9]
      - Ficus greiffiana Dugand[9]
      - Ficus guatiquiae Dugand[9]
      - Ficus guianensis Desvaux[9]
      - Ficus hartwegii (Miq.) Miq.[9]
      - Ficus hatschbachii C.C.Berg & Carauta[9]
      - Ficus hebetifolia Dugand[9]
      - Ficus hirsuta Schott[9]
      - Ficus holosericea Schott[9]
      - Ficus jacobii Vázquez Avila[9]
      - Ficus krukovii Standl.[9]
      - Ficus lagoensis C.C.Berg & Carauta[9]
      - Ficus laureola C.C.Berg & Carauta[9]
      - Ficus lauretana Vázquez Avila[9]
      - Ficus leiophylla C.C.Berg[9]
      - Ficus longifolia Schott[9]
      - Ficus luschnathiana (Miq.) Miq.[9]
      - Ficus malacocarpa Standl.[9]
      - Ficus mantana C.C.Berg[9]
      - Ficus mariae C.C.Berg, Emygdio & Carauta[9]
      - Ficus maroma Castellanos[9]
      - Ficus maroniensis Benoist[9]
      - Ficus mathewsii (Miq.) Miq.[9]
      - Ficus matiziana Dugand[9]
      - Ficus membranacea C.Wright[9]
      - Ficus mollicula Pittier[9]
      - Ficus nymphaeifolia Mill.[9]
      - Ficus obtusifolia Kunth[9]: Sie ist von Mexiko über Zentral- bis Südamerika verbreitet.[10]
      - Ficus osensis C.C.Berg[9]
      - Ficus pakkensis Standl.[9]
      - Ficus pallida Vahl[9]
      - Ficus paludica Standl.[9]
      - Ficus panurensis Standl.[9]
      - Ficus paraensis (Miq.) Miq.[9]
      - Ficus pertusa L. f.[9]
      - Ficus petiolaris Kunth[9]
      - Ficus popenoei Standl.[9]
      - Ficus richteri Dugand[9]
      - Ficus rimicana C.C.Berg[9]
      - Ficus romeroi Dugand[9]
      - Ficus roraimensis C.C.Berg[9]
      - Ficus salicaria C.C.Berg[9]
      - Ficus schippii Standl.[9]
      - Ficus schultesii Dugand[9]
      - Ficus schumacheri (Liebmann) Griseb.[9]
      - Ficus sphenophylla Standl.[9]
      - Ficus subandina Dugand[9]
      - Ficus subapiculata (Miq.) Miq.[9]
      - Ficus tepuiensis C.C.Berg & Simonis[9]
      - Ficus tequendama Dugand[9]
      - Ficus tovarensis Pittier[9]
      - Ficus trapezicola Dugand[9]
      - Ficus trianae Dugand[9]
      - Ficus trigona L. f.[9]
      - Ficus trigonata L.[9]: Sie kommt auf den karibischen Inseln Kuba, Hispaniola, Dominica, Puerto Rico, Montserrat, Martinique, Guadeloupe und auf den Jungferninseln vor.[10]
      - Ficus turrialbana W.Burger[9]
      - Ficus ursina Standl.[9]
      - Ficus velutina Willd.[9]
      - Ficus venezuelensis C.C.Berg[9]
      - Ficus vittata Vázquez Avila[9]
      - Ficus ypsilophlebia Dugand[9]
      - Ficus zarzalensis Standl.[9]
      - Ficus zuliensis C.C.Berg & Simonis[9]

  - Sektion Galoglychia: Es gibt sechs Untersektionen:[9]
    - Untersektion Caulocarpae (Mildbr. & Burret) C.C.Berg: Sie enthält etwa zwölf Arten:[9]
      - Ficus artocarpoides Warb.[9]
      - Ficus bizanae Hutch. & Burtt-Davy[9]
      - Ficus bubu Warb.[9]
      - Ficus chirindensis C.C.Berg[9]
      - Ficus dryepondtiana De Wild.[9]
      - Ficus modesta F.White[9]
      - Ficus ottoniifolia (Miq.) Miq.[9]
      - Ficus ovata Vahl[9]
      - Ficus polita Vahl[9]
      - Ficus sansibarica Warb.[9]
      - Ficus tremula Warb.[9]
      - Ficus umbellata Vahl[9]

    - Untersektion Chlamydodorae (Mildbr. & Burret) C.C.Berg: Sie enthält etwa 17 Arten:[9]
      - Ficus amadiensis De Wild[9]
      - Ficus antandronarum (Perrier) Berg[9]
      - Ficus burtt-davyi Hutch.[9]
      - Ficus calyptrata Vahl[9]
      - Ficus craterostoma Mildbr. & Burret[9]
      - Ficus faulkneriana C.C.Berg[9]
      - Ficus fischeri Mildbr. & Burret[9]
      - Ficus ilicina (Sonder) Miq.[9]
      - Ficus kamerunensis Mildbr. & Burret
      - Ficus linqua De Wild. & T.Durand[9]
      - Natal fig, barkcloth fig, bark-cloth fig, common wild fig, fire-stick, strangler fig, Figuier de Natal, mlandege, Mlumba, utambe, kiditi, amannyedyua, akabofui, eduro, endjuuque, parafi din tera, pov di dalgu, tarafi din tera, ituba, mutuba, laru, khumusonya, kumuluba, tera, kiryanyonyi, mugaire, omugaire, omukosi, soto foro, sotokuro, ekerae, ngagutuo, uchime, mutooma, Kachere Tree (Ficus natalensis Hochst.)[9]: Sie ist in Afrika weitverbreitet und ist vor allem in Malawi von großer symbolischer Bedeutung.
      - Ficus persicifolia Warb.[9]
      - Ficus petersii Warb.[9]
      - Ficus psilopoga Ficahlo[9]
      - Ficus reflexa Thunb.[9]
      - Ficus rokko Warb. & Schweinf.[9]
      - Ficus thonningii Blume[9]: Sie kommt vom tropischen bis ins südliche Afrika vor.[10]

    - Untersektion Crassicostae (Mildbr. & Burret) C.C.Berg: Sie enthält etwa acht Arten:[9]
      - Ficus adolfi-friderici Mildbr.[9]
      - Ficus burretiana Hutch.[9]
      - Ficus elasticoides De Wild.[9]
      - Ficus leonensis Hutch.[9]
      - Ficus louisii Boutique & J.Léonard[9]
      - Ficus oreodryadum Mildbr.[9]
      - Ficus pseudomangifera Hutch.[9]
      - Ficus usambarensis Warb.[9]

    - Untersektion Cyathistipulae (Mildbr. & Burret) C.C.Berg: Sie enthält etwa 19 Arten:[9]
      - Ficus abscondita C.C.Berg[9]
      - Ficus ardisioides Warb.[9]
      - Ficus barteri Sprague[9]
      - Ficus conraui Warb.[9]
      - Ficus crassicosta Warb.[9]
      - Ficus cyathistipula Warb.[9]: Sie kommt im tropischen Afrika vor.[10]
      - Ficus cyathistipuloides De Wild.[9]
      - Ficus densistipulata De Wild.[9]
      - Geigen-Feige (Ficus lyrata Warb.)[9]
      - Ficus oresbia C.C.Berg[9]
      - Ficus pachyneura C.C.Berg[9]
      - Ficus preussii Warb.[9]
      - Ficus sagittifolia Mildbr. & Burret[9]
      - Ficus scassellatii Pamp.[9]
      - Ficus scott-elliotii Mildbr. & Burret[9]
      - Ficus subcostata De Wild.[9]
      - Ficus subsagittifolia C.C.Berg[9]
      - Ficus tesselata Warb.[9]
      - Ficus wildemaniana De Wild. & T.Durand[9]

    - Untersektion Galoglychia: Sie enthält nur drei Arten:[9]
      - Ficus chlamydocarpa Mildbr. & Burret[9]
      - Zulufeige (Ficus lutea Vahl, Syn.: Ficus vogelii (Miq.) Miq.)[9]: Sie ist vom tropischen bis südlichen Afrika, auf Madagaskar, den Komoren und Seychellen verbreitet.[10]
      - Ficus saussureana DC.[9]

    - Untersektion Platyphyllae (Mildbr. & Burret) C.C.Berg: Sie enthält etwa 18 Arten:[9]
      - Ficus abutilifolia (Miq.) Miq.[9]
      - Ficus bivalvata Perrier[9]
      - Ficus bussei Mildbr. & Burret[9]
      - Ficus glumosa Delile[9]
      - Ficus grevei Baill.[9]
      - Ficus jansii Boutique[9]
      - Ficus marmorata Baker[9]
      - Ficus muelleriana Berg[9]
      - Ficus nigropunctata Mildbr. & Burret[9]
      - Ficus platyphylla Delile[9]
      - Ficus populifolia Vahl[9]
      - Ficus recurvata De Wildeman[9]
      - Ficus rubra Vahl[9]
      - Ficus stuhlmannii Warb.[9]
      - Ficus tettensis Hutch.[9]
      - Ficus trichopoda Baker[9]
      - Ficus vasta Forsk.[9]
      - Ficus wakefieldii Hutch.[9]

  - Sektion Malvanthera Corner: Es gibt drei Untersektionen:[11]
    - Untersektion Hesperidiiformes: Sie wird in drei Serien gegliedert und enthält etwa zwölf Arten:[11]
      - Serie Glandiferae: Sie enthält nur drei Arten:[11]
        - Ficus baola C.C.Berg[11]
        - Ficus glandifera Summerhayes[11]
        - Ficus rhizophoriphylla King[11]

      - Serie Hesperidiiformes (Corner) D.J.Dixon: Sie enthält nur zwei Arten:[11]
        - Ficus hesperidiiformis King[11]
        - Ficus sterrocarpa Diels[11]

      - Serie Xylosyciae: Sie enthält etwa vier Arten:[11]
        - Ficus augusta Corner[11]
        - Ficus heteromeka Corner[11]
        - Ficus mafuluensis Summerhayes[11]
        - Ficus xylosycia Diels[11]

    - Untersektion Malvantherae: Sie enthält nur zwei Arten:[11]
      - Großblättrige Feige, auch Australischer Gummibaum genannt (Ficus macrophylla Pers.)[11]: Sie kommt in den australischen Bundesstaaten Queensland sowie New South Wales vor.[10]
      - Ficus pleurocarpa F.Mueller[11]

    - Untersektion Platypodeae: Sie wird in vier Serien gegliedert und enthält etwa zwölf Arten:[11]
      - Serie Crassipes: Sie enthält nur zwei Arten:[11]
        - Ficus crassipes F.M.Bailey[11]
        - Ficus destruens C.T.White[11]: Sie kommt nur in Queensland vor.[10]

      - Serie Eubracteatae: Es gibt nur eine Art:[11]
        - Ficus triradiata Corner[11]

      - Serie Obliquae: Sie enthält etwa fünf Arten:[11]
        - Ficus cerasicarpa D.J.Dixon[11]
        - Ficus lilliputiana D.J.Dixon[11]
        - Ficus obliqua G.Forst.[11]: Sie kommt auf den Molukken, in Irian Jaya, Papua-Neuguinea, in Neukaledonien, auf den Salomonen, Fidschi-Inseln, auf Niue, Samoa, Tonga und in den australischen Bundesstaaten New South Wales sowie Queensland vor.[10]
        - Ficus platypoda Miq.[11]: Sie kommt in den australischen Bundesstaaten New South Wales, Queensland, South Australia, Western Australia und in Northern Territory vor.[10]
        - Ficus subpuberula Corner[11]

      - Serie: Rubiginosae: Sie enthält etwa vier Arten:[11]
        - Ficus atricha D.J.Dixon[11]
        - Ficus brachypoda (Miq.) Miq.[11]
        - Ficus rubiginosa Vent.[11]: Sie kommt in den australischen Bundesstaaten New South Wales sowie Queensland vor.[10]
        - Ficus watkinsiana F.M.Bailey[11]: Sie kommt in den australischen Bundesstaaten New South Wales sowie Queensland vor.[10]

  - Sektion Urostigma (Endl.) Griseb.: Es gibt zwei Untersektionen:[11]
    - Untersektion Conosycea (Miq.) C.C.Berg: Sie enthält etwa 64 Arten:[11]
      - Ficus acamptophylla Miq.[11]
      - Hohe Feige (Ficus altissima Blume)[11]: Sie kommt in Indien, Nepal, Bhutan, Myanmar, Thailand, Vietnam, Malaysia, Indonesien, auf den Philippinen und in den chinesischen Provinzen Guangdong, Yunnan, Guangxi sowie Hainan verbreitet.[10]
      - Ficus annulata Blume[11]
      - Ficus archboldiana Summerhayes[11]
      - Ficus balete Merr.[11]
      - Ficus beddomei King[11]
      - Banyan-Feige, auch Banyanbaum oder Bengalische Feige genannt (Ficus benghalensis L.)[11]: Sie kommt in Indien und Pakistan vor.[10]
      - Birkenfeige (Ficus benjamina L.)[11]
      - Ficus binnendijkii Miq.[11]
      - Ficus borneensis Kochummen[9]
      - Ficus bracteata Miq.[11]
      - Ficus calcicola Corner[11]
      - Ficus callophylla Blume[11]
      - Ficus chrysolepis Miq.[11]
      - Ficus consociata Blume[11]
      - Ficus cordatula Merr.[11]
      - Ficus corneri Kochummen[11]
      - Ficus costata Aiton[11]
      - Ficus crassiramea Miq.[11]
      - Ficus cucurbitina King[11]
      - Ficus curtipes Corner[11]
      - Ficus dalhouseae Miq.[11]
      - Ficus delosyce Corner[11]
      - Ficus depressa Blume[11]
      - Ficus drupacea Thunb.[11]: Sie kommt im tropischen Asien, in China und in Queensland vor.[10]
      - Ficus dubia King[11]
      - Gummibaum (Ficus elastica Roxb. ex Hornem.)
      - Ficus fergusonii (King) Worthington[11]
      - Ficus forstenii Miq.[11]
      - Ficus glaberrima Blume[11]
      - Ficus globosa Blume[11]
      - Ficus hillii F.M.Bailey[11]
      - Ficus humbertii C.C.Berg [11]
      - Ficus involucrata Blume[11]
      - Ficus juglandiformis King[11]
      - Ficus kerkhovenii Valeton[11]
      - Ficus kochummeniana C.C.Berg[11]
      - Ficus kurzii King[11]
      - Ficus lawesii King[11]
      - Ficus lowii King[11]
      - Ficus maclellandii King[11]
      - Ficus menabeensis Perrier[11]
      - Chinesische Feige, oder Lorbeer-Feige, Indischer Lorbeer genannt, (Ficus microcarpa L. f., Syn.: Ficus retusa auct., Ficus nitida auct., Ficus retusiformis H.Lév.)[11]
      - Ficus microsycea Ridley[11]
      - Ficus miqueliana C.C.Berg[11]
      - Ficus mollis Vahl[11]
      - Ficus pallescens (Weiblen) C.C.Berg[11]
      - Ficus paracamptophylla Corner[11]
      - Ficus patellata Corner[11]
      - Ficus pellucidopunctata Griffith[11]
      - Ficus pharangensis Gagnepain[11]
      - Ficus pisocarpa Blume[11]
      - Ficus pubilimba Miq.[11]
      - Ficus retusa L.[11]
      - Ficus rigo F.M.Bailey[11]
      - Ficus spathulifolia Corner[11]
      - Ficus stricta (Miq.) Miq.[11]
      - Ficus subcordata Blume[11]
      - Ficus subgelderi Corner[11]
      - Ficus sumatrana (Miq.) Miq.[11]
      - Ficus sundaica Blume[11]
      - Ficus talbotii King[11]
      - Ficus trimenii King[11]
      - Ficus tristaniifolia Corner[11]
      - Ficus xylophylla Miq.[11]

    - Untersektion Urostigma (Endl.) C.C.Berg: Sie enthält etwa 25 Arten:[11]
      - Ficus amplissima J.E.Smith[11]
      - Ficus arnottiana (Miq.) Miq.[11]
      - Ficus cardiophylla Merr.[11]
      - Ficus caulocarpa Miq.[11]
      - Ficus concinna Miq.[11]
      - Ficus cordata Thunb.[11]
      - Ficus cupulata Haines[11]
      - Ficus densifolia Miq.[11]
      - Ficus geniculata Kurz[11]
      - Ficus hookeriana Corner[11]
      - Ficus ingens (Miq.) Miq.[11]
      - Ficus lacor Buchanan-Hamilton[11]
      - Ficus madagascariensis C.C.Berg[11]
      - Ficus orthoneura Lév. & Vaniot[11]
      - Ficus prolixa G.Forst.[11]: Sie kommt auf den Fidschi-Inseln, Vanuatu, Neukaledonien, den Pitcairninseln,  Französisch-Polynesien, den nördlichen Marianen und Mikronesien vor.[10]
      - Ficus prasinicarpa Elmer[11]
      - Pappel-Feige, auch Buddhabaum, Bodhibaum, Bobaum, Pepulbaum genannt (Ficus religiosa L.)[11]
      - Ficus rumphii Blume[11]
      - Ficus salicifolia (Vahl) Berg[11]
      - Ficus saxophila Blume[11]
      - Ficus subpisocarpa Gagnepain[11]
      - Ficus superba Miq.[11]
      - Ficus tsjahela Burman[11]
      - Ficus verruculosa Warb.[11]
      - auch Bengalische Würgefeige, Java-Feige genannt (Ficus virens Aiton)[11]: Sie kommt im tropischen Asien, in China, Japan, Taiwan und in Australien vor.[10]

## Nutzung

### Nutzung in der Küche
Die Feigen einiger Arten werden gegessen. Am bekanntesten ist die Echte Feige (Ficus carica). Verwendet werden beispielsweise auch die Feigen von Ficus macrophylla, Ficus palmata. In einigen Regionen des deutschsprachigen Raums galten Feigen vom 15. bis 17. Jahrhundert als Fastenspeise.
In Österreich verkaufte Feigen sind in der Regel getrocknet und braun. Handelsform waren ehemals Ringe, zu denen die axial flach gepressten Früchte auf einer Biogenen Faser aufgefädelt und diese verknotet wurden. Heute werden je 250 g Feigen zu einem länglichen Ziegel verpresst, mit Zellophan foliert und in eine Holzkiste oder stabilen Karton geschichtet. Zumeist verbleibt dabei bis vor dem Verzehr ein 4–8 mm kurzer Stengelrest an der Frucht, der nicht mitgegessen wird, doch das Eindringen von Keimen während des Trocknens verhindert.
Lieferländer sind Türkei und Italien, 2018 werden jedoch, bedingt durch die Klimaerwärmung, auch schon in Wien-Simmering Feigen kultiviert.

### Nutzung als Heilpflanze
Die medizinische Wirkung der Echten Feige (Ficus carica) wurde untersucht.

### Zierpflanze in Parks und Gärten
Viele Arten werden als Zierpflanzen in Parks und Gärten verwendet.

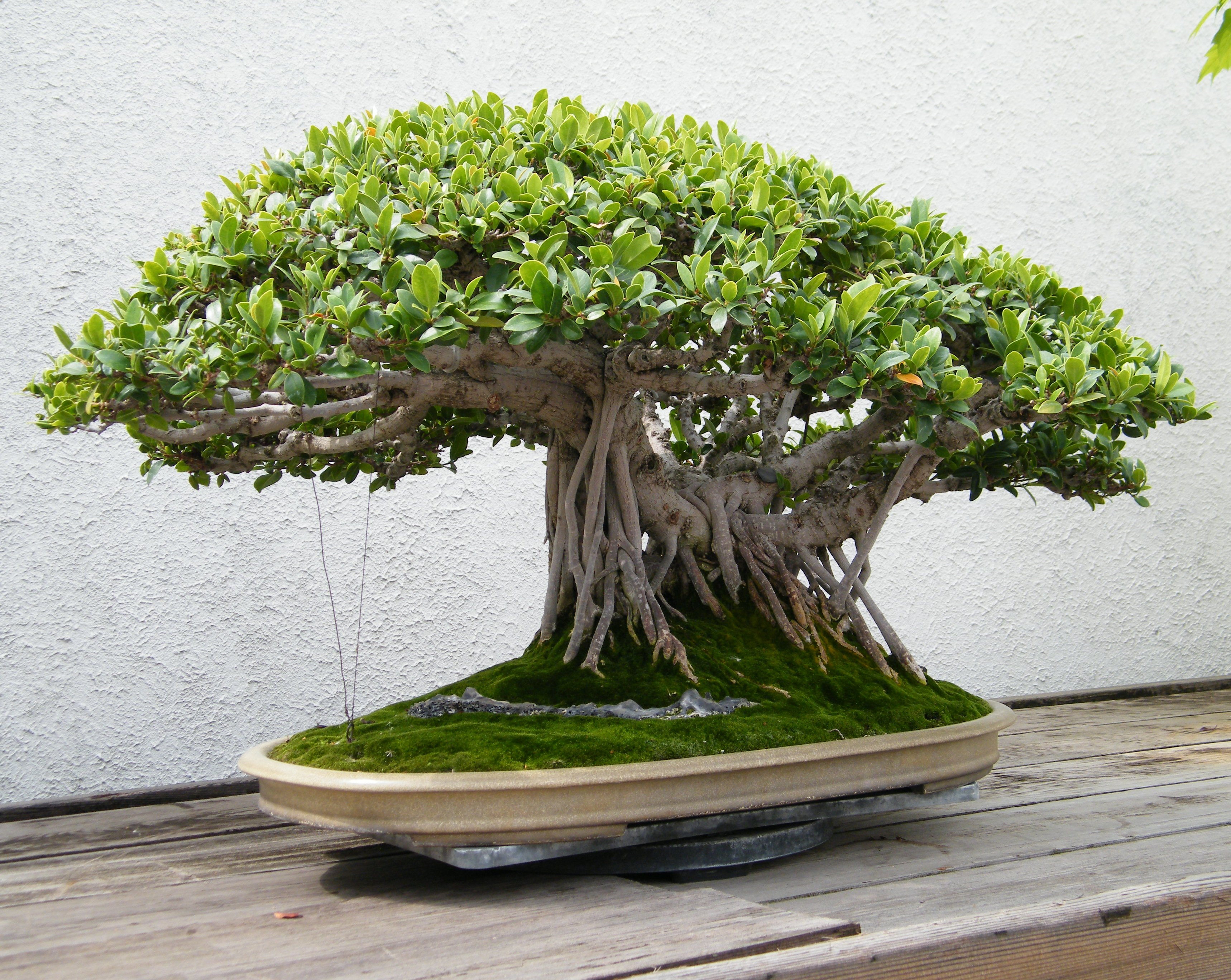
Chinesische Feige (Ficus microcarpa) als Bonsai

### Zierpflanze in Räumen
Einige Ficus-Arten und ihre Sorten werden als Zierpflanzen in Räumen verwendet (Auswahl):
- Birkenfeige, auch Benjamin-Ficus genannt (Ficus benjamina): Häufig und in vielen Sorten (beispielsweise Ficus benjamina ‚Natasja‘) angebotene Art.
- Mistel-Feigenbaum (Ficus deltoidea): Diese Art bildet leicht Früchte. In beheizten Räumen robuste Art.
- Gummibaum (Ficus elastica): Früher sehr beliebte Zimmerpflanze, die in verschiedenen Sorten wieder häufiger angeboten wird. Sehr robuste Art.
- Geigen-Feige (Ficus lyrata): Eine großblättrig, sparrig wachsende Art. In beheizten Räumen sehr einfach zu pflegen.
- Chinesische Feige, auch Lorbeer-Feige oder Indischer Lorbeer genannt (Ficus microcarpa, Syn.: Ficus retusa): Robuste Art, die auch mit kühleren Räumen zurechtkommt, beispielsweise als Zimmerbonsai.
- Kletter-Feige (Ficus pumila): Eine kleinblättrige Art, die mit Haftwurzeln klettert. Sie wird als Bodendecker oder an Moosstäben kletternd angeboten.

Aufgrund ihrer guten Anpassung an das Klima des Wohnbereiches eignen sich verschiedene Arten als Zimmerbonsai.

## Weiterführende Literatur
- Yinxian Shi, Huabin Hu, Youkai Xu, Aizhong Liu: An ethnobotanical study of the less known wild edible figs (genus Ficus) native to Xishuangbanna, Southwest China. In: Journal of Ethnobiology and Ethnomedicine, Volume 10, 2014, S. 68. doi:10.1186/1746-4269-10-68
- Carl Peter Thunberg: Ficus genus., 1786. eingescannt bei bibdigital.
- Ephraim Philip Lansky, Helena Maaria Paavilainen: Figs: The Genus Ficus - Traditional Herbal Medicines for Modern Times, CRC Press, 2010, ISBN 1-4200-8967-6.
- Bhanumas Chantarasuwan, Cornelis C. Berg, Finn Kjellberg, Nina Rønsted, Marjorie Garcia, Claudia Baider, Peter C. van Welzen: A New Classification of Ficus Subsection Urostigma (Moraceae) Based on Four Nuclear DNA Markers (ITS, ETS, G3pdh, and ncpGS), Morphology and Leaf Anatomy. In: PLOS ONE, Volume 10, Issue 6, e0128289, 24. Juni 2015. doi:10.1371/journal.pone.0128289